# Indre (département)
Pour les articles homonymes, voir Indre.
L'Indre (/ɛ̃dʁ/) est un département français de la région Centre-Val de Loire qui tire son nom de l'Indre, une rivière qui le traverse. L'Insee et La Poste lui attribuent le code 36.
Le chef-lieu du département est Châteauroux et les sous-préfectures sont : Le Blanc, La Châtre et Issoudun.

## Géographie

### Situation
L'Indre s'étend sur une superficie de 6 791 km2 et il regroupe avec le département du Cher, la plus grande partie de la région historique du Berry.

### Départements limitrophes
Les départements limitrophes sont: le Loir-et-Cher (au nord), le Cher (du nord-est au sud-est), la Creuse (du sud-est au sud), la Haute-Vienne (au sud-ouest), la Vienne (du sud-ouest à l'ouest) et l'Indre-et-Loire (de l'ouest au nord-ouest).

### Relief et géologie
L’Indre appartient à la partie méridionale du Bassin parisien, soulevé sur les marges du Massif central. Au calcaire jurassique de la Champagne berrichonne succède les tourangelles du crétacé. les sables et argiles tertiaires masque irrégulièrement ce substrat.
Située au carrefour des axes de liaison historique entre Paris et Toulouse (nord-sud), l'Indre est divisée en cinq régions naturelles :
- le Boischaut Nord[6] au nord-ouest du département ;
- le Blancois à l'ouest du département ;
- le Boischaut Sud[6] au sud-est du département ;
- la Brenne[6] au sud-ouest du département ;
- la Champagne berrichonne[6] quant à elle au nord-est du département.

Il est essentiellement composé de plaines vers le parc naturel régional de la Brenne et dans la Champagne berrichonne.
En revanche le Boischaut Nord est légèrement vallonné avec une altitude située entre 80 et 215 mètres d'altitude, mais surtout le Boischaut Sud est beaucoup plus bosselé.
Le point culminant du département se trouve dans la commune de Crevant au « bois de Fonteny » à environ 465 mètres d'altitude. Le « Terrier Randoin » deuxième sommet le plus haut du département, se trouve à environ 457 mètres d'altitude sur la commune de Pouligny-Notre-Dame.
Le département compte 28 cavités souterraines (au 31 décembre 2018), de développement supérieur ou égal à 50 m, se trouvant dans les régions du Blanc et d'Argenton-sur-Creuse.
Le département est classé en zone de sismicité 2, correspondant à une sismicité faible.

Paysages de l'Indre :
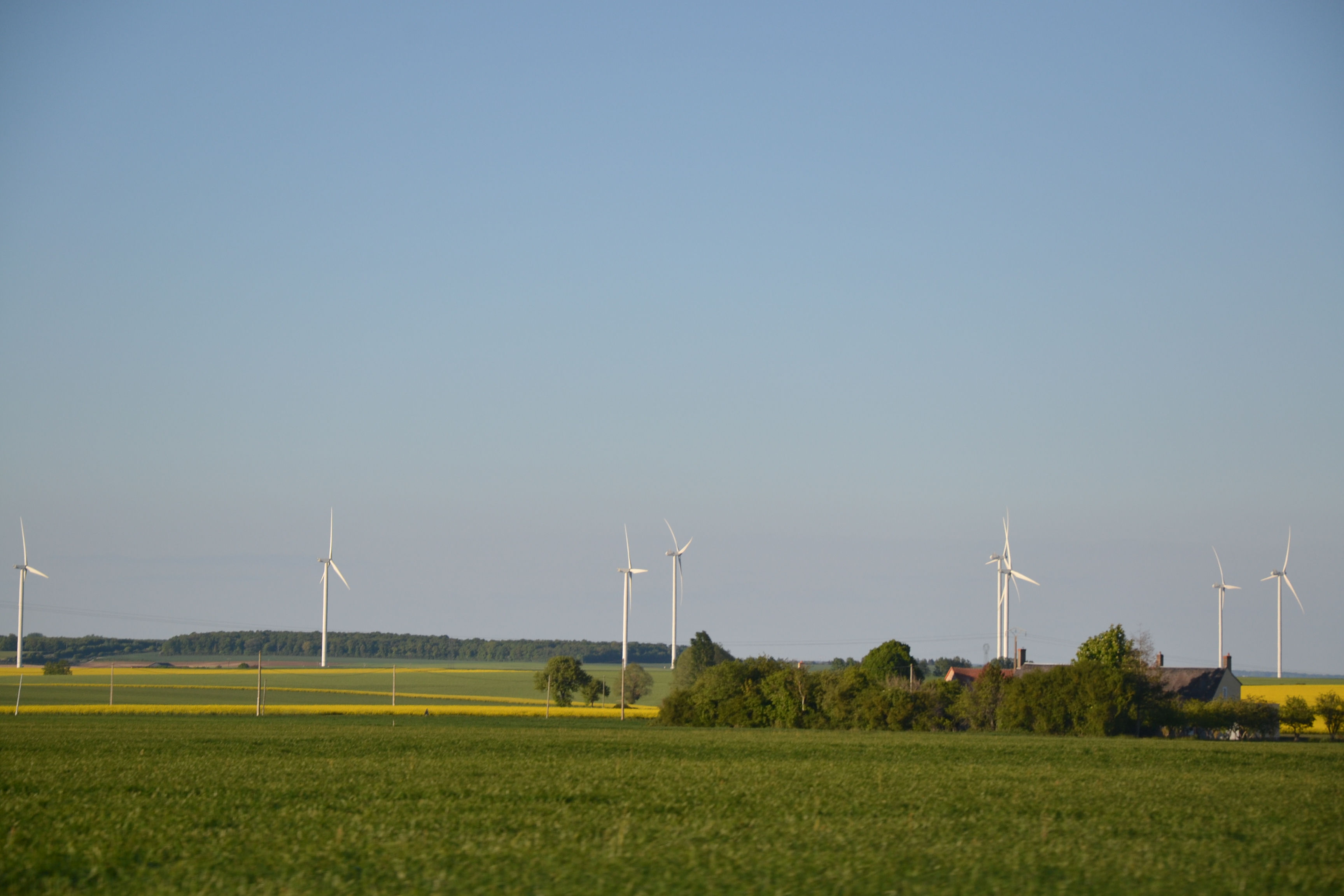
Paysage de la Champagne berrichonne, dans le nord, entre Reuilly et Vatan.
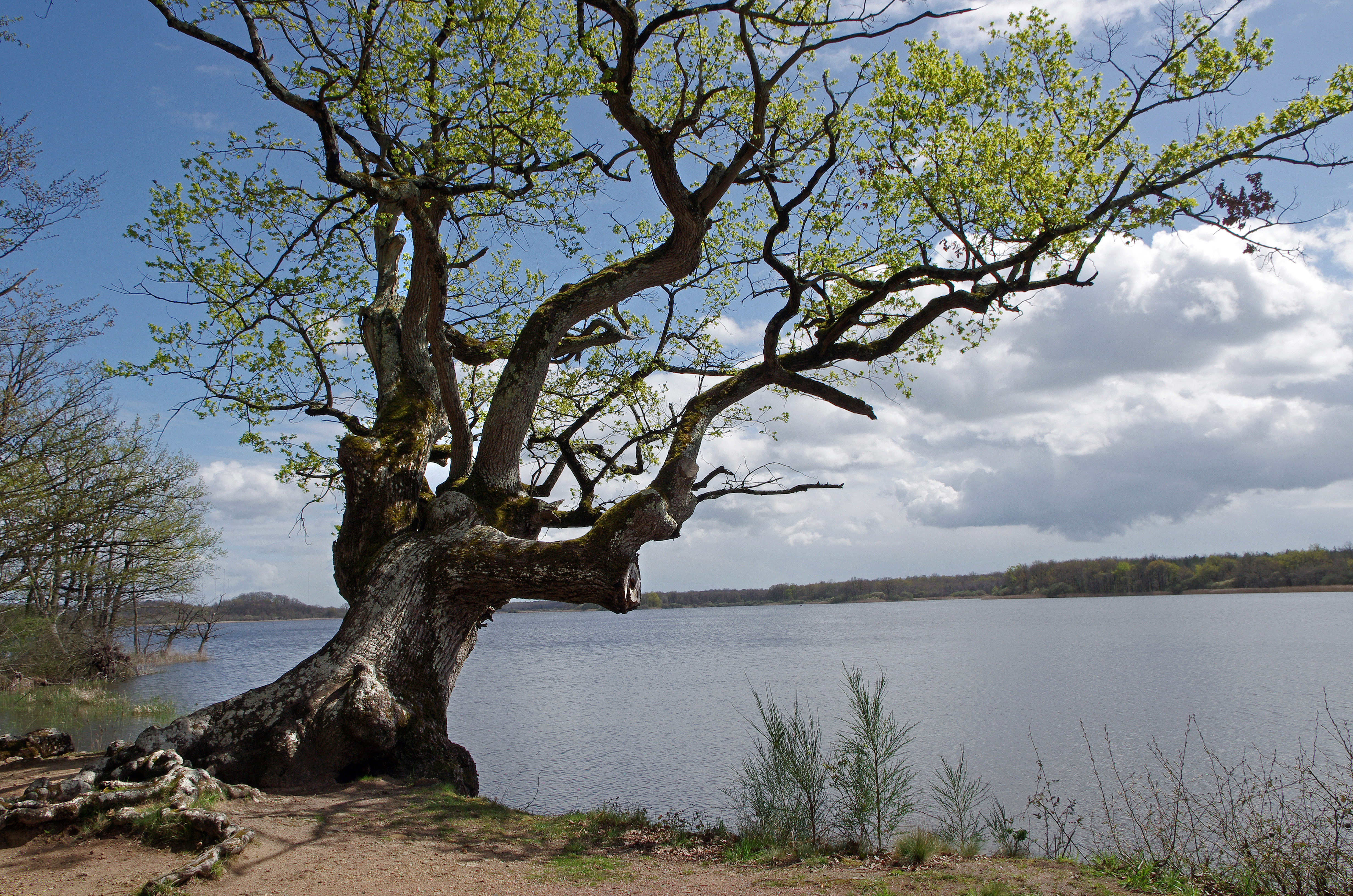
Douadic Chêne de l'étang de la Mer Rouge, dans l'ouest.
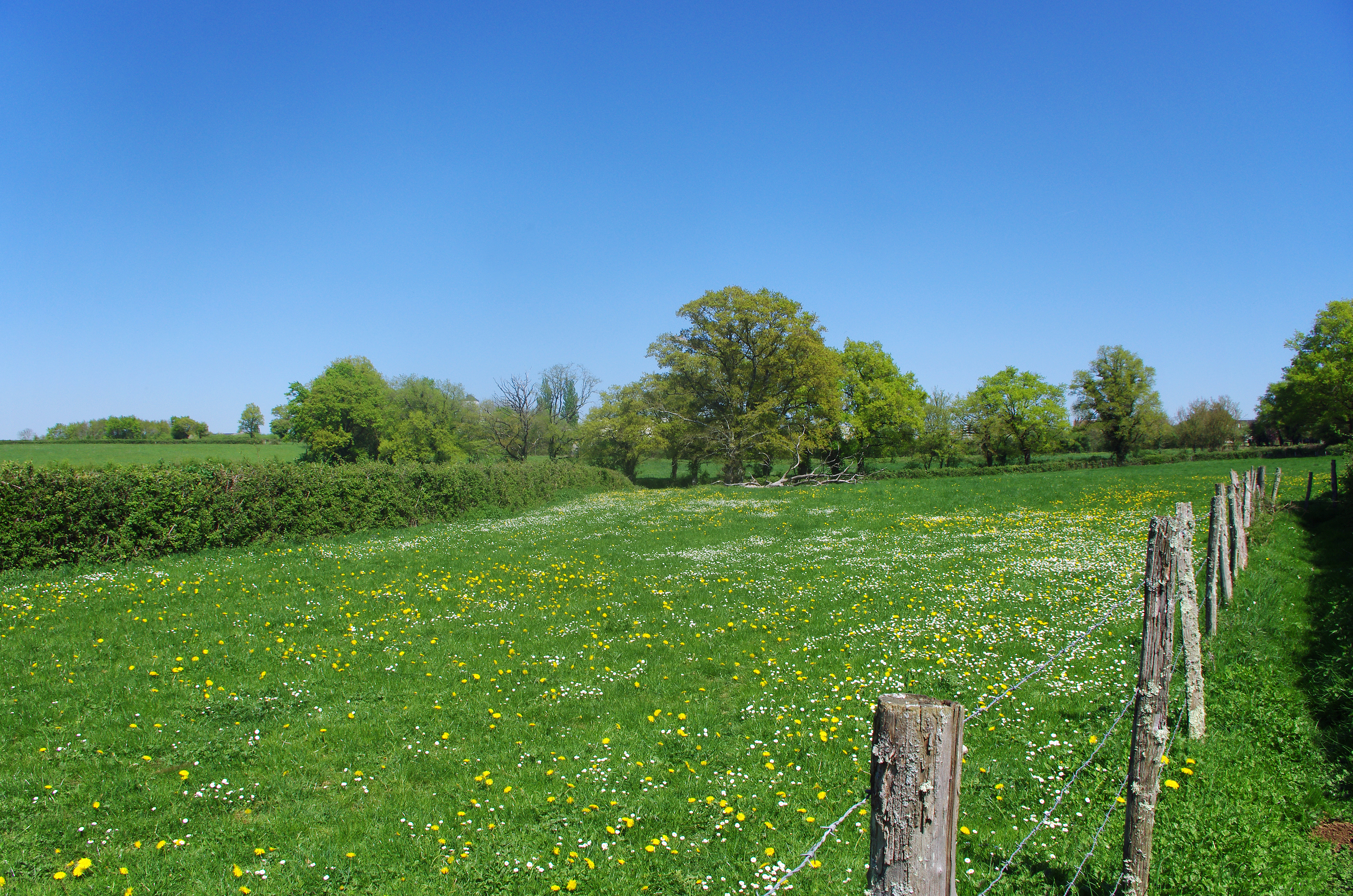
Le Boischaut Sud à Ceaulmont, dans le sud.

### Hydrographie
Les principaux cours d'eau sont :
- Abloux ;
- Anglin ;
- Arnon ;
- Auzon ;
- Benaize ;
- Bouzanne ;
- Bouzanteuil ;
- Céphons ;
- Chinan ;
- Cité ;
- Claise ;
- Clecq ;
- Couarde ;
- Creuse ;
- Fouzon ;
- Gargilesse ;
- Gartempe ;
- Igneraie ;
- Indre ;
- Indrois ;
- Lamps ;
- Modon ;
- Nahon ;
- Nichat ;
- Pozon ;
- Renon ;
- Ringoire ;
- Salleron ;
- Sinaise ;
- Sonne ;
- Théols ;
- Tourmente ;
- Trégonce ;
- Vauvre ;
- Yoson.

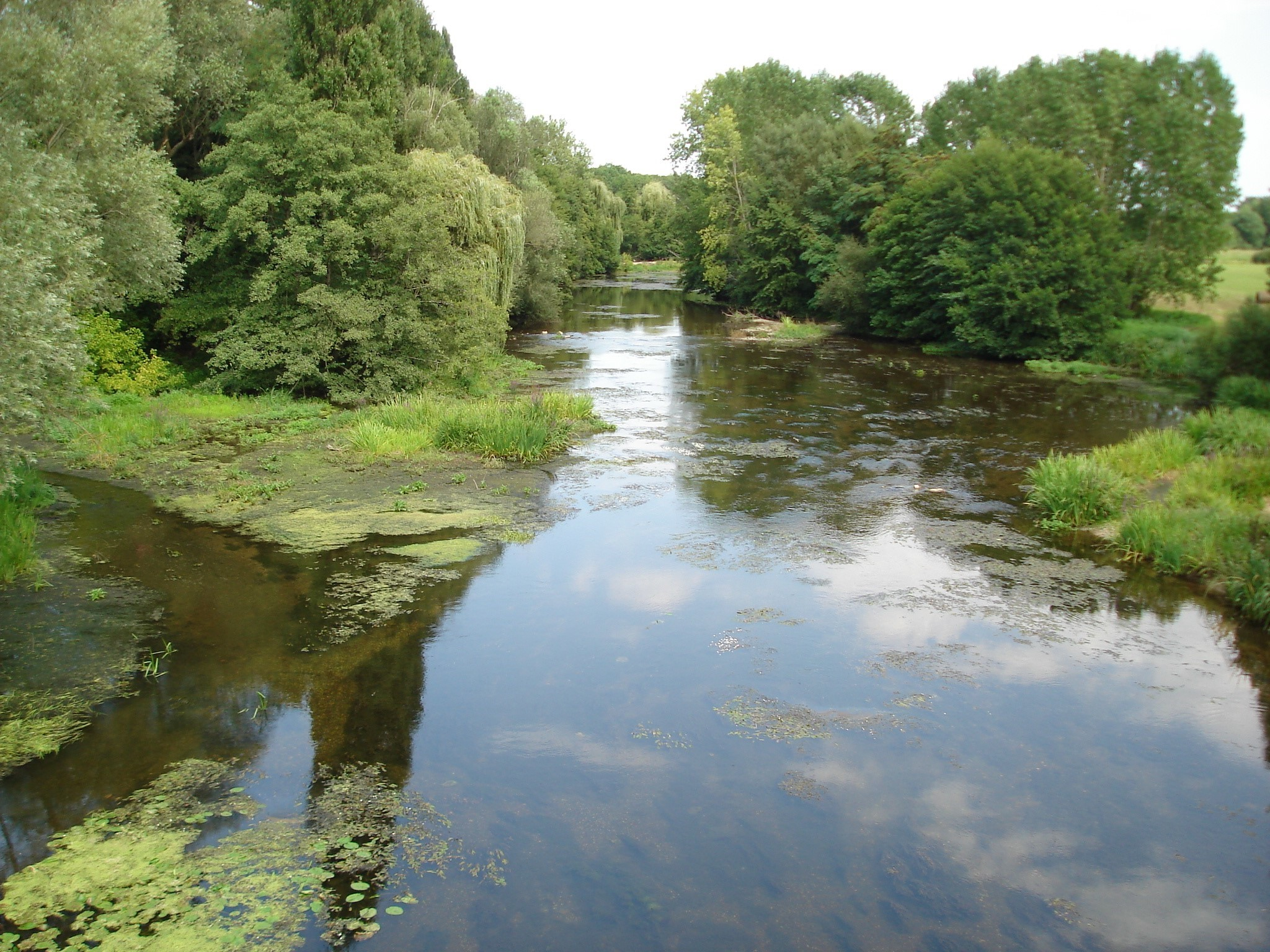
L'Anglin à Concremiers en 2011.
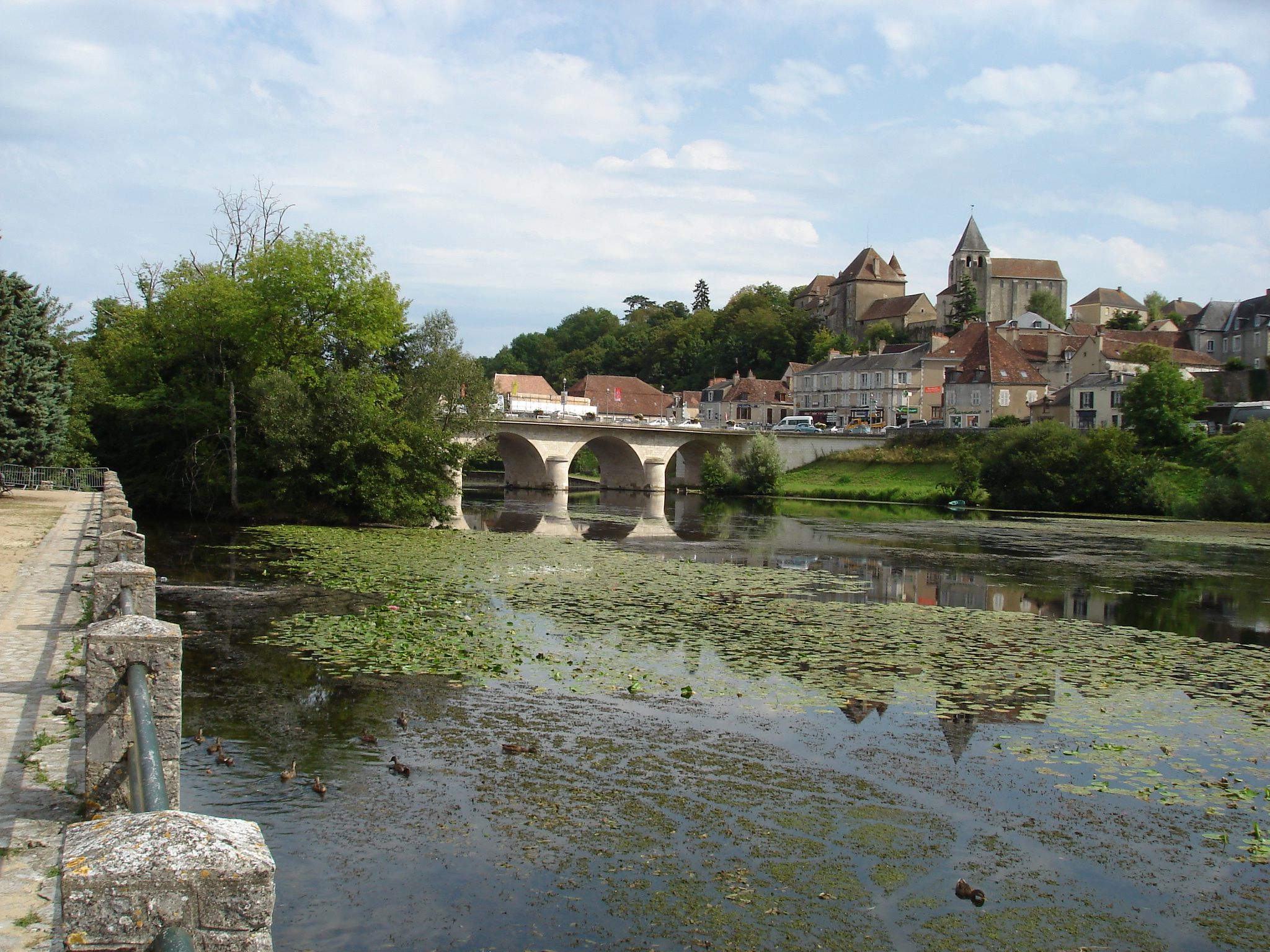
La Creuse au Blanc en 2011.
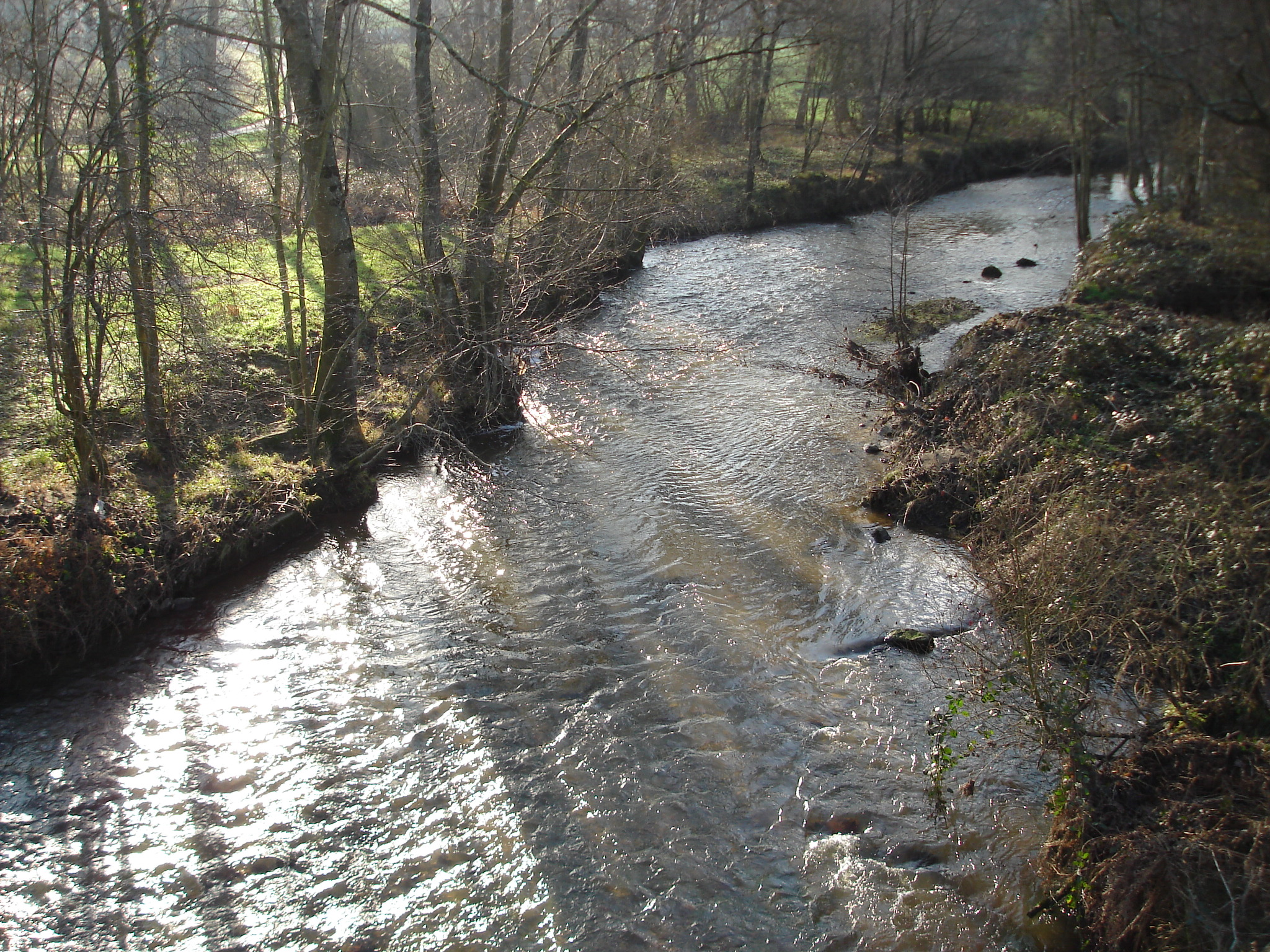
L'Indre à Pouligny-Saint-Martin en 2012.
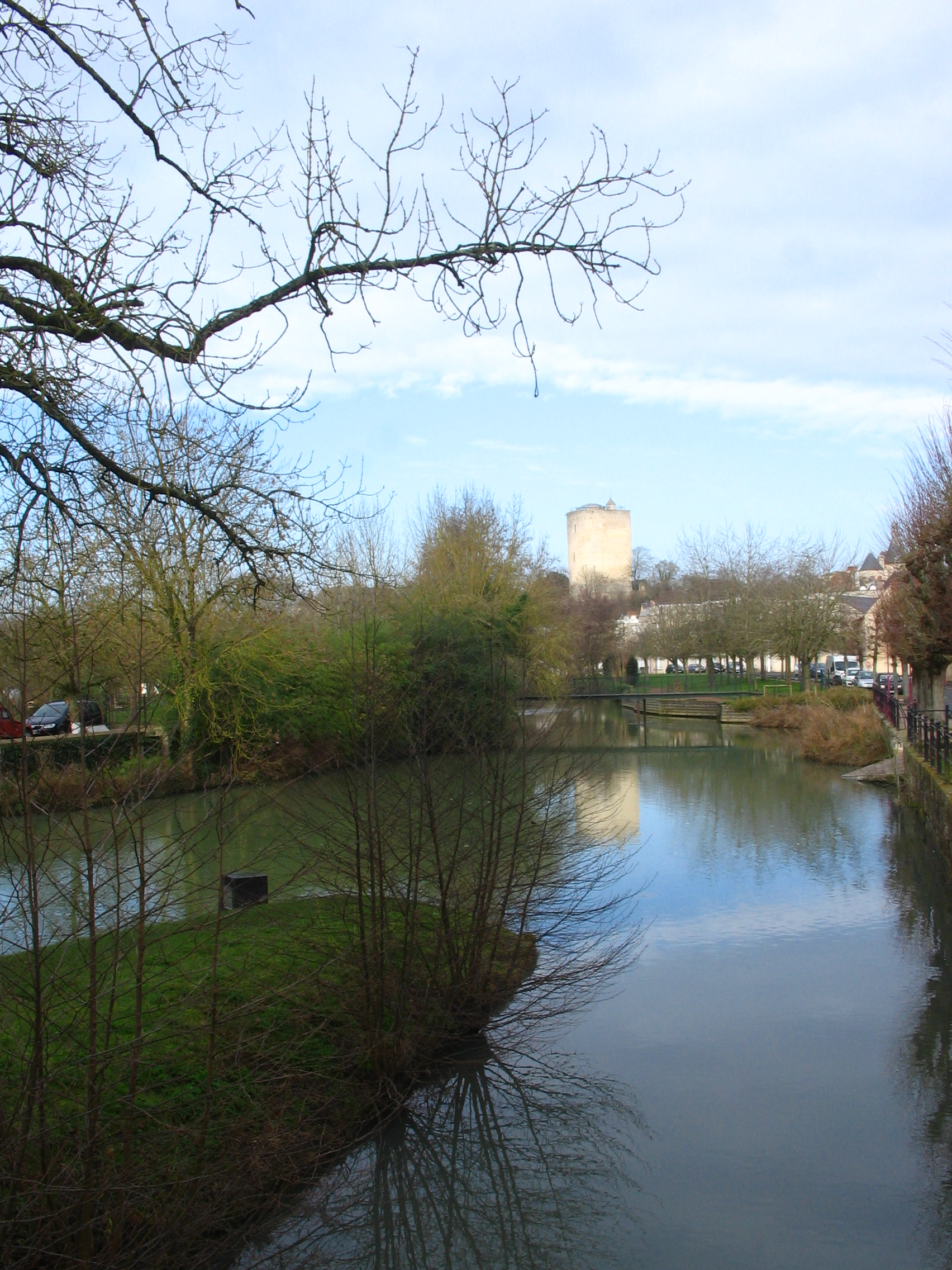
La Théols à Issoudun en 2015.

### Climat
| Mois                                                     | jan.             | fév.             | mars             | avril           | mai             | juin             | jui.            | août            | sep.            | oct.            | nov.            | déc.             | année            |
| -------------------------------------------------------- | ---------------- | ---------------- | ---------------- | --------------- | --------------- | ---------------- | --------------- | --------------- | --------------- | --------------- | --------------- | ---------------- | ---------------- |
| Température minimale moyenne (°C)                        | 1,3              | 1,3              | 3,5              | 5,3             | 9,2             | 12,4             | 14,4            | 14,3            | 11,2            | 8,5             | 4,1             | 1,8              | 7,3              |
| Température moyenne (°C)                                 | 4,2              | 4,9              | 8                | 10,4            | 14,4            | 17,8             | 20,2            | 20              | 16,6            | 12,8            | 7,5             | 4,7              | 11,8             |
| Température maximale moyenne (°C)                        | 7,1              | 8,6              | 12,6             | 15,5            | 19,6            | 23,1             | 26              | 25,6            | 21,9            | 17,1            | 11              | 7,6              | 16,3             |
| Record de froid (°C) date du record                      | −22,8 16-01-1985 | −22,8 14-02-1929 | −10,8 01-03-2005 | −4,2 07-04-1929 | −1,4 11-05-1928 | 1,2 01-06-1936   | 4 10-07-1948    | 4,5 06-08-1967  | 0 30-09-1936    | −5,2 30-10-1997 | −8,7 24-11-1998 | −17 10-12-1967   | −22,8 16-01-1985 |
| Température maximale la plus basse (°C) date du record   | −14,9 16-01-1985 | −10,8 02-03-1956 | −1,9 05-04-1971  | 1,5 06-04-1911  | 6,9 04-05-1977  | 11,1 09-06-1956  | 12,8 19-07-1966 | 13,9 31-08-2007 | 9,5 29-09-1919  | 2,8 27-10-1931  | −2,9 22-11-1993 | −10,2 20-12-1938 | −14,9 16-01-1985 |
| Température minimale la plus haute (°C) date du record   | 12 02-01-1916    | 12,1 27-02-1960  | 14,9 11-03-1981  | 14,5 28-04-1913 | 18 12-05-1912   | 22,3 28-06-2005  | 23 21-07-1995   | 23,3 06-08-2018 | 20,5 05-09-2017 | 18,9 01-10-2001 | 15,1 07-11-1954 | 13,4 04-12-1961  | 23,3 06-08-2018  |
| Record de chaleur (°C) date du record                    | 18,5 05-01-1999  | 24 27-02-2019    | 28 25-03-1955    | 31,5 22-04-1893 | 34,5 29-05-1944 | 37,7 26-06-1947  | 40,2 28-07-1947 | 40,5 02-08-1906 | 38 01-09-1906   | 30,3 07-10-2009 | 24,5 02-11-1899 | 20,5 16-12-1989  | 40,5 02-08-1906  |
| Ensoleillement (h)                                       | 72,1             | 91,9             | 155,6            | 178,5           | 208,6           | 210,4            | 231,7           | 235,5           | 189,5           | 128,3           | 79,6            | 59               | 1 840,7          |
| ETp Penman (mm)                                          | 13,8             | 23,2             | 56,1             | 82,1            | 112,9           | 132,8            | 147,8           | 131,5           | 79,5            | 41,3            | 15,9            | 10,2             | 847,1            |
| Record de vent (km/h) date du record                     | 105,4 NC         | 132,1 23-02-2009 | 126 NC           | 104,4 NC        | 94,5 NC         | 109,8 13-06-2002 | 104,4 NC        | 115,2 NC        | 104,4 NC        | 97,2 NC         | 100,8 NC        | 126 NC           | 132,1 NC         |
| Record de la pression la plus basse (hPa) date du record | 973,1 NC         | 965 NC           | 983,7 NC         | 981,8 NC        | 989,6 NC        | 991,6 NC         | 978,2 NC        | 996,9 NC        | 989,9 NC        | 980,1 NC        | 973 NC          | 967,9 NC         | 965 NC           |
| Record de la pression la plus haute (hPa) date du record | 1 045,1 NC       | 1 043,4 NC       | 1 046,7 NC       | 1 035,7 NC      | 1 033,5 NC      | 1 047,5 NC       | 1 030,6 NC      | 1 030,6 NC      | 1 034,9 NC      | 1 035,6 NC      | 1 040,2 NC      | 1 045,6 NC       | 1 047,5 NC       |
| Précipitations (mm)                                      | 59,2             | 48,8             | 52,1             | 65,8            | 73,3            | 54,9             | 56,6            | 56,1            | 64,3            | 73,8            | 64,9            | 67,3             | 737,1            |
| Record de pluie en 24 h (mm) date du record              | 48,7 20-01-1910  | 29,7 05-02-1955  | 32,4 29-03-1978  | 42,6 18-04-1964 | 54,1 12-05-1910 | 67,6 04-06-2002  | 60,4 08-07-1919 | 66,1 29-08-1945 | 58,6 17-09-1975 | 43 29-10-1981   | 35,2 05-11-1962 | 51,6 24-12-1995  | 67,6 04-06-2002  |
| dont nombre de jours avec précipitations ≥ 1 mm          | 4,9              | 5,3              | 5                | 5,8             | 6,2             | 7,5              | 7,4             | 7,2             | 8,3             | 6,4             | 5,7             | 5,9              | 6,3              |

| Diagramme climatique                                  |            |             |             |             |              |            |              |              |             |           |            |
| J                                                     | F          | M           | A           | M           | J            | J          | A            | S            | O           | N         | D          |
| 7,11,359,2                                            | 8,61,348,8 | 12,63,552,1 | 15,55,365,8 | 19,69,273,3 | 23,112,454,9 | 2614,456,6 | 25,614,356,1 | 21,911,264,3 | 17,18,573,8 | 114,164,9 | 7,61,867,3 |
| Moyennes : • Temp. maxi et mini °C • Précipitation mm |            |             |             |             |              |            |              |              |             |           |            |

### Voies de communication et transports

#### Réseau routier
Au 31 décembre 2018, la longueur totale du réseau routier du département de l'Indre est de 11 334 kilomètres, se répartissant en 98 kilomètres d'autoroutes, 37 kilomètres de routes nationales, 4 982 kilomètres de routes départementales et 6 217 kilomètres de voies communales.

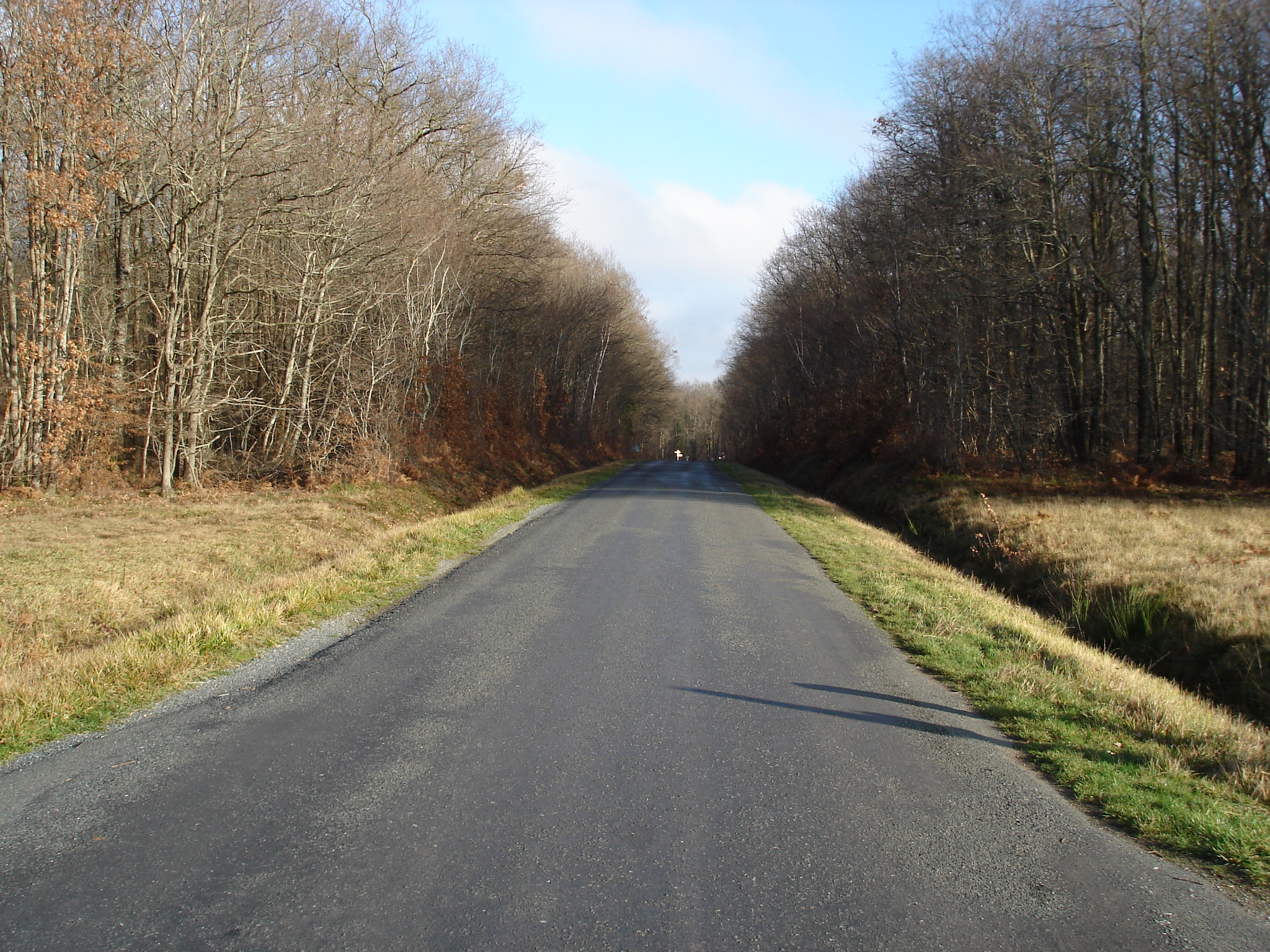
La route départementale 36 à Sainte-Sévère-sur-Indre en 2012.
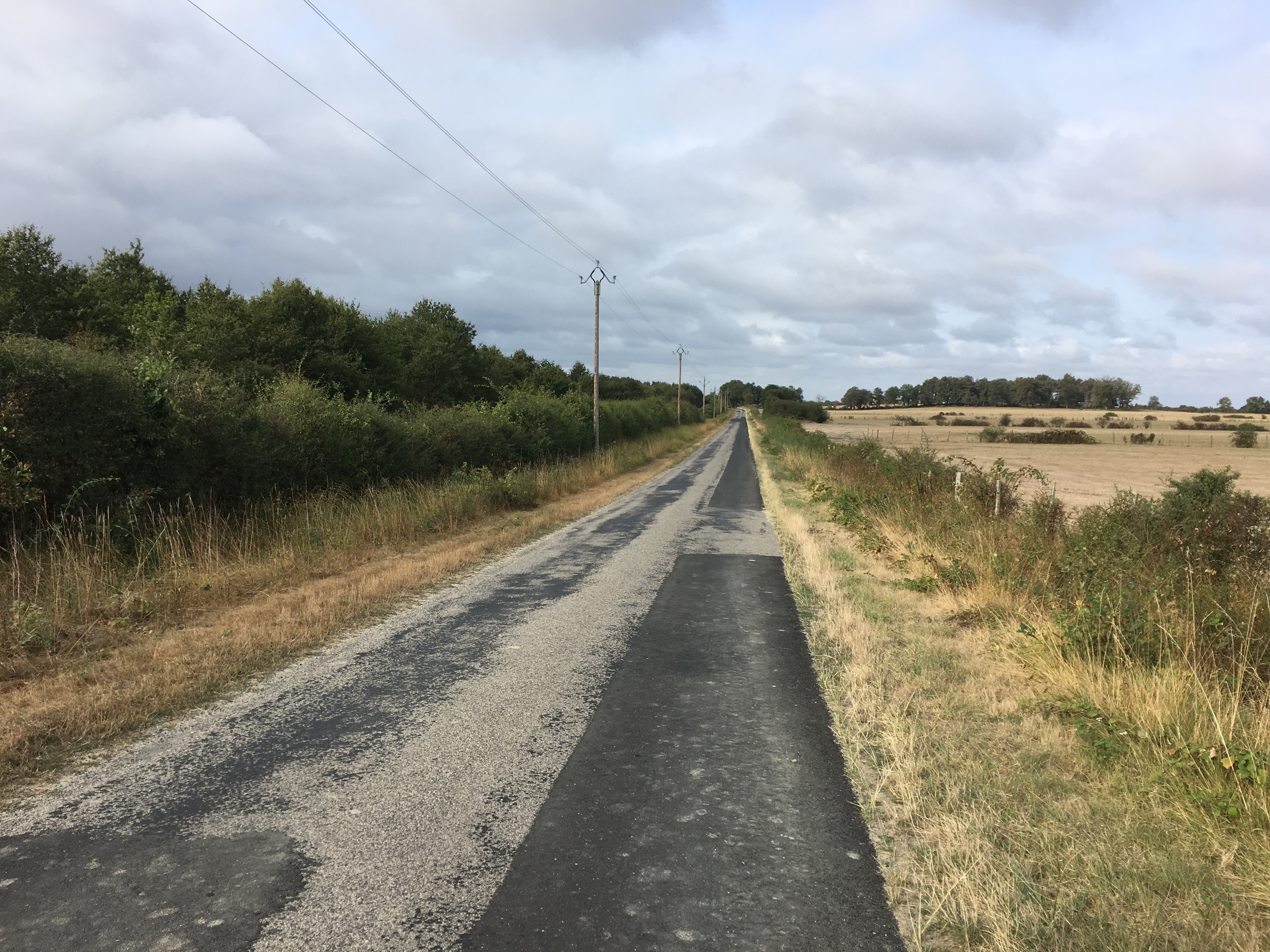
La route départementale 24 à Ciron en 2018.
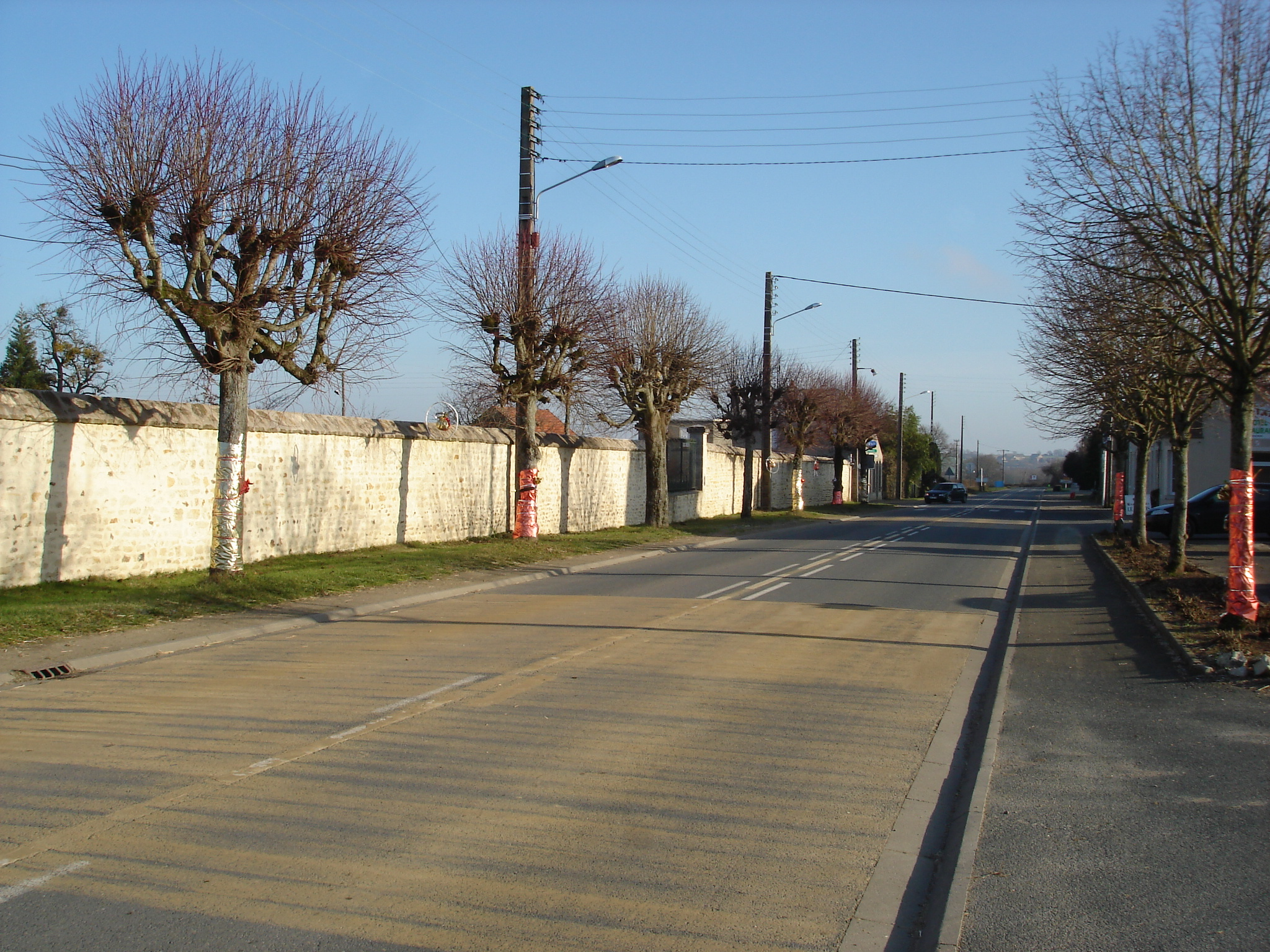
La route départementale 940 à Saint-Christophe-en-Boucherie en 2012.
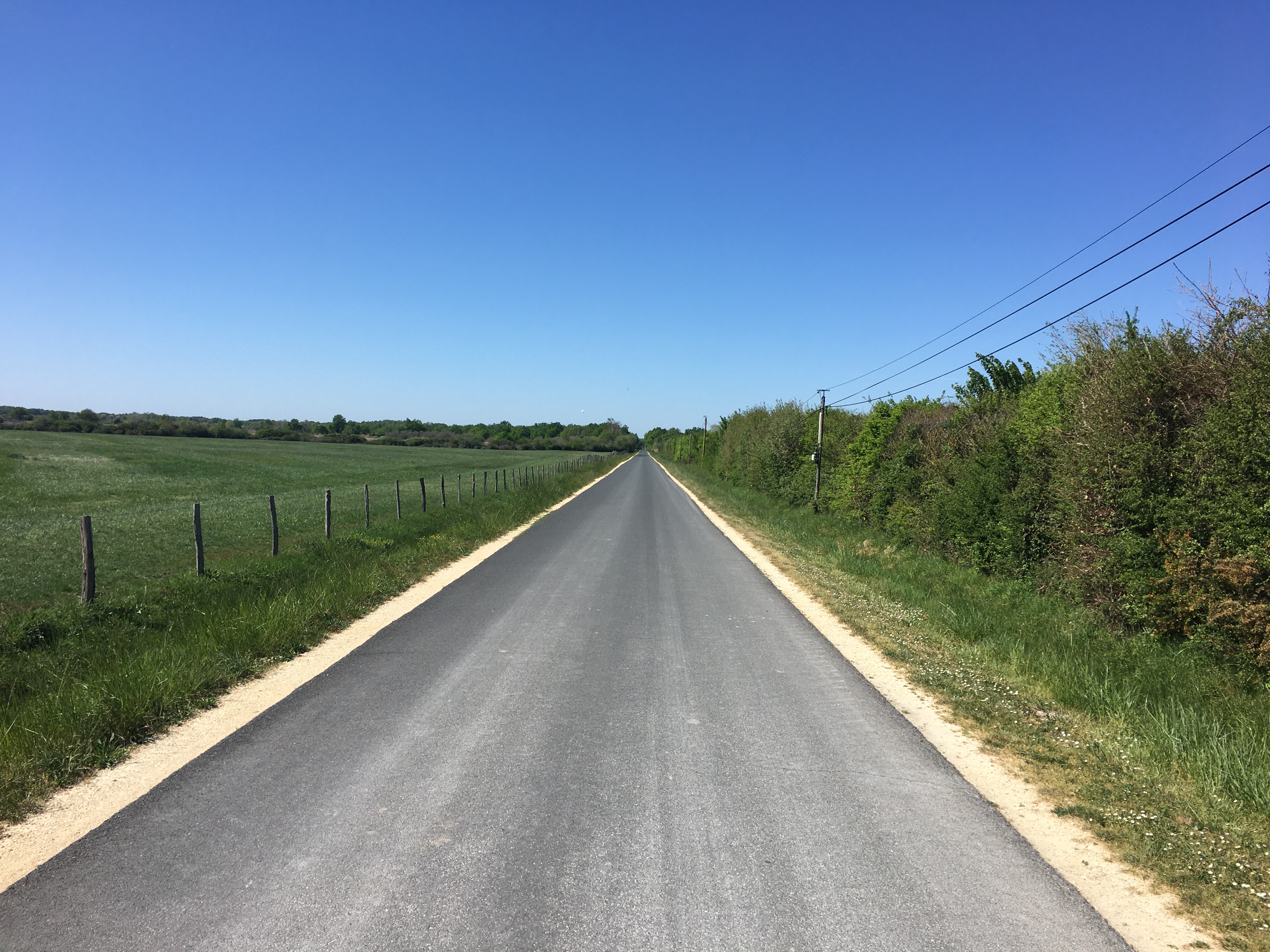
La route départementale 21 à Mézières-en-Brenne en 2020.

#### Transport ferroviaire
Le département fut autrefois traversé par six lignes ferroviaires, qui sont les lignes de Saint-Benoît au Blanc, de Port-de-Piles à Argenton-sur-Creuse, du Blanc à Argenton-sur-Creuse via Saint-Benoît-du-Sault, d'Argenton-sur-Creuse à La Chaussée, de Salbris au Blanc et des Aubrais - Orléans à Montauban-Ville-Bourbon.
Aujourd’hui seulement deux lignes sont encore en service, ou partiellement. Il s'agit de la ligne des Aubrais - Orléans à Montauban-Ville-Bourbon (en service sur la totalité de son parcours) et la ligne de Salbris au Blanc (en service d'Argy à Salbris).
Dans l'Indre 23 gares sont en service (voyageurs et ou marchandises). La desserte est assurée par des trains : Intercités, Réseau de mobilité interurbaine (Rémi) et par le Train du Bas-Berry.

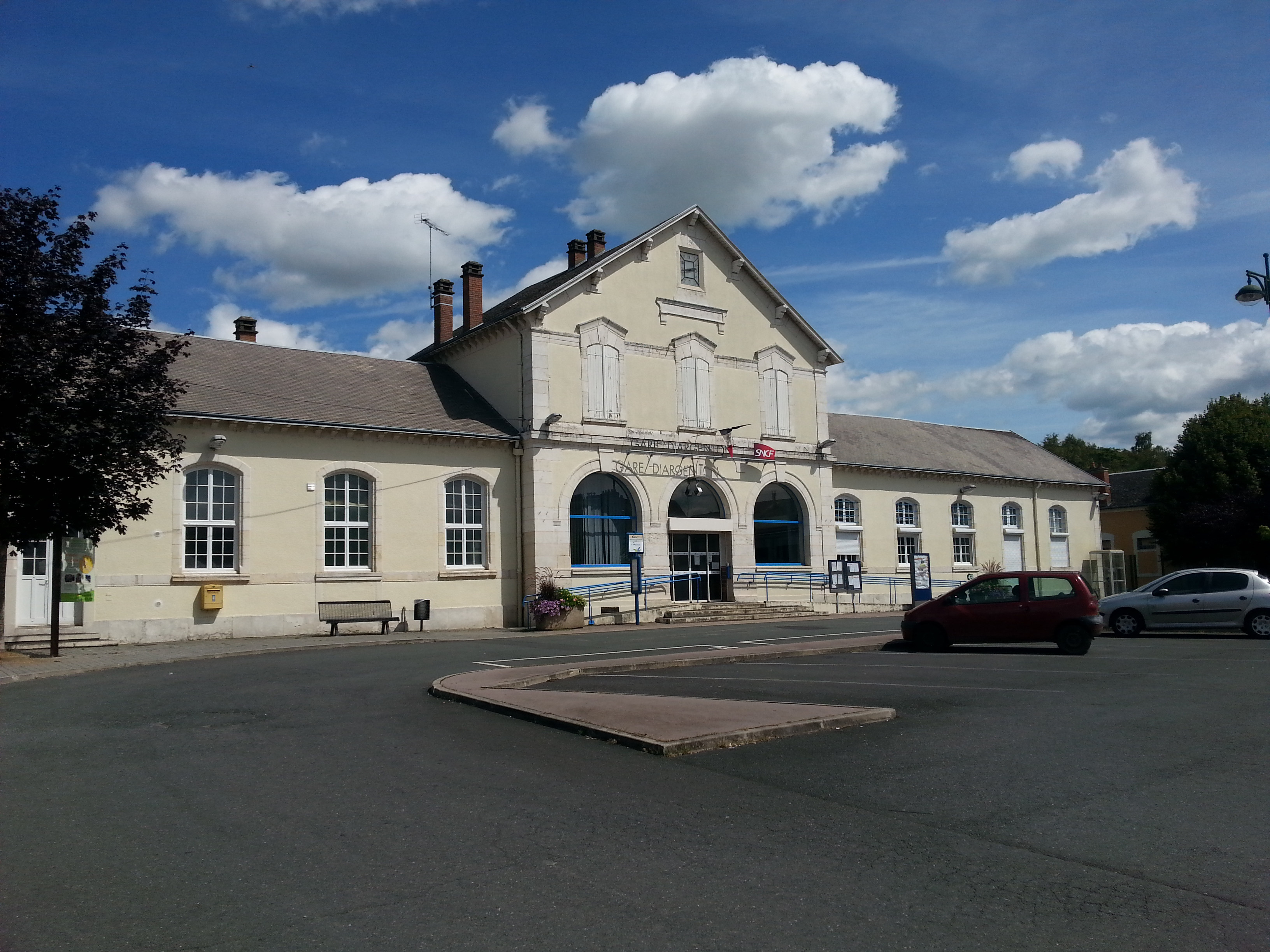
La gare d'Argenton-sur-Creuse en 2014.
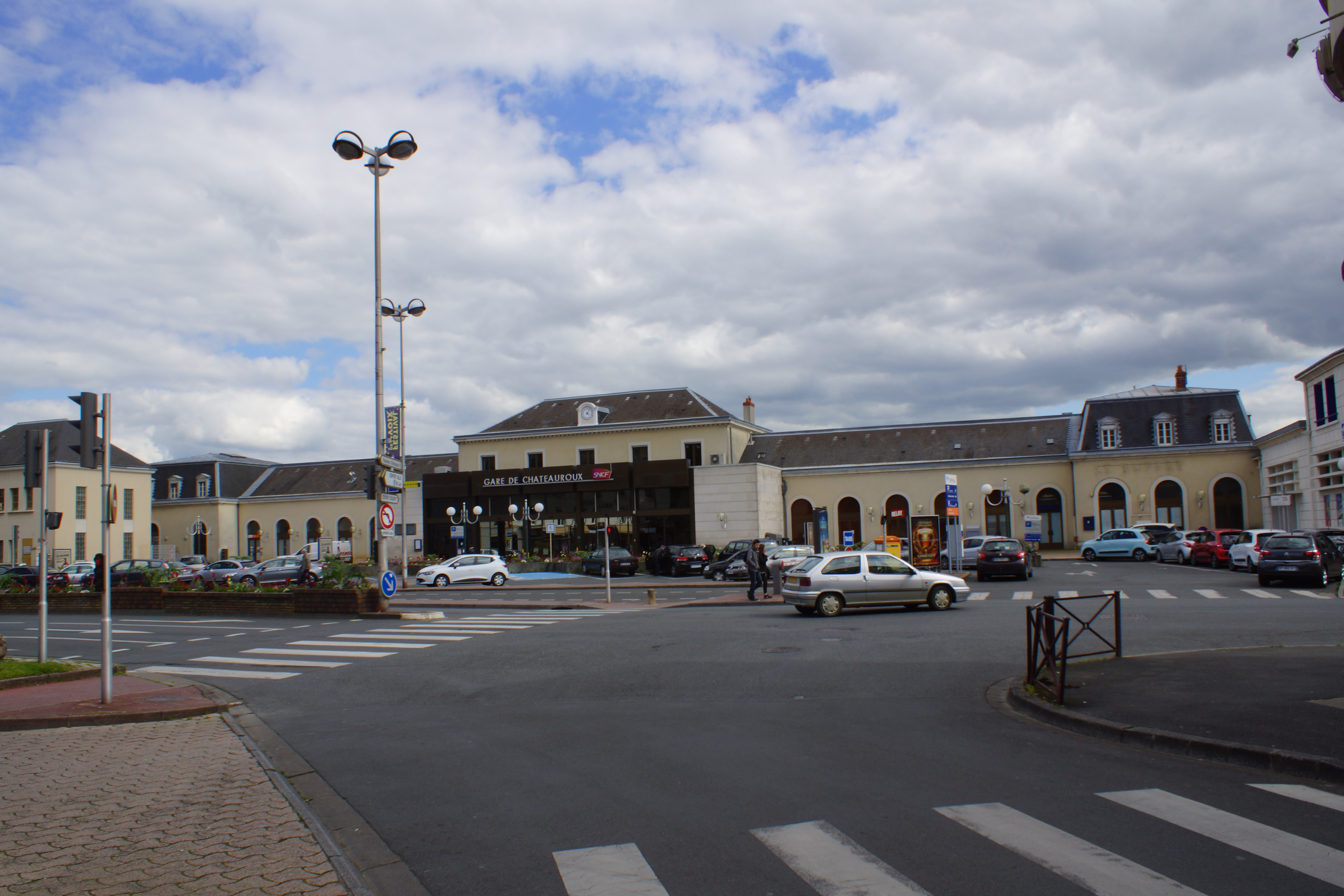
La gare de Châteauroux en 2016.
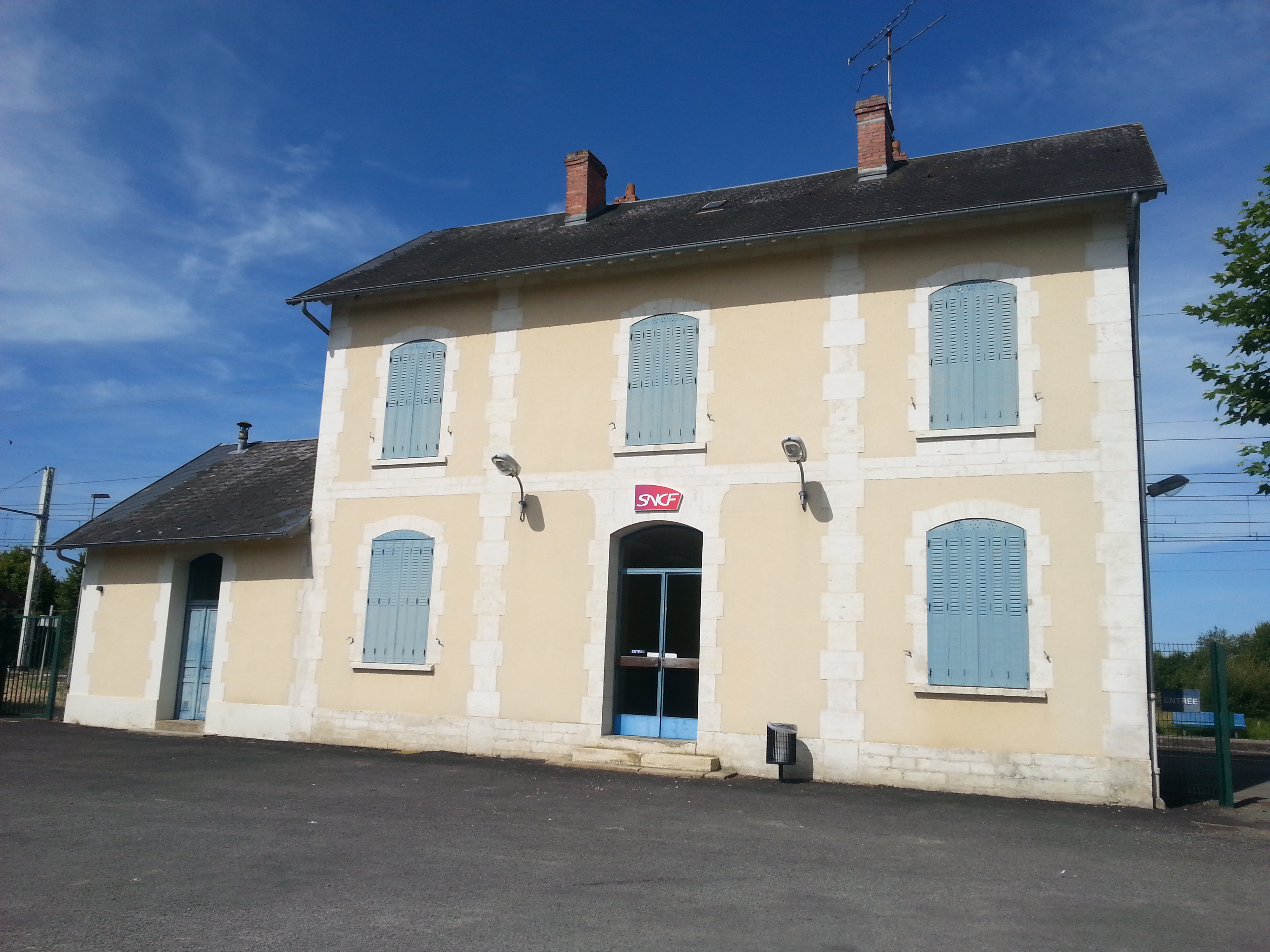
La gare d'Éguzon en 2016.
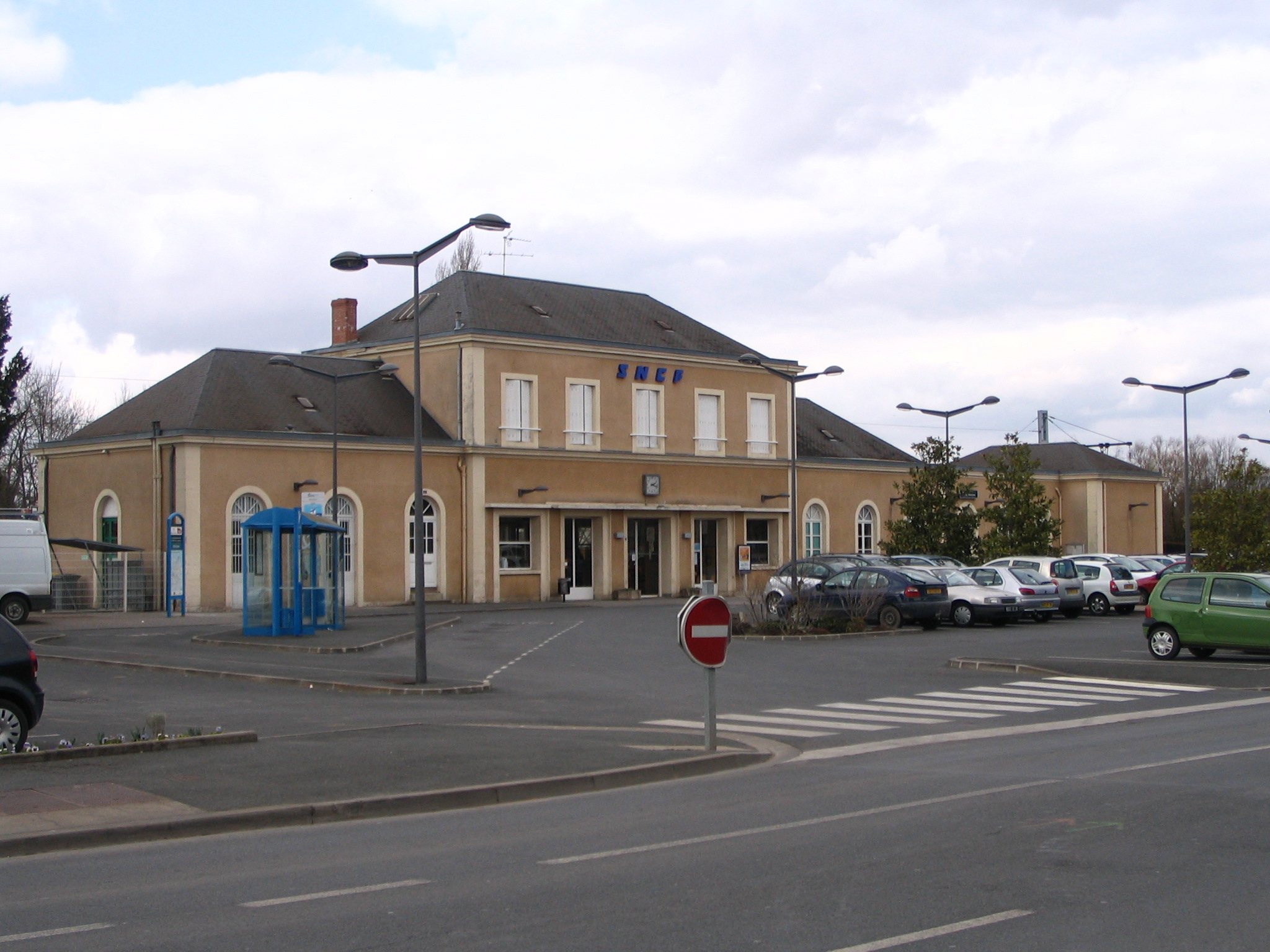
La gare d'Issoudun en 2009.

#### Autobus / Autocars
Le département est desservi par les lignes du Réseau de mobilité interurbaine, qui est géré par le conseil régional du Centre-Val de Loire. De plus cinq lignes d'autocars TER Centre-Val de Loire traversent le département.
L'agglomération de Châteauroux est desservie par les vingt lignes du réseau Horizon (gratuit depuis le 22 décembre 2001).
La communauté de communes du Pays d'Issoudun est desservie par les trois lignes du réseau Transport Intercommunal Gratuit Rural. Issoudun est desservie par la seule ligne du réseau Transport Issoudun Gratuit.

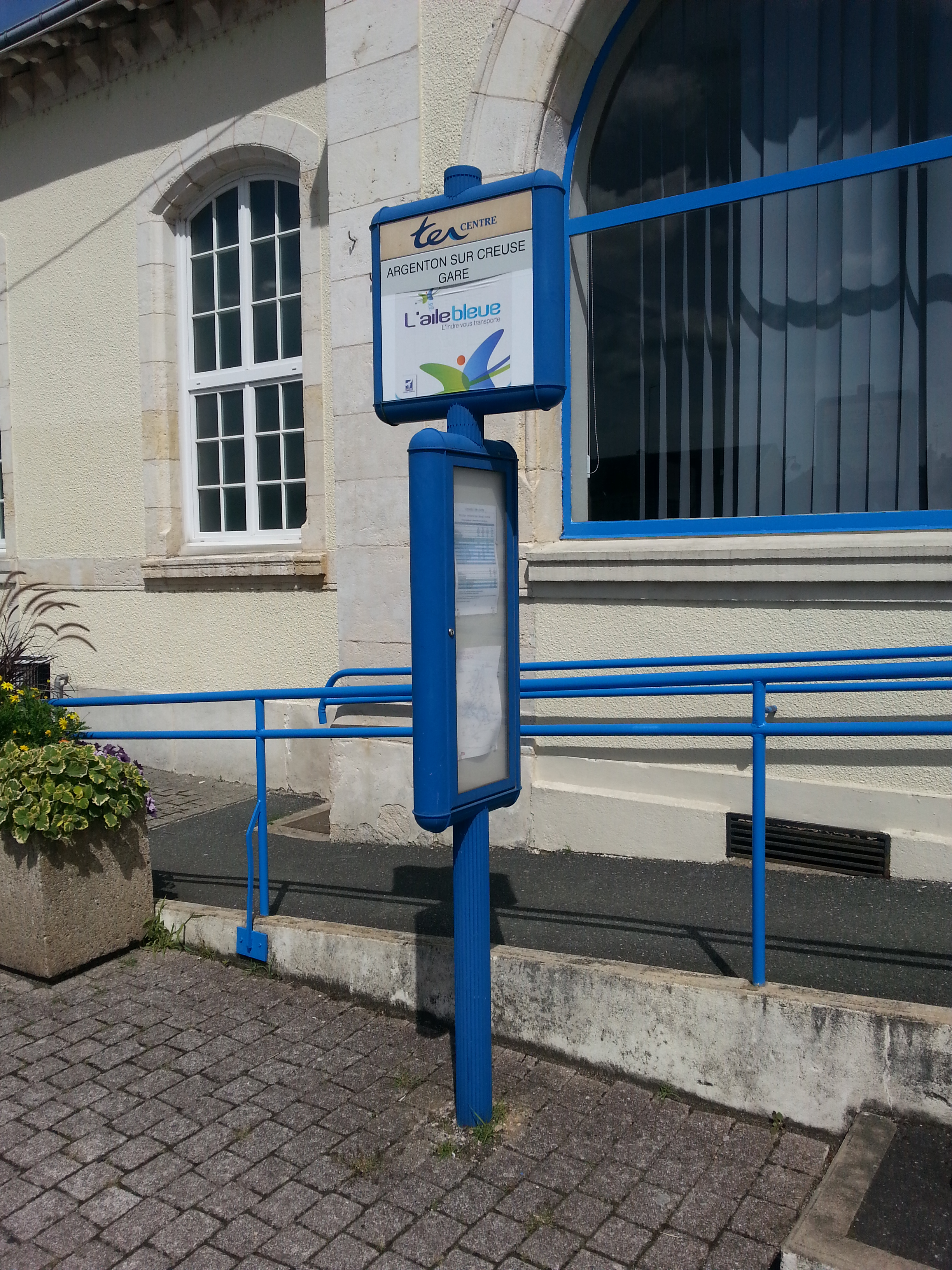
L'arrêt de bus TER Centre-Val de Loire à Argenton-sur-Creuse en 2015.
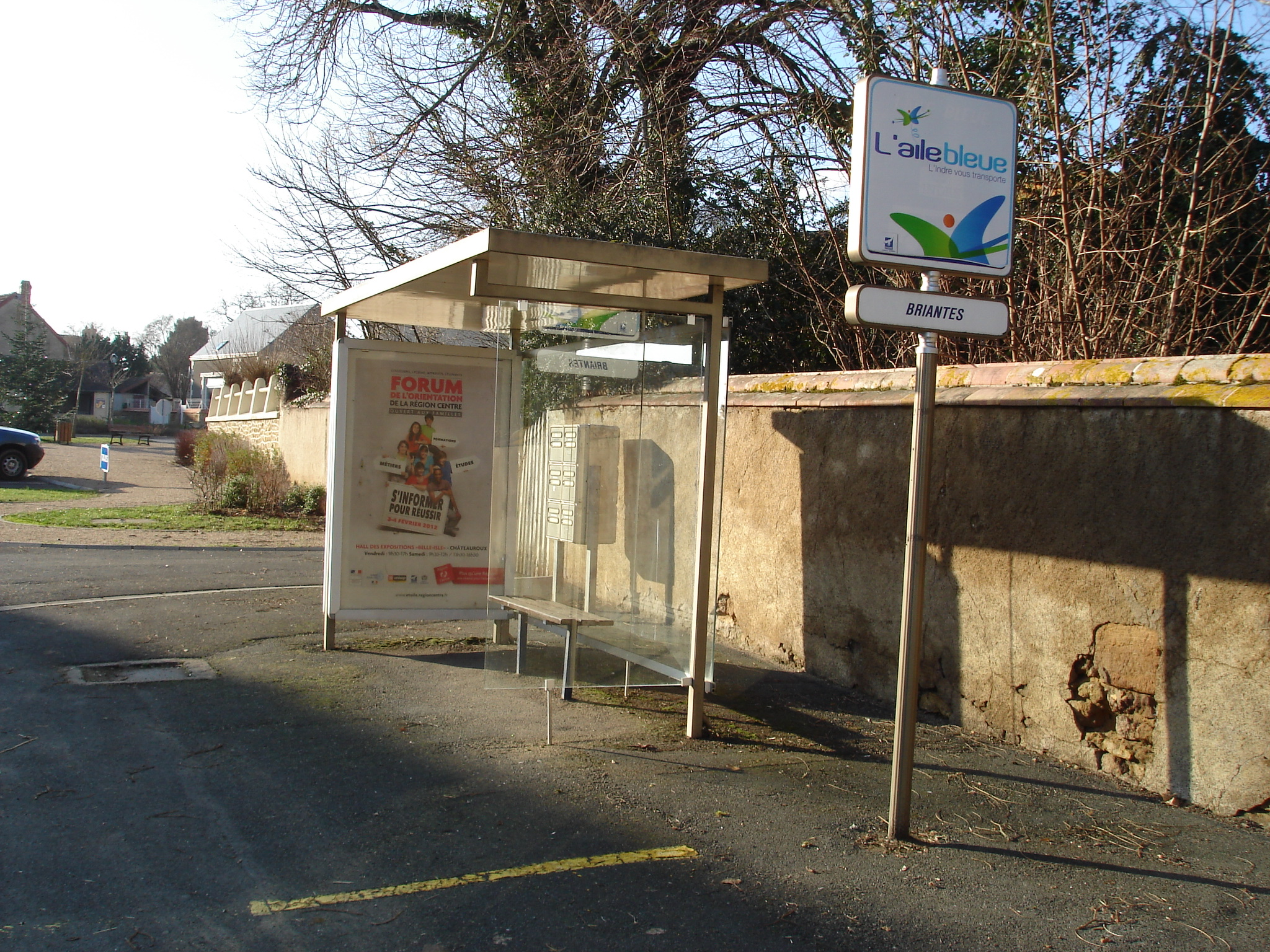
L'arrêt de bus L'Aile Bleue à Briantes en 2012.
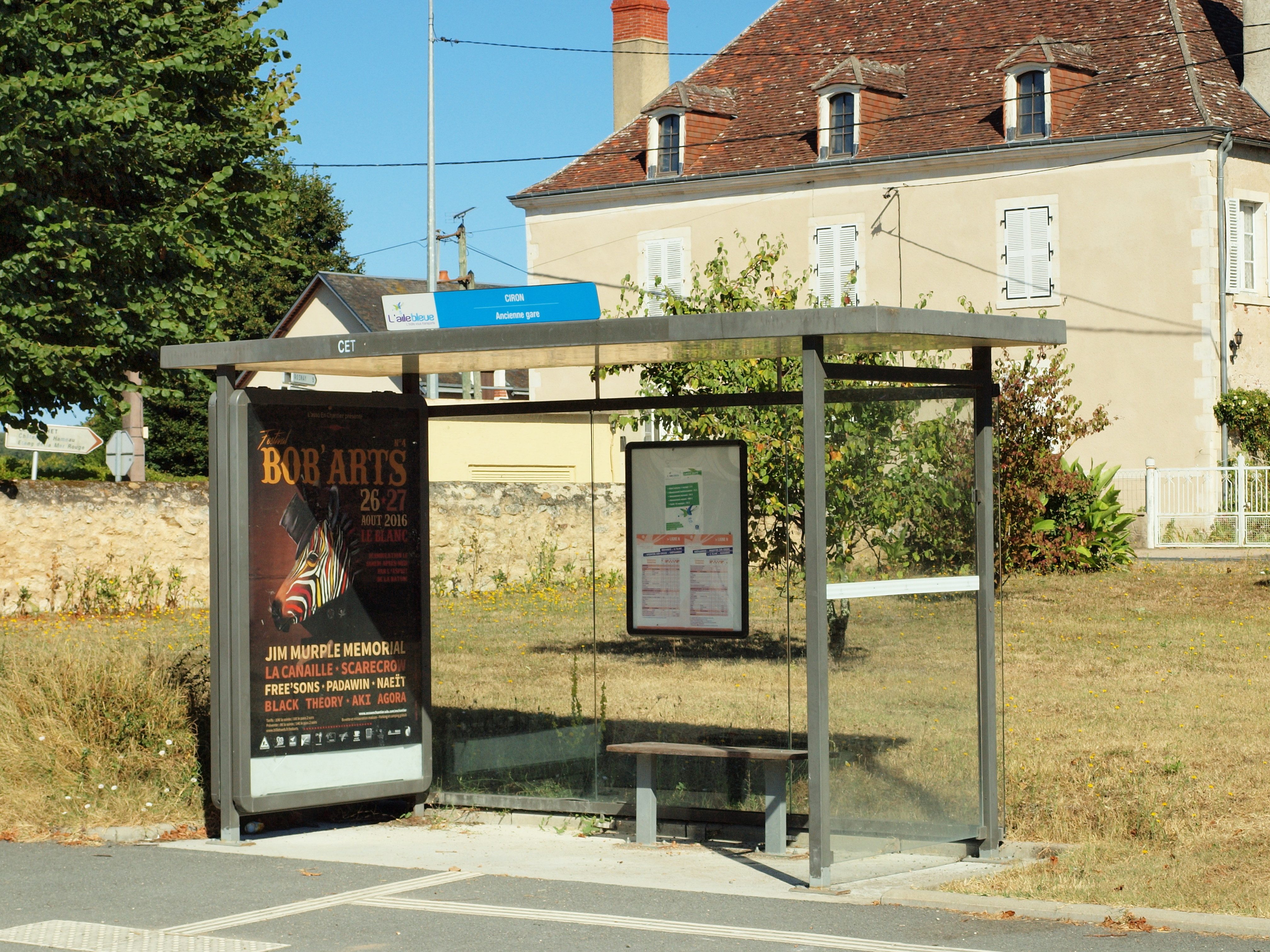
L'arrêt de bus L'Aile Bleue à Ciron en 2016.
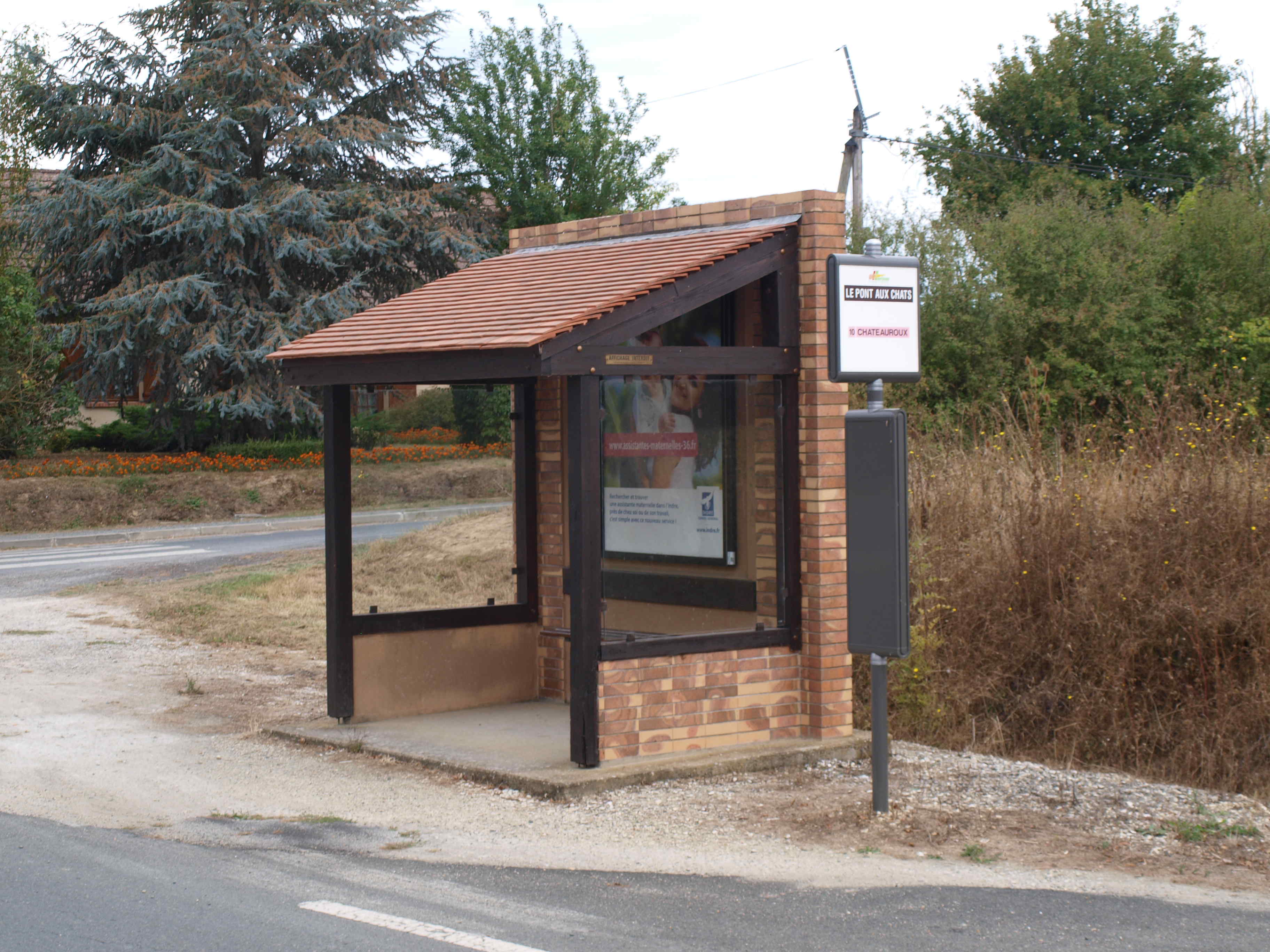
L'arrêt de bus Horizon à Arthon en 2012.

#### Transport aérien
Le département possède un aéroport appelé aéroport de Châteauroux-Centre, qui est situé sur les communes de Déols et Coings, à proximité de Châteauroux.

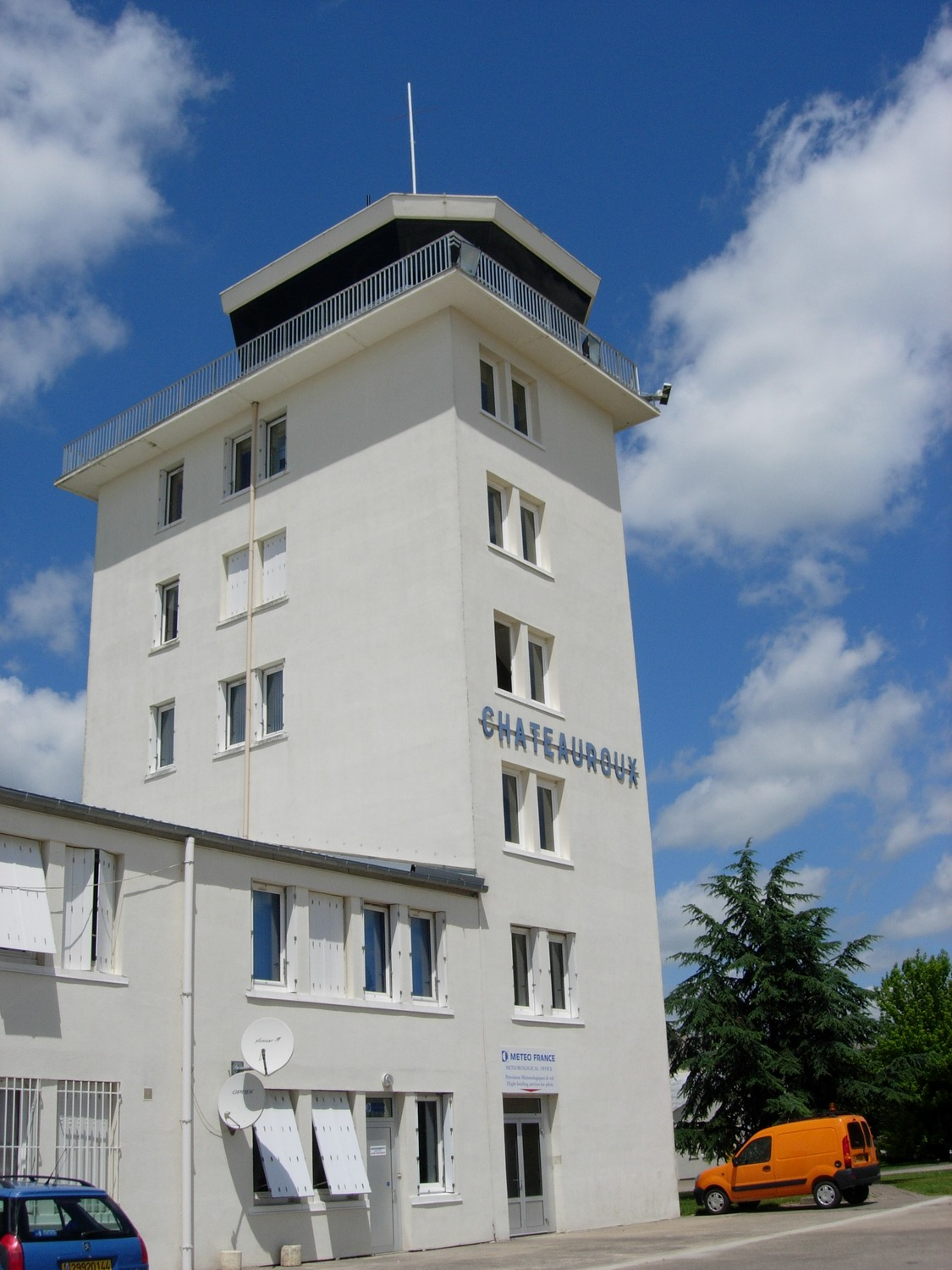
La tour de l'aéroport de Châteauroux-Centre en 2008.

#### Sentiers de randonnée
Le département est traversé par les sentiers de grandes randonnée : 41, 46, 48 et 654 ; par les sentiers de grande randonnée de pays : Valençay, Brenne, Sur les pas des maîtres sonneurs, Le Val de Creuse et Champagne berrichonne ainsi que par la voie verte des Vallées.

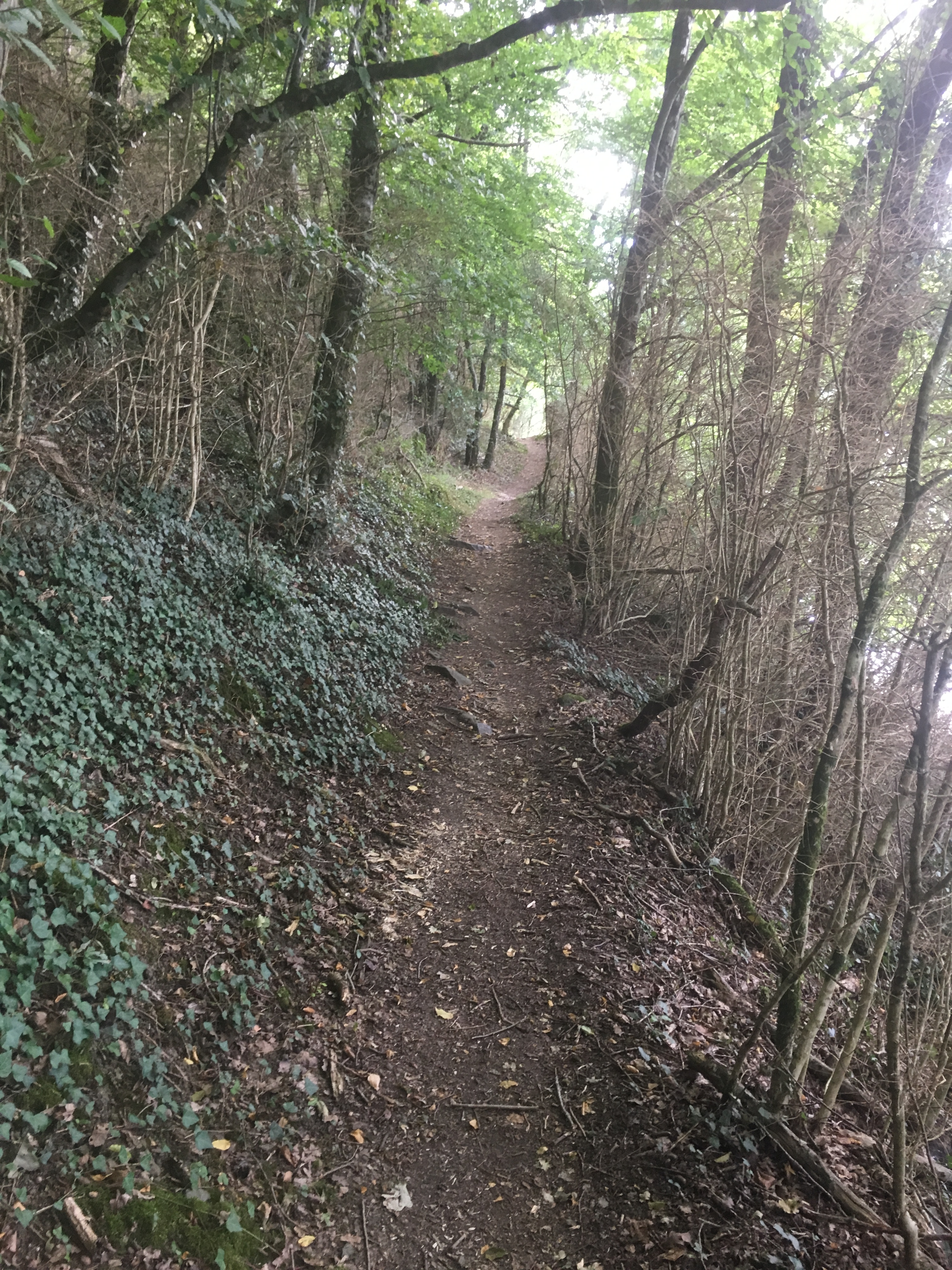
Le GRP du Val de Creuse entre Fresselines et le Pont des Piles en 2018.
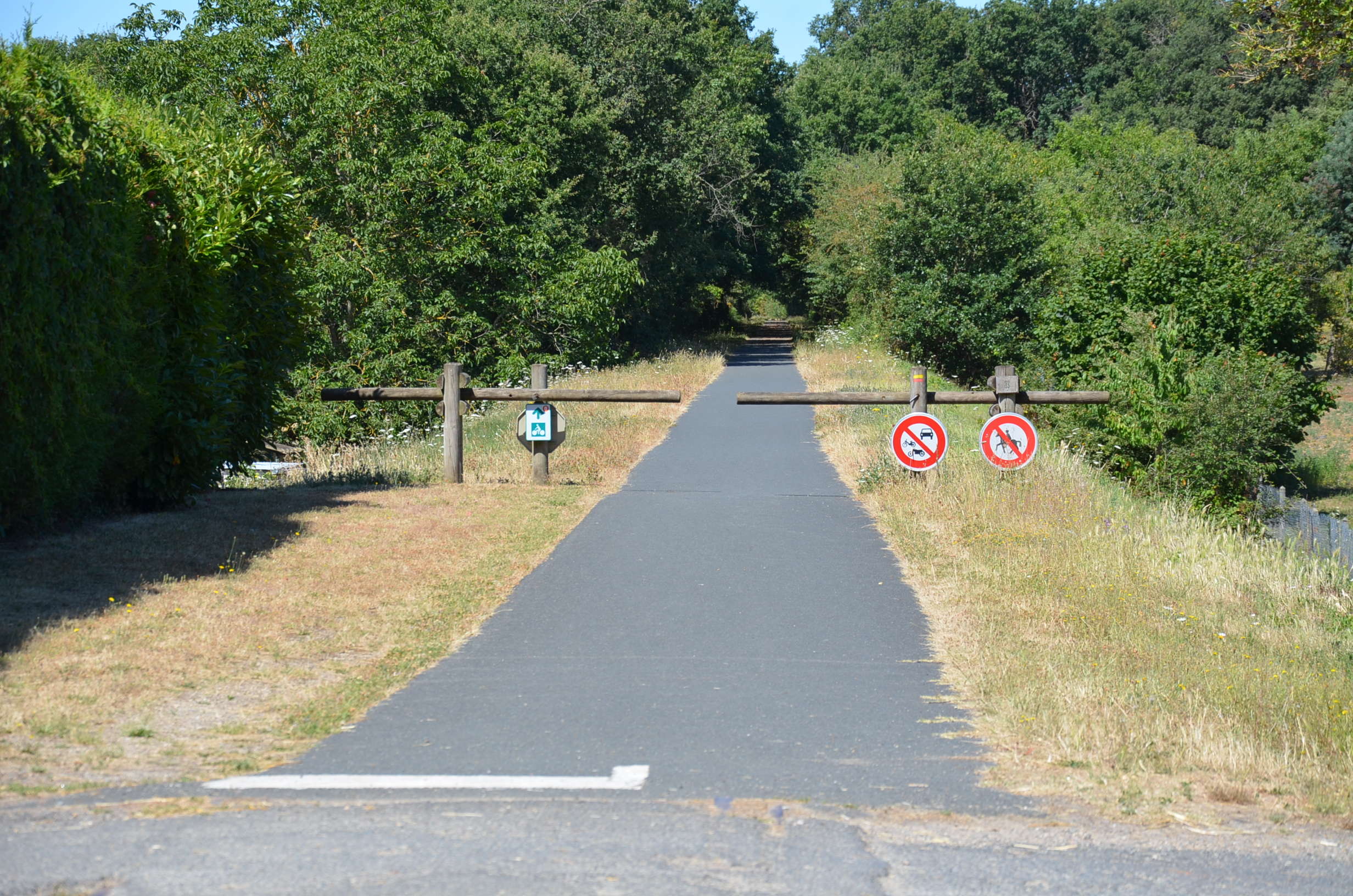
Voie verte des Vallées au Blanc en 2020.
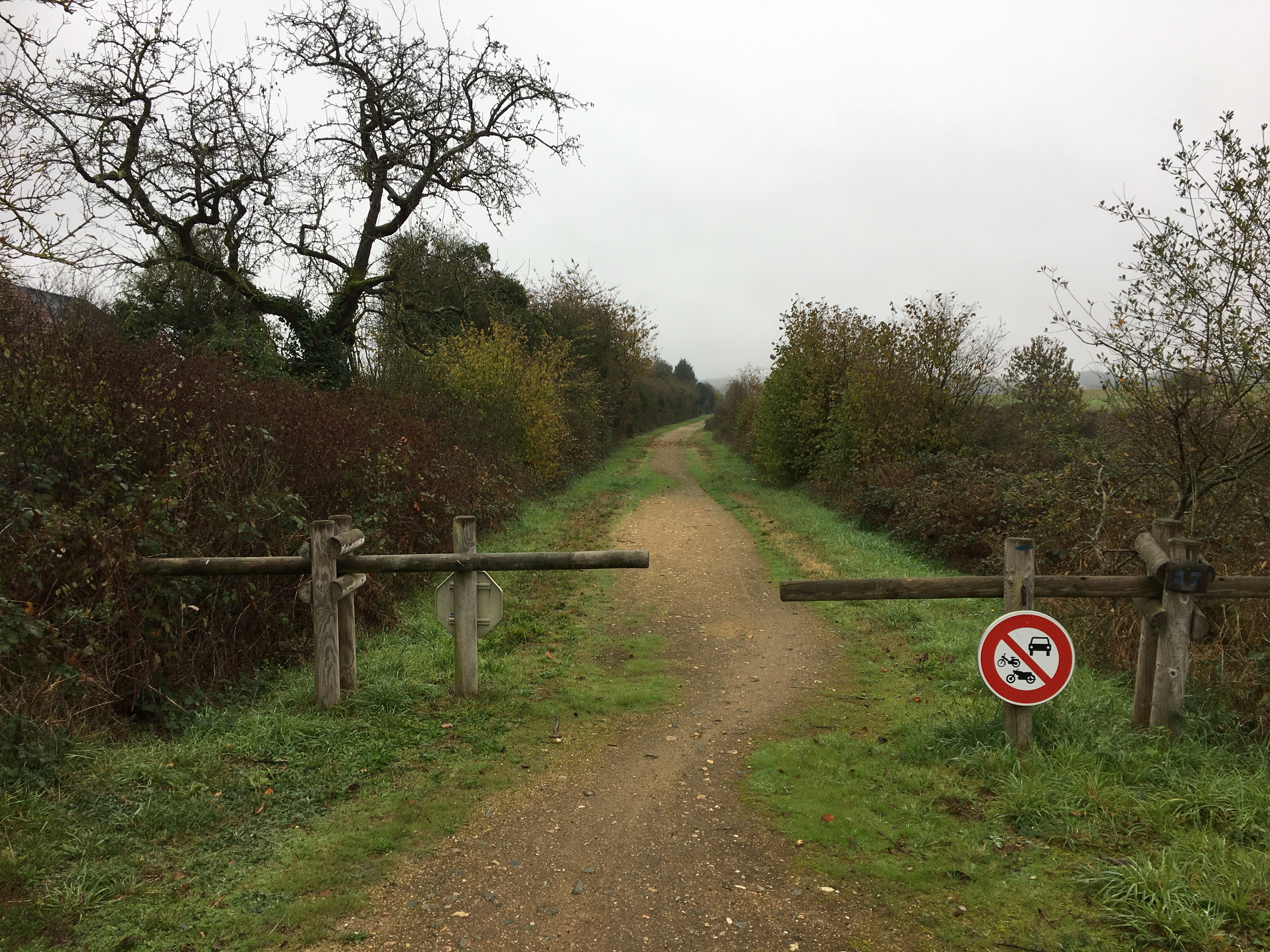
Voie verte des Vallées à Thenay en 2017.

### Énergie
Le département compte trois barrages hydroélectriques exploités par Électricité de France ainsi que des micro-centrales exploitées par des propriétaires.
Le département est alimenté par dix-sept postes sources repartis sur seize communes.

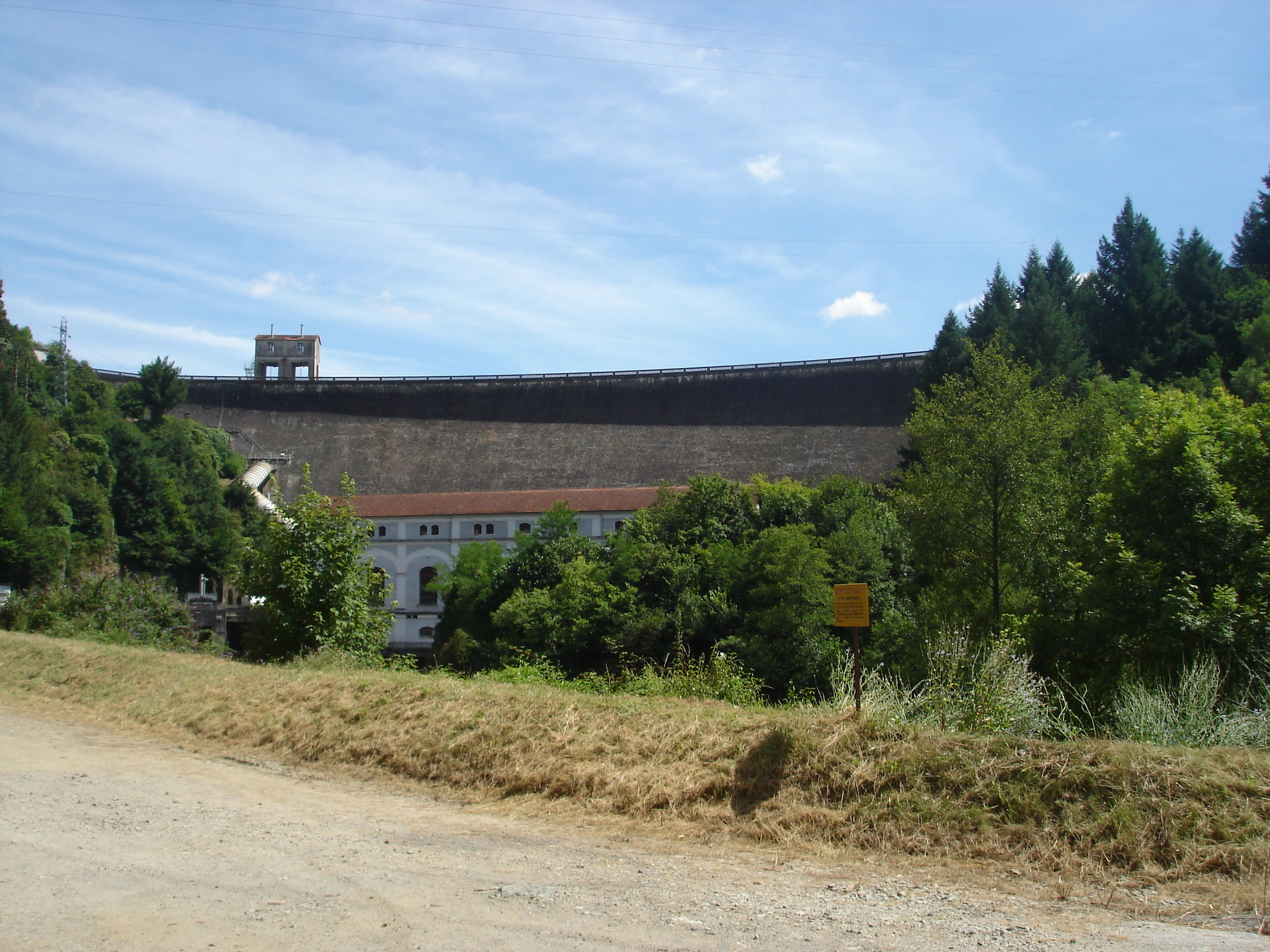
Le barrage d'Éguzon en 2008.
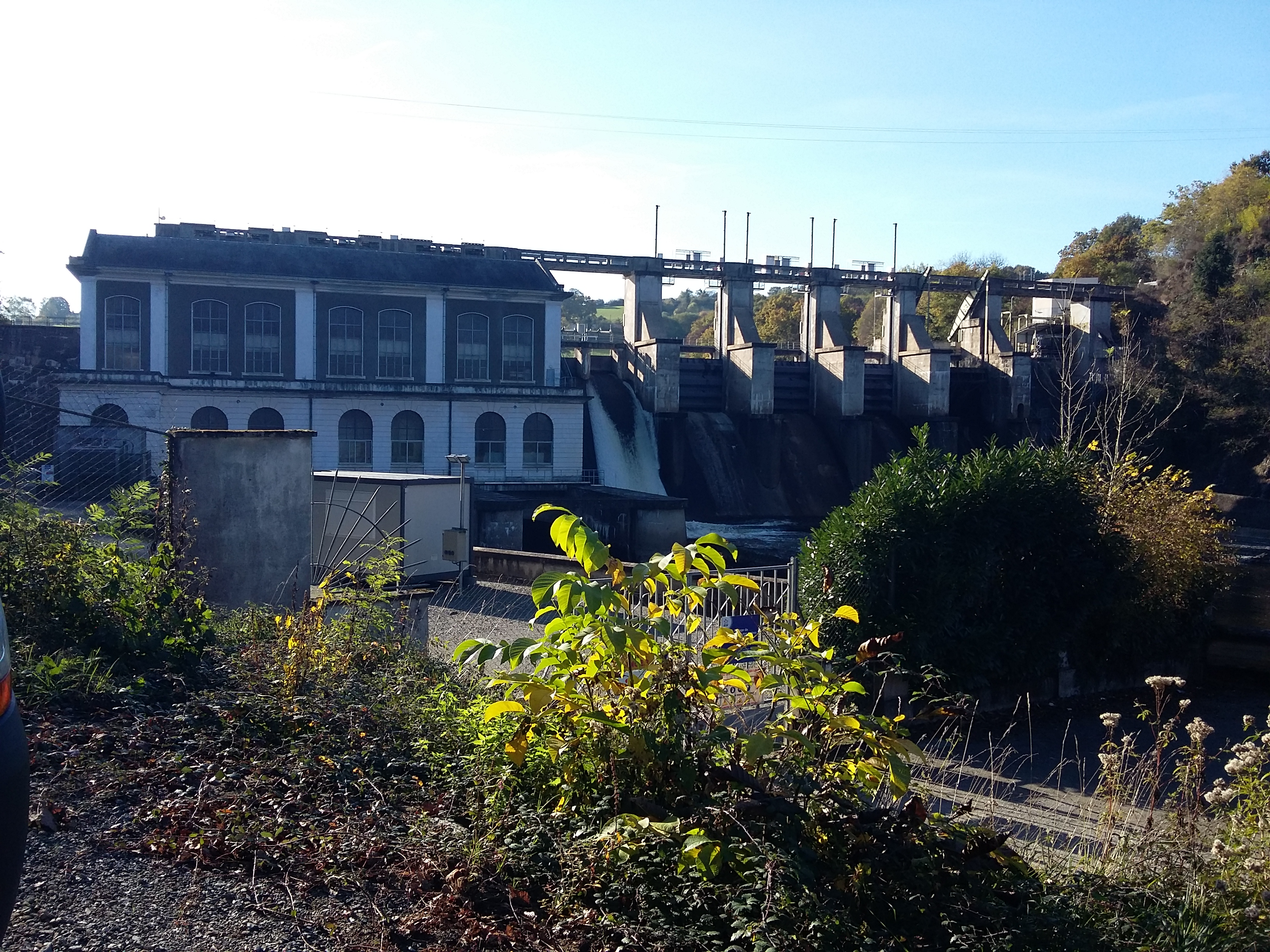
Le barrage de La Roche-au-Moine en 2016.
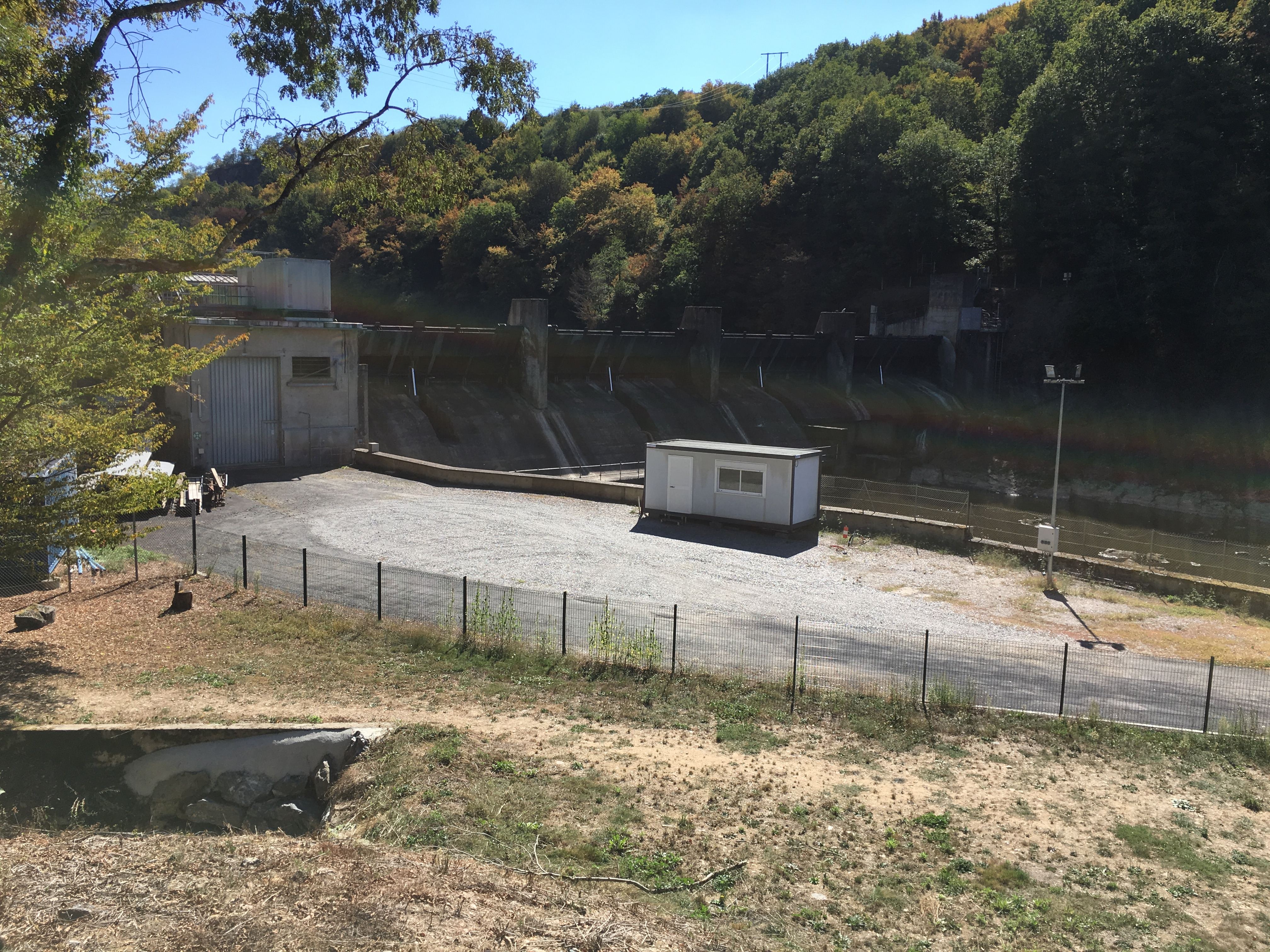
Le barrage de La Roche-Bat-L'Aigue en 2018.
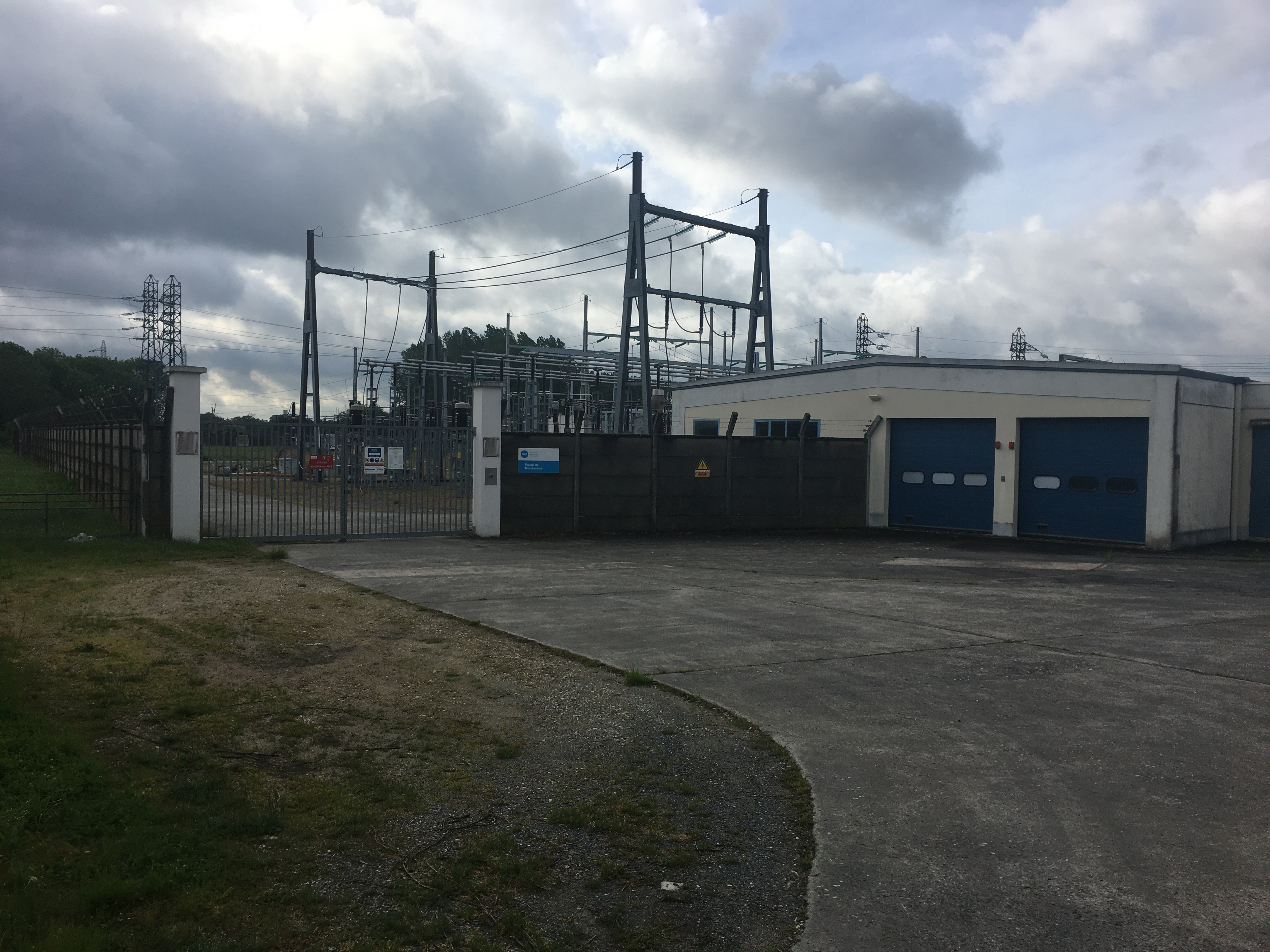
Poste source de Mousseau en 2020.

## Toponymie
Ses habitants sont appelés les Indriens et plus familièrement les Berrichons.
Il doit son nom à l'Indre, une rivière qui le traverse.

## Histoire
Le département de l'Indre a été créé à la Révolution française, le 4 mars 1790 en application de la loi du 22 décembre 1789, à partir de l'ouest de l'ancienne province du Berry, du sud-est de la Touraine (Châtillon-sur-Indre, Mézières-en-Brenne), de la frange nord de la Marche (Bélâbre, Saint-Benoît-du-Sault, Éguzon) et quelques communes du Poitou (Ingrandes).
Son chef-lieu était fixé à Châteauroux, avec des districts : au Blanc, à La Châtre, à Issoudun, à Argenton-sur-Creuse et à Chatillon-sur-Indre.

Le Berry, la Touraine, la Marche et le Poitou, avant 1790.

Le 28 mars 1773 est né à Châteauroux, Henri Gatien, comte Bertrand.
Le 26 mars 1807, Napoléon ordonna la création du train des équipages depuis la ville d'Osterode (Prusse-Orientale).
En 1844, la ville de Châteauroux acquiert trois hectares au Champ aux Pages. Par la suite l'État y construira une caserne destinée à recevoir un escadron du train des équipages.
En 1854, le nouveau quartier est construit pour accueillir 379 hommes et 112 chevaux. Ce quartier sera appelé Bordesoule.
En 1875, le ministère de la Guerre décide d'implanter une division d’infanterie à Châteauroux, ce qui fut réalisé en 1876. Le 90e régiment d'infanterie de ligne s’installe provisoirement dans des casernes avant d’emménager en 1877 dans de nouveaux bâtiments en ville, comme la caserne Bertrand née en 1882 et baptisée ainsi en 1886, construite par l'architecte Alfred Dauvergne.
De 1875 à 1920, les communes d'Issoudun et du Blanc accueillent le 68e régiment d'infanterie de ligne.
De plus, de 1940 à 1942, Issoudun tiendra lieu de garnison pour le 1er régiment d'infanterie de ligne, le 1er régiment de Flandres et le 72e régiment d'artillerie.
En 1934, après l'arrivée du 14e régiment de tirailleurs algériens à la caserne Bertrand, celle-ci deviendra une cité administrative.

## Administration et politique

### Présidents
| Période                                                 | Période                                           | Identité                                          | Étiquette                                         | Étiquette                                         |
| Liste des président successifs du conseil général       | Liste des président successifs du conseil général | Liste des président successifs du conseil général | Liste des président successifs du conseil général | Liste des président successifs du conseil général |
| ------------------------------------------------------- | ------------------------------------------------- | ------------------------------------------------- | ------------------------------------------------- | ------------------------------------------------- |
| 1945                                                    | 1951                                              | Max Hymans                                        |                                                   | SFIO                                              |
| 1951                                                    | 1975                                              | Vincent Rotinat                                   |                                                   | PRRRS                                             |
| 1975                                                    | 1979                                              | André Gasnier                                     |                                                   | MRG                                               |
| 1979                                                    | 1985                                              | André Laignel                                     |                                                   | PS                                                |
| 1985                                                    | 1998                                              | Daniel Bernardet                                  |                                                   | UDF                                               |
| 1998                                                    | 2015                                              | Louis Pinton                                      |                                                   | UMP                                               |
| Liste des président successifs du conseil départemental |                                                   |                                                   |                                                   |                                                   |
| 2015                                                    | 2016                                              | Louis Pinton                                      |                                                   | LR                                                |
| 2016                                                    | 2021                                              | Serge Descout,                                    |                                                   | LR                                                |
| 2021                                                    | En cours                                          | Marc Fleuret,                                     |                                                   | UDI                                               |

### Politique locale
Le département de l’Indre est dirigé par le conseil départemental de l'Indre, assemblée délibérante départementale composée de vingt-six conseillers départementaux dont quatre dans l'opposition.
Au Sénat, le département de l’Indre est représenté par deux sénatrices qui sont :
- Nadine Bellurot (LR), depuis le 1er octobre 2020 ;
- Frédérique Gerbaud (LR), depuis le 25 septembre 2014.

| Période           | Période           | Identité              | Fonction précédente                                                                                 | Observation                                                                              |
| ----------------- | ----------------- | --------------------- | --------------------------------------------------------------------------------------------------- | ---------------------------------------------------------------------------------------- |
| 28 juillet 1958   | 22 octobre 1959   | Pierre Aubert         | Préfet de l'Aveyron                                                                                 | Nommé préfet du Jura                                                                     |
| 22 octobre 1959   | 8 juillet 1963    | André Dupuy           | Préfet du Gers                                                                                      | Nommé préfet des Landes                                                                  |
| 8 juillet 1963    | 17 septembre 1965 | Pierre Lefranc        | Conseiller technique au secrétariat général de la Présidence de la République                       | PDG de la société financière de radio-diffusion                                          |
| 17 septembre 1965 | 13 décembre 1968  | Michel Aurillac       | Conseiller technique de Georges Pompidou (1963-1965)                                                | Nommé secrétaire général de la préfecture de la région parisienne                        |
| 13 décembre 1968  | 14 juin 1973      | Jean Francis Philippe | Directeur du cabinet du secrétaire d'état André Bord                                                | Nommé préfet de l'Essonne                                                                |
| 14 juin 1973      | 22 juillet 1974   | Christian Dablanc     | Secrétaire général du comité interministériel pour l'information                                    | A la disposition du Secrétaire d'Etat aux DOM-TOM Olivier Stirn                          |
| 22 juillet 1974   | 25 avril 1977     | René Heckenroth       | Préfet délégué à la police auprès du préfet des Bouches-du-Rhône                                    | En service détaché à la disposition du Secrétaire d'Etat aux anciens combattants         |
| 25 avril 1977     | 13 juillet 1979   | Hervé Bourseiller     | Préfet de la Guyane                                                                                 | Devient Trésorier-Payeur-Général du Lot                                                  |
| 13 juillet 1979   | 16 juillet 1981   | Dominique Le Vert     | Directeur du Cabinet du ministre de la santé                                                        | Nommé préfet de la Vendée                                                                |
| 16 juillet 1981   | 22 juillet 1982   | Jacques Seval         | Préfet de la Réunion                                                                                | Détaché en tant que conseiller technique au cabinet du Premier ministre Pierre Mauroy    |
| 22 juillet 1982   | -                 | Jean-Louis Dufeigneux | Sous-préfet hors classe                                                                             | Nommé directeur central de la sécurité publique                                          |
| 7 juillet 1983    | 8 mars 1985       | Claude Bozon          | ?                                                                                                   | Nommé préfet hors cadre                                                                  |
| 8 mars 1985       | 19 décembre 1988  | André Aubry-Lecomte   | ?                                                                                                   | Au congé spécial                                                                         |
| 19 décembre 1988  | 1er août 1990     | Jean-René Garnier     | ?                                                                                                   | Nommé préfet des Pyrénées-Orientales                                                     |
| 1er octobre 1990  | 13 décembre 1993  | Alain Rondepierre     | Directeur de la logistique de la police au ministère de l'intérieur                                 | Nomme préfet du Tarn                                                                     |
| 13 décembre 1993  | 30 novembre 1995  | Robert Pommiès        | ?                                                                                                   | Nommé préfet de la Réunion                                                               |
| 30 novembre 1995  | 16 avril 1998     | Nicolas Theis         | Administrateur civil hors classe                                                                    | Nommé préfet de l'Aube                                                                   |
| 16 avril 1998     | 21 juin 2000      | Jean-Claude Vacher    | Préfet de Lot-et-Garonne                                                                            | Nommé préfet des Ardennes                                                                |
| 21 juin 2000      | 10 octobre 2002   | Anne Boquet           | Sous-directrice au ministère de l'intérieur                                                         | Nommée directrice des affaires politiques, administratives et financières de l'outre-mer |
| 9 novembre 2002   | 17 février 2005   | Jean-François Tallec  | ?                                                                                                   | Nommé préfet de l'Yonne                                                                  |
| 17 février 2005   | 1er février 2007  | François Philizot     | Directeur adjoint au délégué à l'aménagement du territoire et à l'action régionale                  | Nommé préfet du Tarn                                                                     |
| 1er février 2007  | 24 juillet 2009   | Jacques Millon        | Préfet des Alpes-de-Haute-Provence                                                                  | Nommé préfet de la Charente                                                              |
| 24 juillet 2009   | 11 novembre 2010  | Philippe Derumigny    | Sous-préfet de Mulhouse                                                                             | Nommé préfet de la Haute-Savoie                                                          |
| 11 novembre 2010  | 31 juillet 2012   | Xavier Peneau         | Administrateur civil hors classe                                                                    | Nommé préfet hors cadre                                                                  |
| 1er aout 2012     | 10 octobre 2014   | Jérôme Gutton         | Sous-préfet de Dunkerque                                                                            | Nommé préfet des Deux-Sèvres                                                             |
| 10 octobre 2014   | 23 mai 2016       | Alain Espinasse       | Secrétaire général de la préfecture de l'Essonne                                                    | Nommé Directeur à l'administration centrale du ministère de l'intérieur                  |
| 23 mai 2016       | 24 octobre 2018   | Seymour Morsy         | Préfet de Mayotte                                                                                   | Nommé préfet de la Haute-Vienne                                                          |
| 24 octobre 2018   | 8 mars 2021       | Thierry Bonnier,      | Directeur de cabinet de Jacqueline Gourault Directeur de cabinet adjoint du ministre de l'Intérieur | -                                                                                        |
| 8 mars 2021       | 21 août 2023      | Stéphane Bredin       | Directeur de l'Administration pénitentiaire                                                         | Nommé préfet du Calvados                                                                 |
| 21 août 2023      | En cours          | Thibault Lanxade      | Ambassadeur à l’intéressement et à la participation                                                 | ?                                                                                        |

### Découpage administratif et électoral
L’Indre connut de 1790 à 1795 six districts (Argenton, Le Blanc, Châteauroux, Châtillon, La Châtre et Issoudun).
En 2017, le département de l’Indre est subdivisé en :
- 4 arrondissements ;

- 13 cantons ;

- 241 communes ;

- 15 intercommunalités ;

- 2 circonscriptions législatives, avec deux députés (Jean-Paul Chanteguet et Isabelle Bruneau).

La carte des cantons de l'Indre.
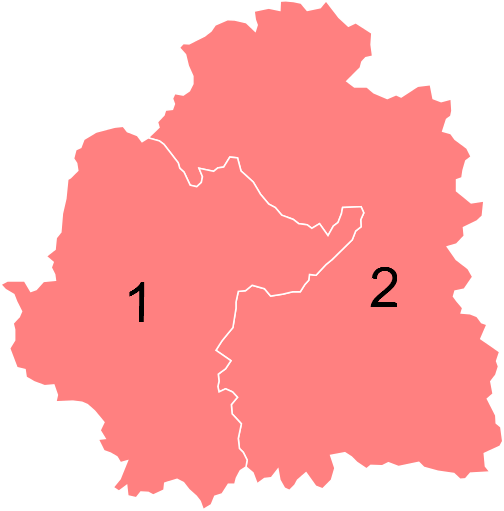
La carte des circonscriptions législatives de l'Indre.

### Enseignement
Le département compte quatre circonscriptions dans le 1er degré : Le Blanc (57 écoles), Châteauroux (37 écoles), La Châtre (67 écoles) et Issoudun (60 écoles).
Il dispose de 32 collèges (27 publics et 5 privés) et 12 lycées.
Le centre d'examen du permis de conduire se trouve à Déols.

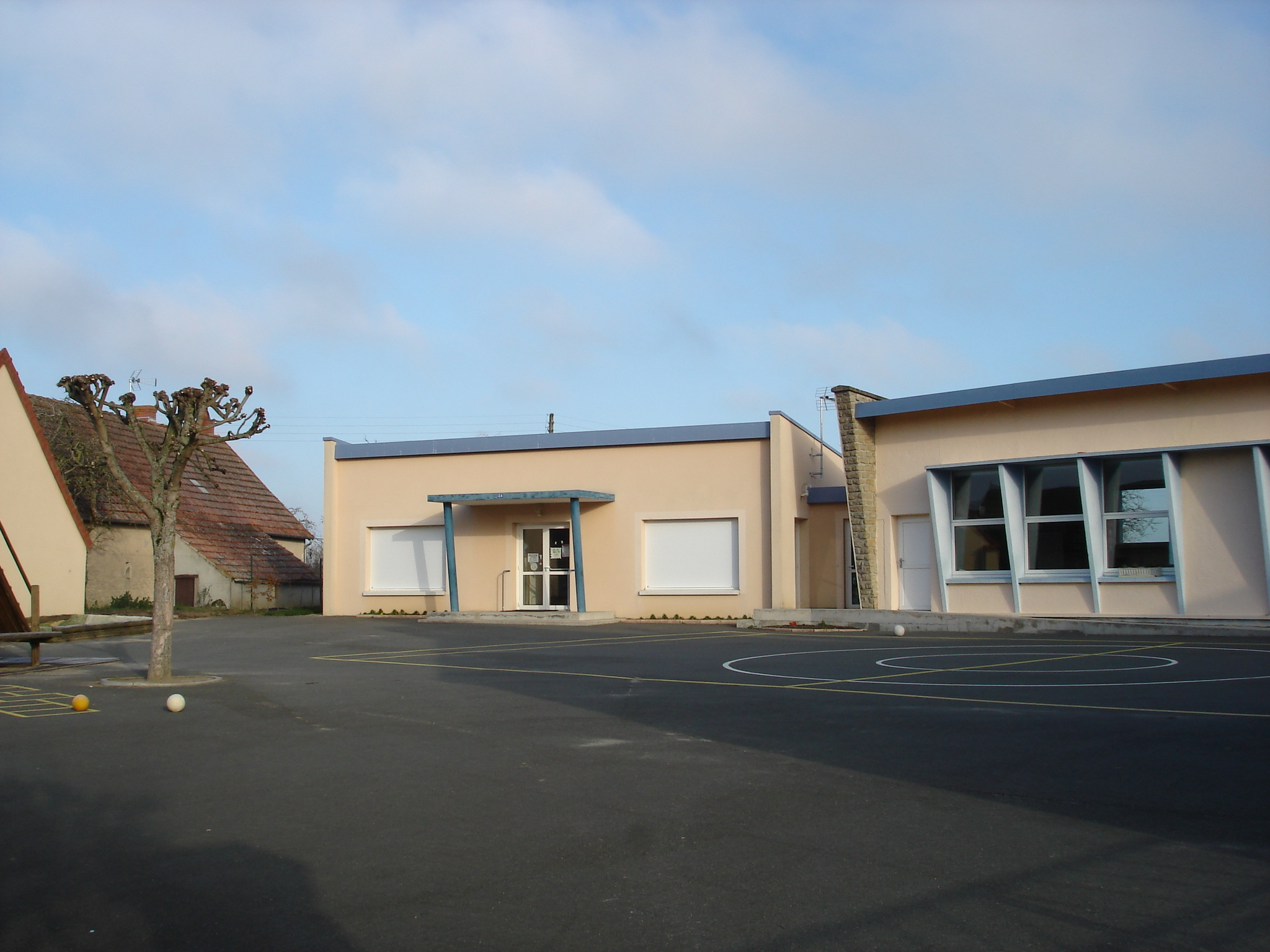
L'école élémentaire de Vicq-Exemplet en 2012.
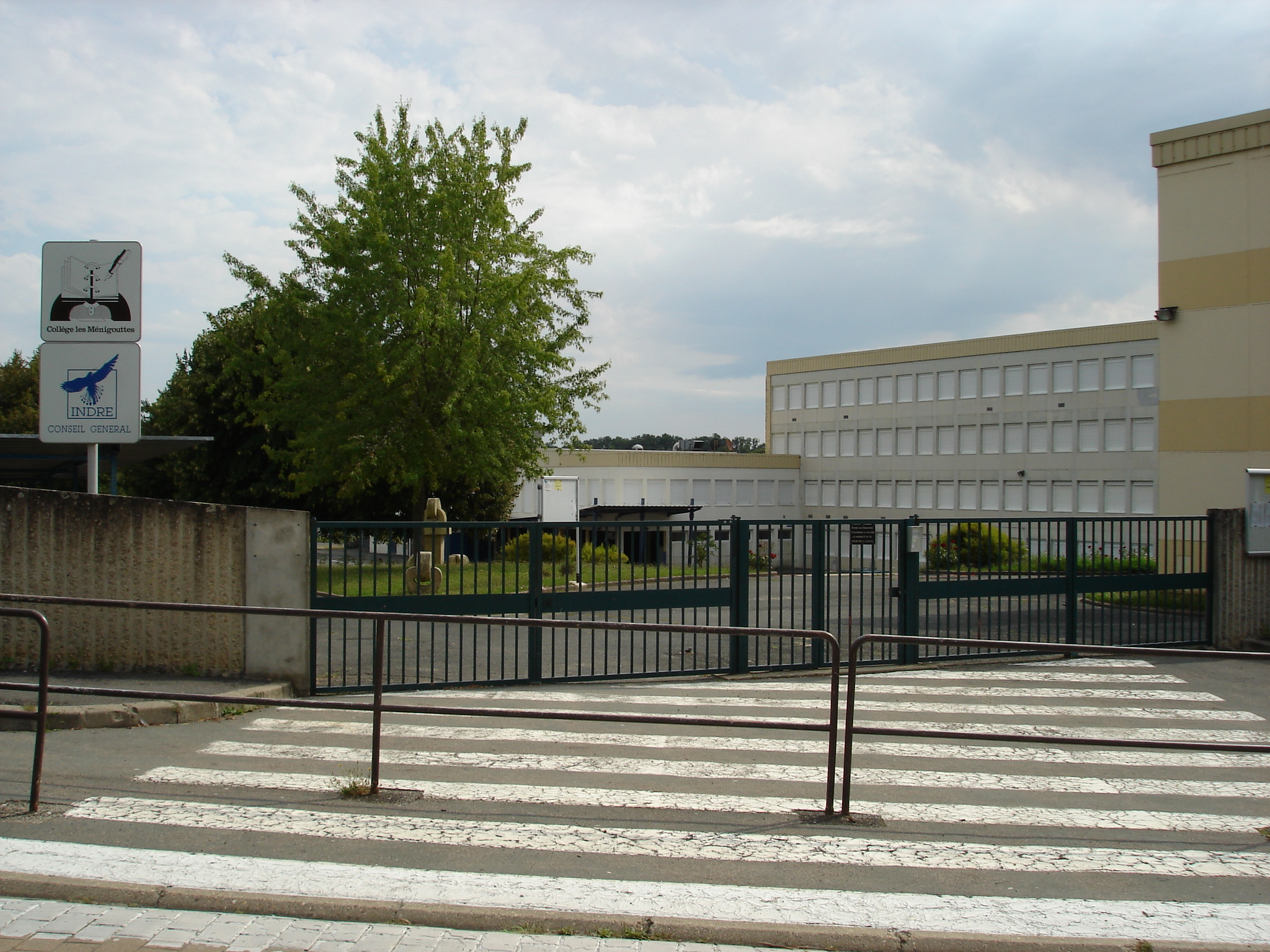
Le collège des Ménigouttes au Blanc en 2011.
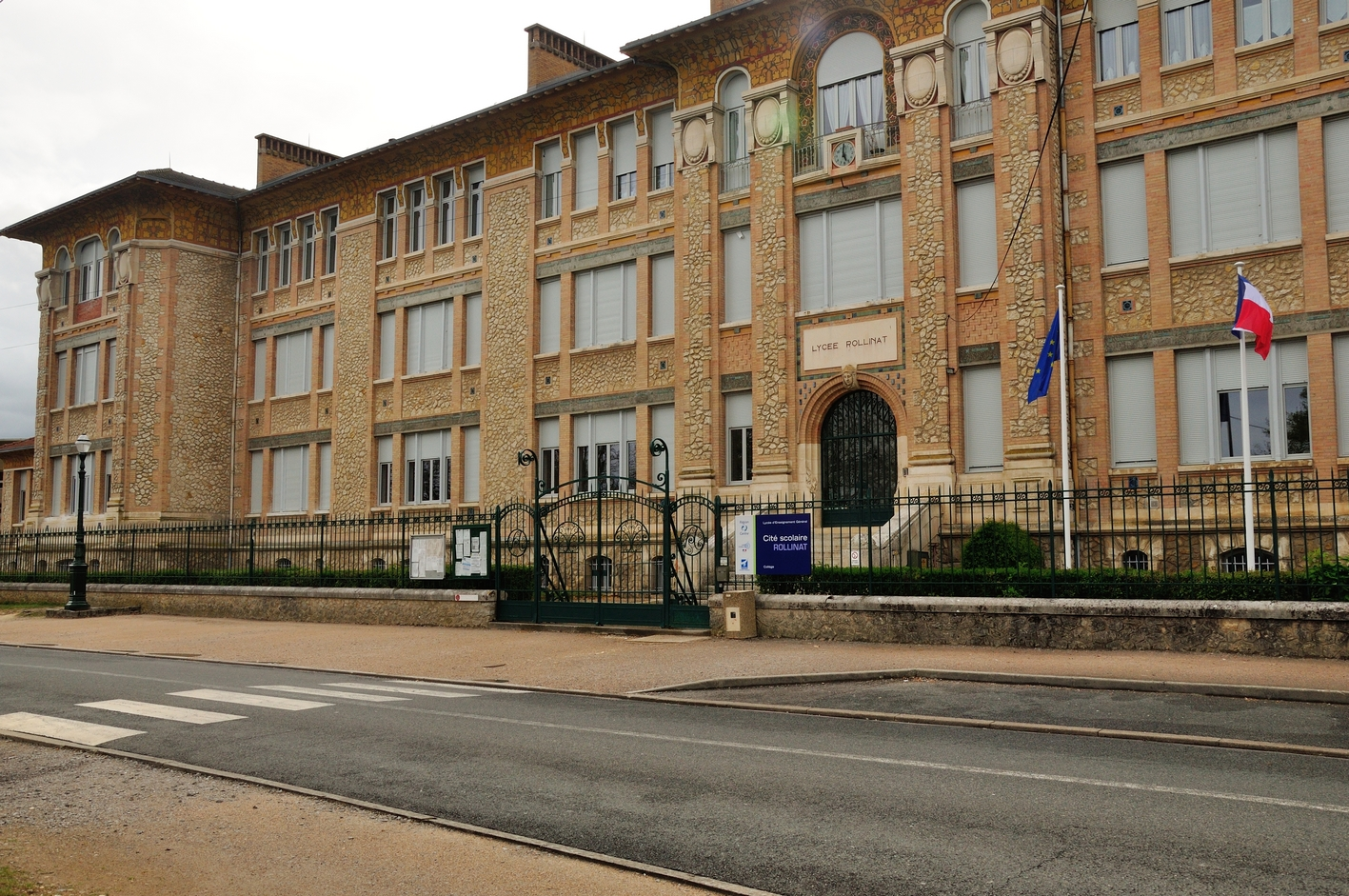
Le lycée Rollinat d'Argenton-sur-Creuse en 2012.
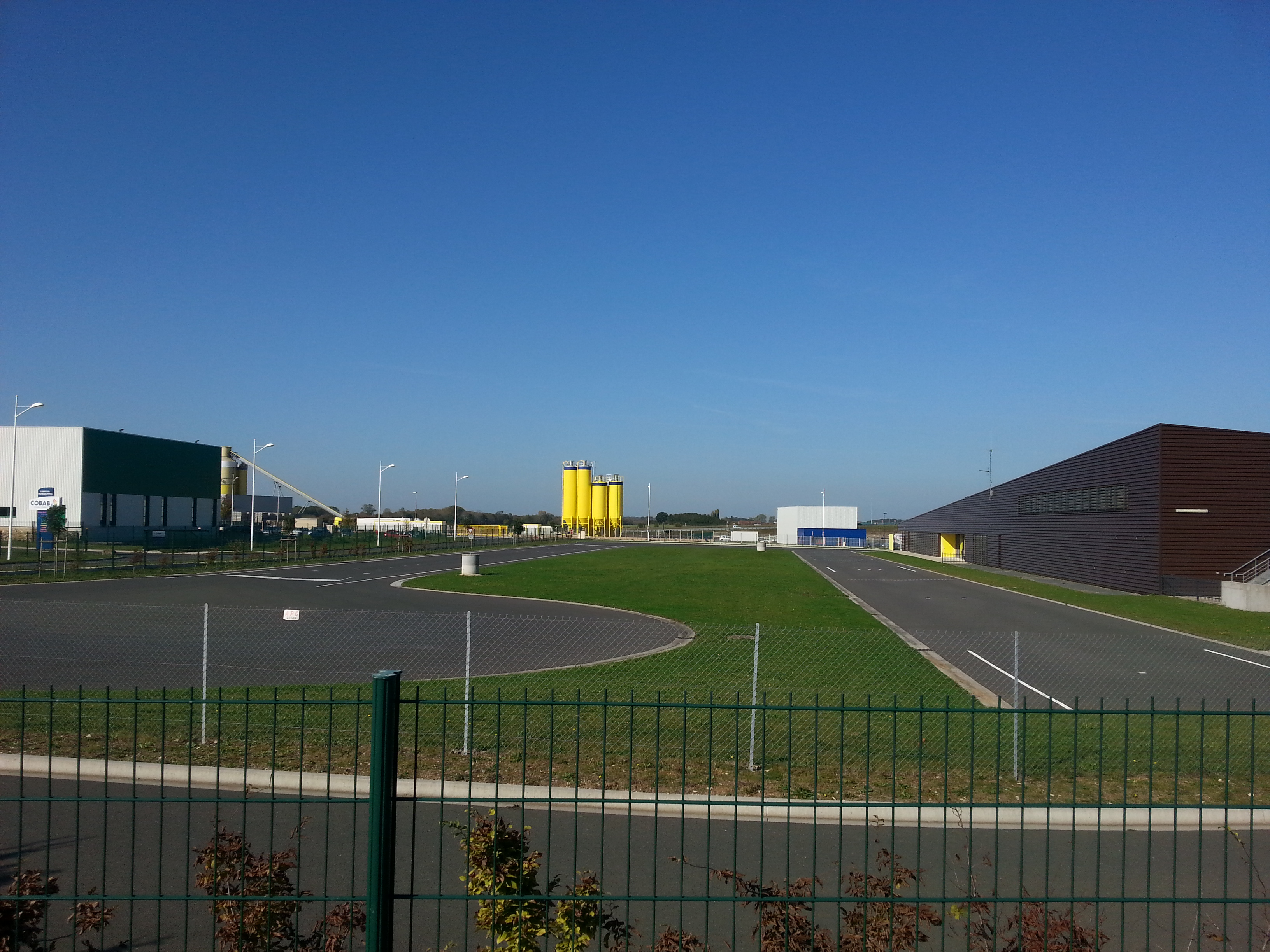
Les deux pistes du centre d'examen du permis de conduire en 2014.

### Santé

#### Hôpitaux
Le département dispose de huit centres hospitaliers de tailles différentes : Le Blanc, Buzançais, Châteauroux, Châtillon-sur-Indre, La Châtre, Issoudun, Levroux et Valençay.

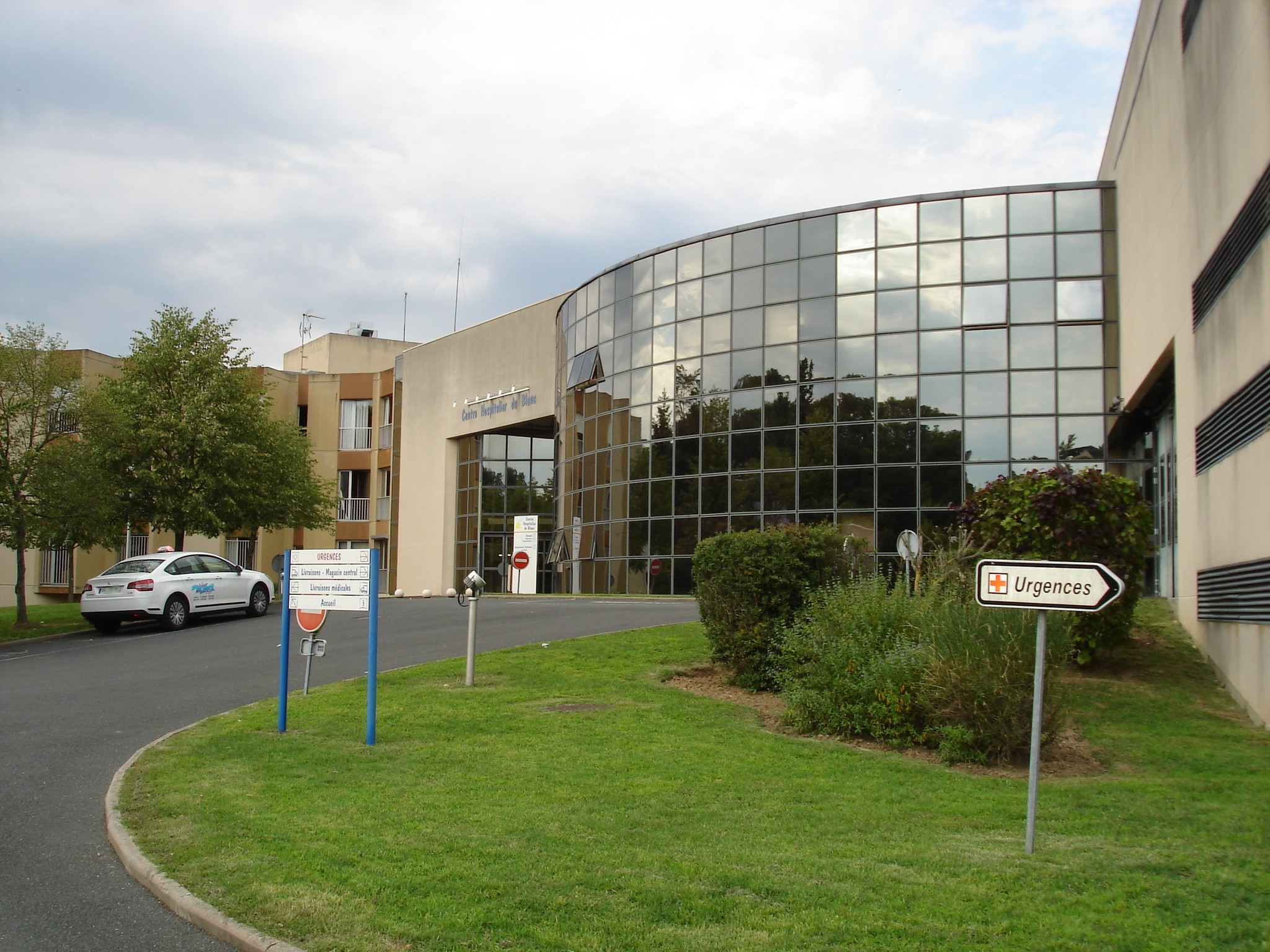
Le centre hospitalier du Blanc en 2011.
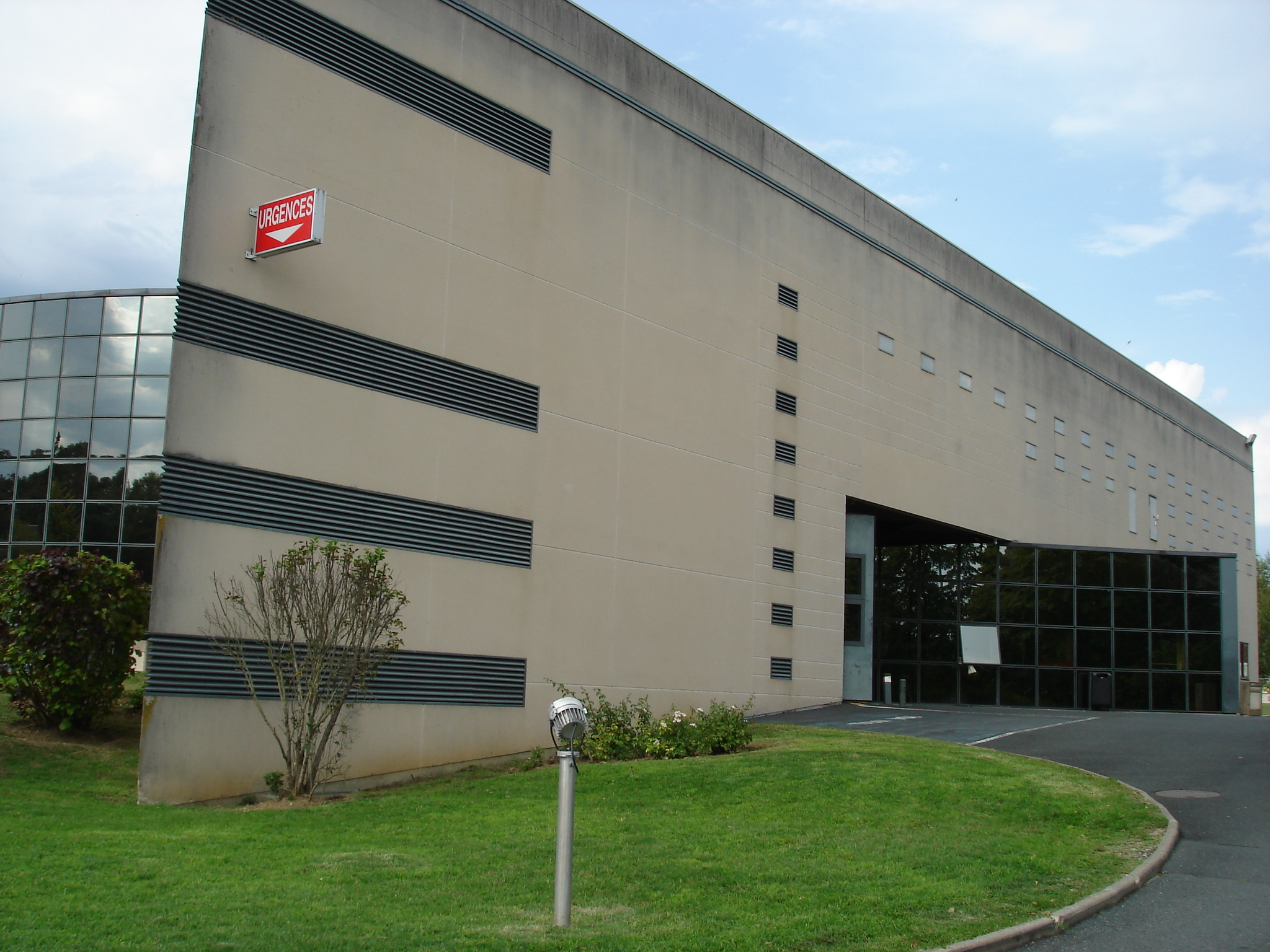
Le centre hospitalier du Blanc en 2011.

#### Samu 36
Le service d'aide médicale urgente 36 est basé au centre hospitalier de Châteauroux. Il dispose de trois antennes du service mobile d'urgence et de réanimation qui sont basées à Châteauroux, Le Blanc et Issoudun.
Le SAMU a doté l’hôpital de La Châtre d'un véhicule pour les interventions en zone rurale, afin que les médecins correspondants du SAMU (MCS 36), soient déclenchés simultanément au SMUR pour permettre une médicalisation précoce et débuter les traitements d’urgence en présence d’une détresse vitale. Ces médecins sont formés aux soins d’urgence par le centre d’enseignement des soins d’urgence et équipés du matériel d’intervention du SMUR. 35 MCS sont opérationnels dans le département.
En 2015, l'antenne de Châteauroux a réalisé 3 299 interventions dont 2 326 interventions de type primaire et 973 interventions de type secondaire.

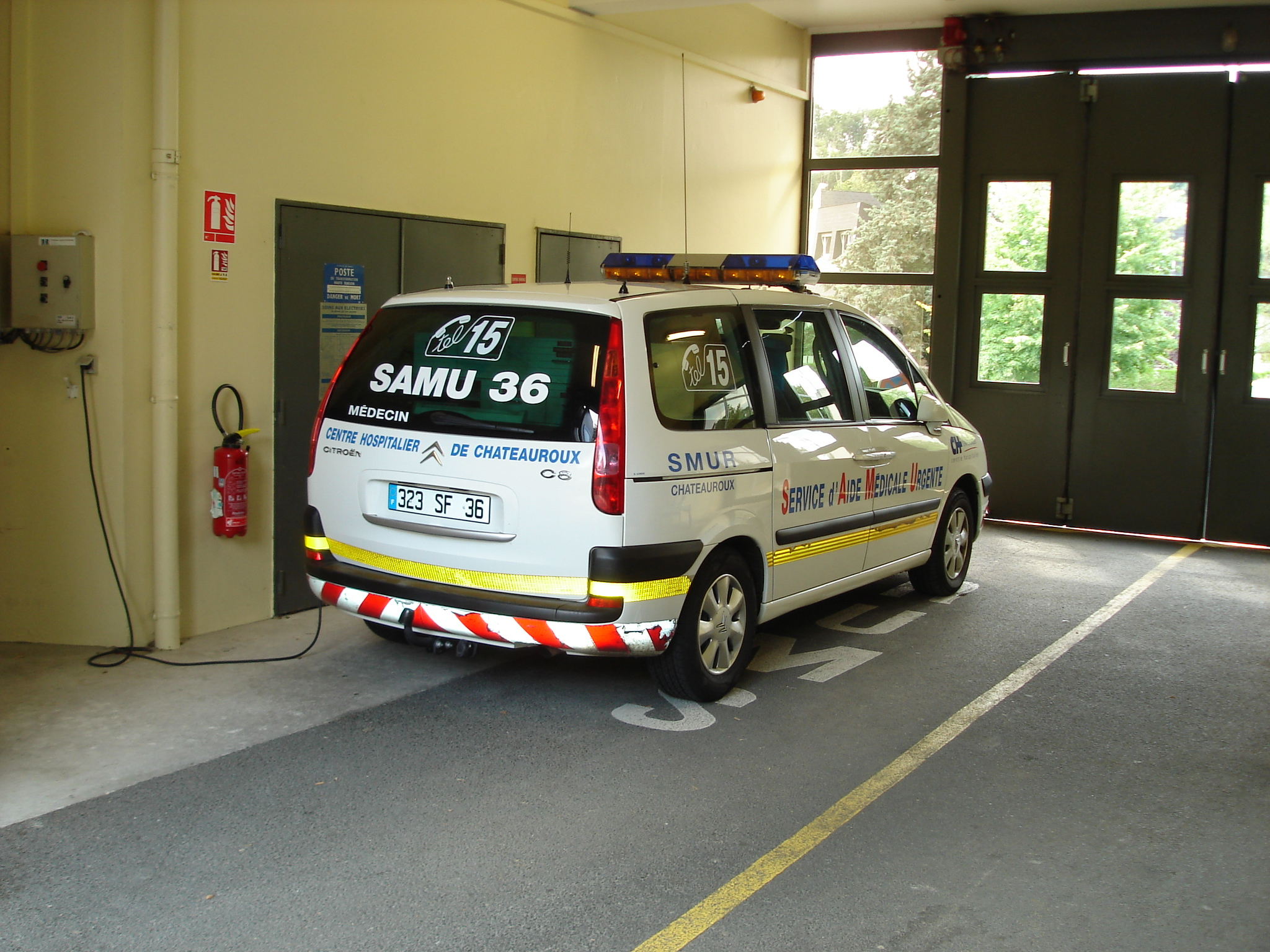
La voiture du SMUR du Blanc en 2011.

### Sécurité et justice
Le département possède :
- une préfecture (Châteauroux) ;
- trois sous-préfectures (Le Blanc, La Châtre et Issoudun) ;
- un palais de justice ;
- deux établissements pénitentiaires.

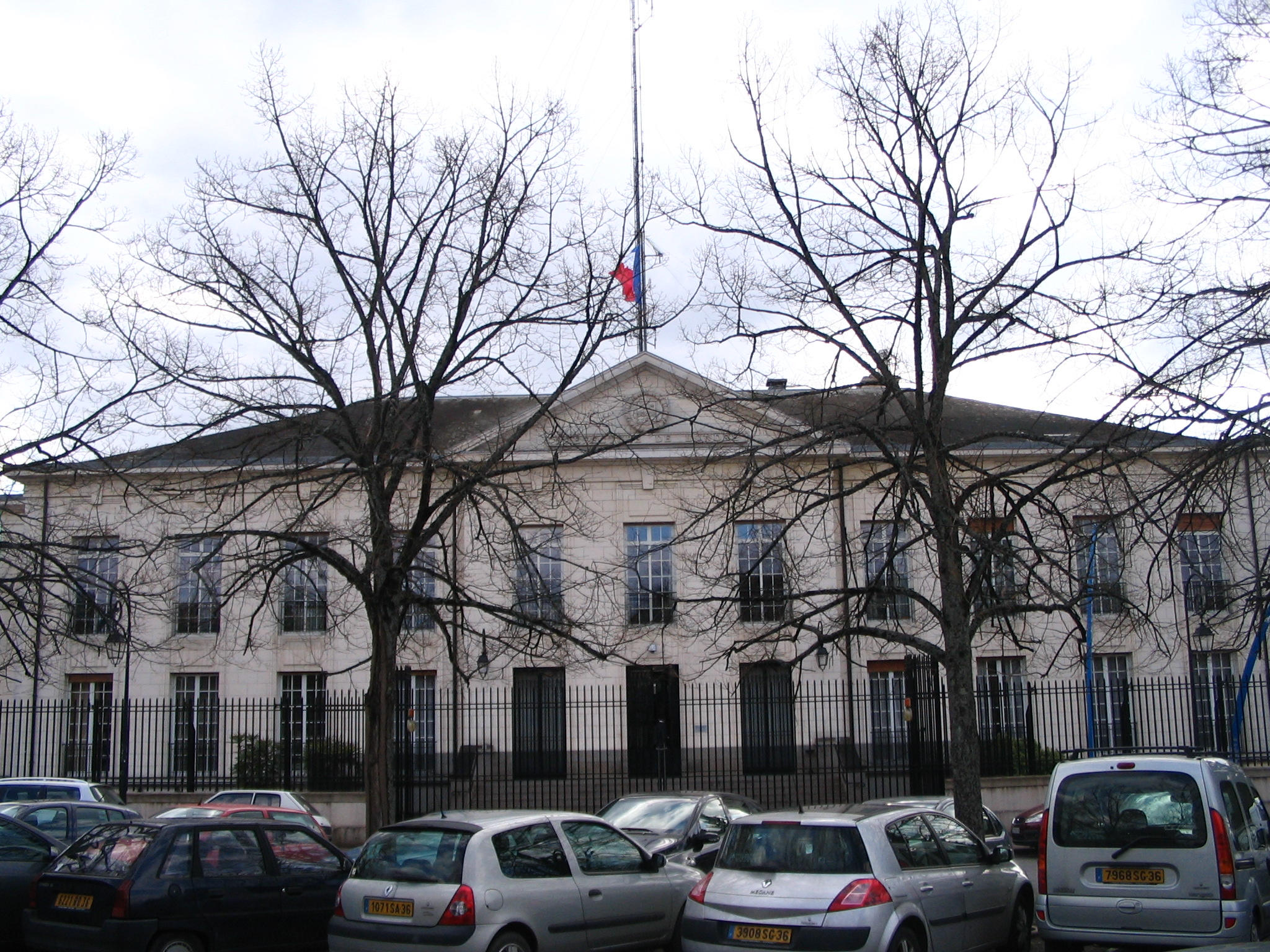
La préfecture de Châteauroux en 2009.
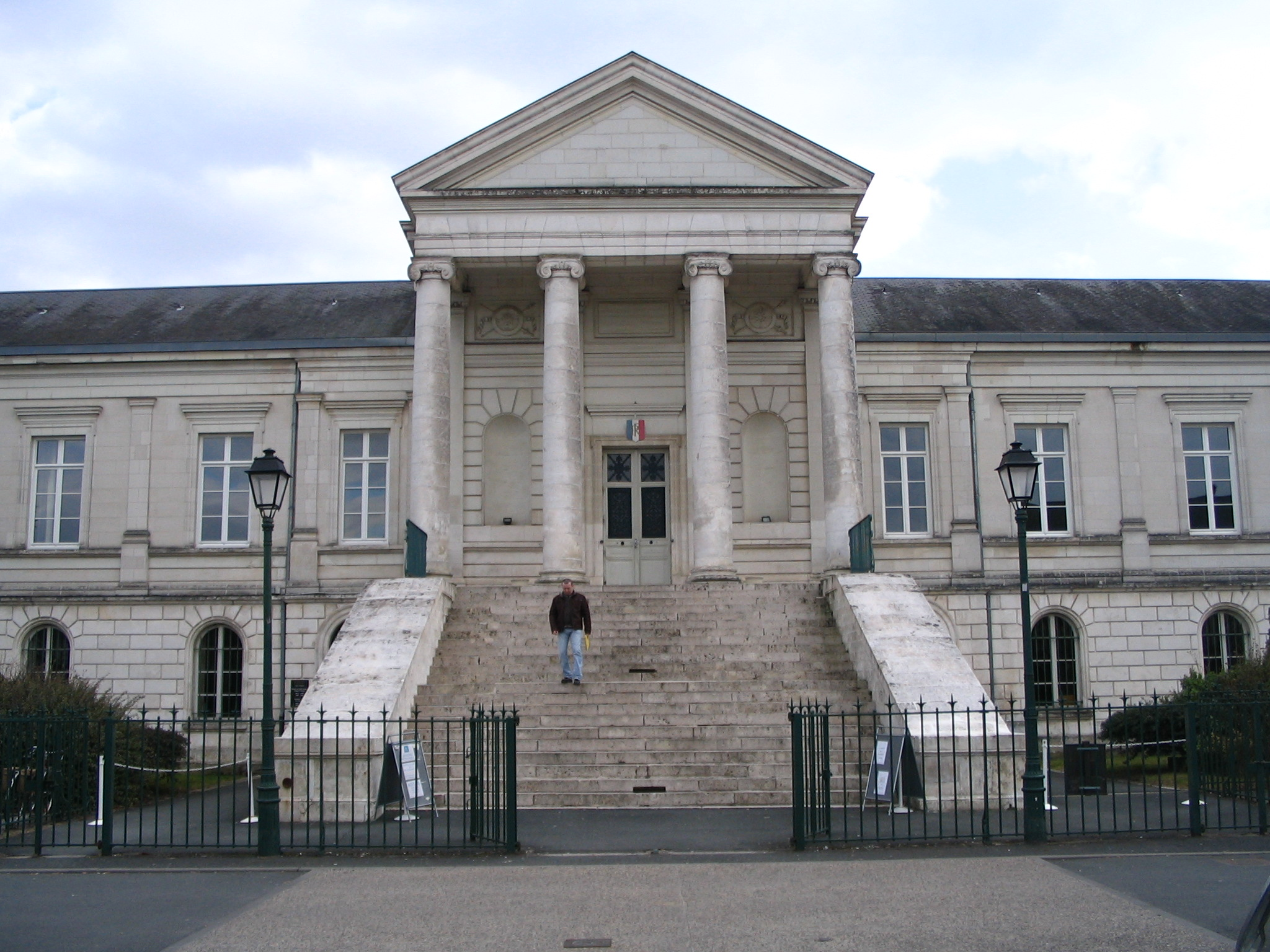
Le palais de justice en 2009.

### Organisation militaire
L'Indre dispose de plusieurs sites militaires. Tous d'abord à Neuvy-Pailloux se trouve le site central de la 12e base de soutien du matériel. La commune de Rosnay abrite quant à elle un centre de transmissions de la Marine nationale qui est une station d'émission radio, en très basse fréquence (VLF) utilisée par les forces sous-marines de la Marine nationale française pour transmettre des informations et ordres aux sous-marins.
Au Blanc est implanté le commandement du soutien opérationnel de la gendarmerie nationale (COMSOPGN).

### Gestion des déchets
Le département de l'Indre est doté de trois syndicats pour les déchets :
- Syndicat mixte de traitement des ordures ménagères (SYTOM) de la région de Châteauroux[52] ;
- Syndicat mixte de collecte & traitement des ordures ménagères (SYMCTOM) du Blanc[53] ;
- Syndicat intercommunal de collecte et traitement des ordures ménagères (SICTOM) de Champagne Berrichonne[54].

En ce qui concerne les autres communes qui n'ont pas adhérées a des syndicats, c'est l'établissement public de coopération intercommunale qui a en la gestion.

#### SYTOM de la région de Châteauroux
Le syndicat mixte de traitement des ordures ménagères de la région de Châteauroux est un établissement public local chargé du traitement des déchets ménagers et assimilés.
Il comporte 46 communes réparties sur trois EPCI (Châteauroux Métropole, Val de l'Indre - Brenne et Éguzon - Argenton - Vallée de la Creuse).
Le syndicat comprend huit déchetteries, deux quais de transferts (Buzançais et Saint-Marcel) et une usine de traitement des ordures ménagères (Le Poinçonnet).

#### SYMCTOM du Blanc
Il comporte 45 communes réparties sur deux EPCI (Marche Occitane - Val d'Anglin et Brenne - Val de Creuse).
Le syndicat comprend cinq déchetteries et un centre de tri (Le Blanc).

#### SICTOM de Champagne Berrichonne
Il comporte 39 communes (30 dans l'Indre et 9 dans le Cher) réparties sur deux EPCI (Champagne Boischauts et FerCher - Pays Florentais).
Le syndicat comprend six déchetteries, un quai de transfert et un centre de tri.

### Identité visuelle
Logos successifs du département de l'Indre.

Le logo représente un émouchet, nom vernaculaire de l'Épervier d'Europe ou de l'Autour des palombes.
Idem que le logo de 2000.
Le logo créé en 2015, à l'occasion de la suppression du conseil général de l'Indre.
Le logo créé en 2025

## Démographie

### Évolution démographique
En 2022, le département comptait 216 809 habitants, en évolution de −3 % par rapport à 2016 (France hors Mayotte : +2,11 %).
| 1791    | 1801    | 1806    | 1821    | 1826    | 1831    | 1836    | 1841    | 1846    |
| ------- | ------- | ------- | ------- | ------- | ------- | ------- | ------- | ------- |
| 229 768 | 205 628 | 204 721 | 230 273 | 237 628 | 245 289 | 257 350 | 253 076 | 263 977 |

| 1851    | 1856    | 1861    | 1866    | 1872    | 1876    | 1881    | 1886    | 1891    |
| ------- | ------- | ------- | ------- | ------- | ------- | ------- | ------- | ------- |
| 271 938 | 273 479 | 270 054 | 277 860 | 277 693 | 281 248 | 287 705 | 296 147 | 292 868 |

| 1896    | 1901    | 1906    | 1911    | 1921    | 1926    | 1931    | 1936    | 1946    |
| ------- | ------- | ------- | ------- | ------- | ------- | ------- | ------- | ------- |
| 289 206 | 288 788 | 290 216 | 287 673 | 260 535 | 255 095 | 243 912 | 245 622 | 252 075 |

| 1954    | 1962    | 1968    | 1975    | 1982    | 1990    | 1999    | 2006    | 2011    |
| ------- | ------- | ------- | ------- | ------- | ------- | ------- | ------- | ------- |
| 243 436 | 251 432 | 243 178 | 248 523 | 243 191 | 237 510 | 231 139 | 232 959 | 230 175 |

| 2016    | 2021    | 2022    | - | - | - | - | - | - |
| ------- | ------- | ------- | - | - | - | - | - | - |
| 223 505 | 217 228 | 216 809 | - | - | - | - | - | - |

L'Indre est confrontée au vieillissement de sa population ainsi qu'au déclin démographique (faible natalité et solde migratoire négatif). En 2020, elle perd 2 places dans le classement des départements par population et figure à la 87e place alors qu'elle se situe pourtant à la 23e place des départements métropolitains par sa superficie ; elle fait partie avec plusieurs départements proches (Creuse, Allier, Cher, Loir et Cher) de la " diagonale du vide ".
Les agglomérations de l'Indre après avoir bénéficié des migrations des communes rurales maintenant exsangues, stagnent voire entament leur déclin, en effet ces agglomérations subissent elles-mêmes la concurrence des métropoles proches (Tours, Limoges, Orléans et Poitiers) ou celle de la capitale.
L'Indre pourrait passer sous la barre des 200 000 habitants autour de 2040 - 2045. Cependant un espoir réside dans l'installation de néo-ruraux ainsi que les implantations consécutives à l'épidémie de COVID.

### Communes les plus peuplées
| Nom                 | Code Insee | Intercommunalité                           | Superficie (km2) | Population (dernière pop. légale) | Densité (hab./km2) | Modifier                                    |
| ------------------- | ---------- | ------------------------------------------ | ---------------- | --------------------------------- | ------------------ | ------------------------------------------- |
| Châteauroux         | 36044      | CA Châteauroux Métropole                   | 25,54            | 43 079 (2022)                     | 1 687              | modifier les données · modifier les données |
| Issoudun            | 36088      | CC du Pays d'Issoudun                      | 36,60            | 10 953 (2022)                     | 299                | modifier les données · modifier les données |
| Déols               | 36063      | CA Châteauroux Métropole                   | 31,74            | 7 618 (2022)                      | 240                | modifier les données · modifier les données |
| Le Blanc            | 36018      | CC Brenne - Val de Creuse                  | 57,61            | 6 188 (2022)                      | 107                | modifier les données · modifier les données |
| Le Poinçonnet       | 36159      | CA Châteauroux Métropole                   | 45,00            | 5 848 (2022)                      | 130                | modifier les données · modifier les données |
| Argenton-sur-Creuse | 36006      | CC Éguzon - Argenton - Vallée de la Creuse | 29,34            | 4 817 (2022)                      | 164                | modifier les données · modifier les données |
| Buzançais           | 36031      | CC Val de l'Indre - Brenne                 | 58,64            | 4 431 (2022)                      | 76                 | modifier les données · modifier les données |
| La Châtre           | 36046      | CC de La Châtre et Sainte-Sévère           | 6,06             | 4 038 (2022)                      | 666                | modifier les données · modifier les données |
| Ardentes            | 36005      | CA Châteauroux Métropole                   | 62,09            | 3 747 (2022)                      | 60                 | modifier les données · modifier les données |
| Saint-Maur          | 36202      | CA Châteauroux Métropole                   | 87,91            | 3 589 (2022)                      | 41                 | modifier les données · modifier les données |
| Levroux             | 36093      | CC de la Région de Levroux                 | 82,32            | 2 802 (2022)                      | 34                 | modifier les données · modifier les données |
| Chabris             | 36034      | CC Chabris - Pays de Bazelle               | 41,22            | 2 762 (2022)                      | 67                 | modifier les données · modifier les données |
| Villedieu-sur-Indre | 36241      | CC Val de l'Indre - Brenne                 | 57,77            | 2 615 (2022)                      | 45                 | modifier les données · modifier les données |
| Châtillon-sur-Indre | 36045      | CC du Châtillonnais en Berry               | 45,30            | 2 296 (2022)                      | 51                 | modifier les données · modifier les données |
| Valençay            | 36228      | CC Écueillé-Valençay                       | 41,59            | 2 239 (2022)                      | 54                 | modifier les données · modifier les données |

### Logement
Les résidences secondaires sont présentées selon le recensement général de la population du 1er janvier 2008, 10,6 % des logements disponibles dans le département étaient des résidences secondaires. Ce tableau indique les principales communes de l'Indre dont les résidences secondaires et occasionnelles dépassent 10 % des logements totaux en 2008 :
| Commune            | Population SDC | Nombre de logements | Résidences secondaires | % résidences secondaires |
| ------------------ | -------------- | ------------------- | ---------------------- | ------------------------ |
| Cuzion             | 453            | 476                 | 211                    | 44,33 %                  |
| Saint-Plantaire    | 549            | 535                 | 214                    | 40,04 %                  |
| Lignac             | 584            | 488                 | 161                    | 32,95 %                  |
| Éguzon-Chantôme    | 1 386          | 1 098               | 283                    | 25,79 %                  |
| Chaillac           | 1 153          | 816                 | 207                    | 25,33 %                  |
| Mézières-en-Brenne | 1 081          | 765                 | 192                    | 25,03 %                  |
| Valençay           | 2 642          | 1 673               | 234                    | 13,98 %                  |
| Chabris            | 2 768          | 1 667               | 187                    | 11,22 %                  |

## Vie quotidienne

### Sport
Labélisé Terre de Jeux 2024, le label des territoires de Paris 2024, le Département accueillera le passage du Relais de la flamme.
- Maison départementale des sports de Châteauroux.

### Médias
Journaux
- La Nouvelle République du Centre-Ouest
- Le Berry républicain
- La Bouinotte
- Le Petit Berrichon
- L'Écho du Berry

Télévision
- Berry Issoudun Première

Radios
- Vibration
- Forum
- France Bleu Berry
- RCF en Berry

## Économie

### Agriculture
Les cultures de céréales, comme le blé, l'avoine, le maïs, l'orge, le colza, le miel, et le tournesol se sont développées dans le département.
La viticulture est présente, avec les vins d'appellation d'origine contrôlée : valençay, reuilly et châteaumeillant.
L’élevage bovin, ovin et caprin perdure dans l'Indre. Des fromages d'appellation d'origine contrôlée, comme le pouligny-saint-pierre, le sainte-maure de touraine et le valençay font partie de la gastronomie indrienne.
En Brenne, la pisciculture s'est fortement développée dans le territoire.

### Industrie

#### Aéronautique
En septembre 2019, le secteur de l’aéronautique représente 58 entreprises et 3 506 salariés :
- 13 entreprises et 2 152 salariés réalisent 100% de leur activité dans le domaine aéronautique ;
- 45 PME sous-traitantes avec 1 354 salariés exercent partiellement une activité aéronautique.

#### Agroalimentaire
En septembre 2019, le secteur de l'agroalimentaire représente 52 entreprises et 1 920 salariés, avec une vingtaine d’entreprises et 1 150 emplois en lien avec l’industrie agroalimentaire sur des secteurs connexes : packaging, logistique et agroéquipementiers.
Il est présent des entreprises leaders dans la collecte et transformation des céréales : boulangerie, viennoiserie, malterie, minoterie et nutrition animale et la laiterie et fromagerie.

#### Arts graphiques - Packaging
En septembre 2019, le secteur de l'arts graphiques et packaging représente 54 entreprises et 644 salariés.
Il est présent 2 leaders de l’industrie de l’emballage et un leader de l’industrie des arts graphiques :
- Groupe Plastic Systems packaging avec PSP, Syspack, SPI et SIM pour la fabrication de contenants plastiques ;
- Covepa-Michelspackaging, pour la fabrication d’emballages carton ;
- Raulteppe Solutions.

#### Automobile
En septembre 2019, le secteur de l’automobile représente 37 entreprises et 2 135 salariés.

#### Biens d'équipements industriels
En septembre 2019, le secteur des biens d'équipements industriels représente 34 entreprises et 1 256 salariés.
Il est présent des entreprises leaders :
- fabricant de produits aluminium extrudés : Hydro Extrusion ;
- fabricant d’équipements de centrifugation : Andritz ;
- fabricants de pompes et équipements hydrauliques : KSB et Sainte Lizaigne ;
- fabricant de centres d’embouteillage de gaz de pétrole liquéfié : Makeen Eergy ;
- fabricant d’équipements médicaux de tensiométrie : Spengler.

#### Bâtiment et Travaux Publics
En septembre 2019, le secteur du bâtiment et travaux publics représente 710 entreprises et 3 050 salariés.

#### Équipements de la maison et du bâtiment
En septembre 2019, le secteur des équipements de la maison et du bâtiment représente 50 entreprises et 1 464 salariés.
Il est présent des entreprises leaders :
- revêtementsde sol et mural : Balsan et Alsapan ;
- articles ménagers : Internationalcookware et Sitram ;
- menuiserie : Amcc(groupe Atrya) ;
- cheminées : Beirens (groupe Poujoulat).

On compte aussi de nombreuses PME dans le secteur de l’ameublement et la décoration.

#### Logistique et transport
En septembre 2019, le secteur de la logistique et du transport représente 120 entreprises et 2 400 salariés, dont une dizaine d’entreprises industrielles intégrant en parallèle une activité logistique.
Il est présent également :
- la plate-forme multimodale de Châteauroux-Déols (autoroute A20, ligne ferroviaire Paris - Limoges - Toulouse et aéroport de Châteauroux-Centre) ;
- les plates-formes nationales avec les groupes : La Halle (équipement de la personne), Alliancehealthcare (produits pharmaceutiques) et Alcura France (matériels d’hospitalisation à domicile).

#### Services aux entreprises
En septembre 2019, le secteur des ervices aux entreprises représente 877 entreprises et 2 945 salariés.
Il est présent également :
- un leader national des centres d’appels : Armatis ;
- des entreprises de très petites tailles : 90% ont moins de 5 salariés (et 77% n’ont aucun salarié) ;
- de nombreuses entreprises dans les services d’aménagement paysager et de conseil en management.

#### Sous-traitance
En septembre 2019, le secteur de la sous-traitance représente 63 entreprises et 1 471 salariés.
Les activités principalaux sont : la mécanique, la chaudronnerie, la tôlerie, le traitement de surface.
Ils ont comme principaux clients : l'aéronautique, l'automobile et les biens d’équipements industriels.

#### Textile - Cuir - Habillement
En septembre 2019, le secteur du textile, cuir et habillement représente 52 entreprises et 1 810 salariés, dont quatre entreprises et 652 salariés dans le secteur de la logistique et la confection.
Il est présent des entreprises leaders :
- pour la maroquinerie de luxe : Les ateliers Louis Vuitton ;
- pour la confection d’uniformes de prestige et vêtements d’image : Balsan Confection ;
- pour la mégisserie très haut de gamme : Bodin Joyeux.

### Tourisme

#### Hébergement
Le département dispose de 45 campings :
|                           | * * * * | * * * | * * | Aucune |
| Argenton-sur-Creuse       |         | X     |     |        |
| Baraize                   |         |       | X   |        |
| Bélâbre                   |         |       |     | X      |
| Le Blanc                  |         |       |     | X      |
| Buzançais                 |         | X     |     |        |
| Chabris                   |         |       |     | X      |
| Chaillac                  |         |       |     | X      |
| La Chapelle-Saint-Laurian |         |       |     | X      |
| Châteauroux               |         | X     |     |        |
| Châtillon-sur-Indre       |         |       | X   |        |
| La Châtre                 | X       |       |     |        |
| Crozon-sur-Vauvre         |         |       | X   |        |
| Écueillé                  |         |       | X   |        |
| Éguzon-Chantôme           | X       | X     |     |        |
| Fléré-la-Rivière          |         |       |     | X      |
| Gargilesse-Dampierre      |         |       | X   |        |
| Issoudun                  |         |       | X   |        |
| Levroux                   |         |       |     | X      |
| Lignac                    |         | X     | X   |        |
| Lingé                     |         |       |     | X      |
| Luçay-le-Mâle             |         |       |     | X      |
| Lurais                    |         |       |     | X      |
| Luzeret                   |         |       | X   |        |
| Le Menoux                 |         |       | X   |        |
| Mérigny                   |         |       |     | X      |
| Mers-sur-Indre            |         |       |     | X      |
| Mézières-en-Brenne        |         |       | X   | X      |
| Migné                     |         |       |     | X      |
| Montgivray                |         |       | X   |        |
| Néret                     |         |       | X   |        |
| Neuvy-Saint-Sépulchre     |         |       | X   |        |
| Palluau-sur-Indre         |         |       |     | X      |
| Le Pont-Chrétien-Chabenet |         |       |     | X      |
| Reuilly                   |         |       |     | X      |
| Rosnay                    |         |       | X   |        |
| Ruffec                    |         |       | X   |        |
| Saint-Chartier            |         |       |     | X      |
| Saint-Gaultier            | X       |       |     | X      |
| Saint-Plantaire           |         | X     |     |        |
| Sainte-Sévère-sur-Indre   |         |       |     | X      |
| Sarzay                    |         |       |     | X      |
| Tournon-Saint-Martin      |         |       |     | X      |
| Valençay                  |         | X     |     |        |
| Vatan                     |         |       | X   |        |
| Velles                    |         | X     |     |        |

#### Zone touristique
- Châteauroux et le Val de l'Indre : Abbaye de Déols, Quartier médiéval de Châteauroux (couvent des Cordeliers et son jardin et Musée-hôtel Bertrand), Forêt domaniale de Châteauroux, Prieuré Saint-Laurent de Palluau-sur-Indre, Château d'Argy.

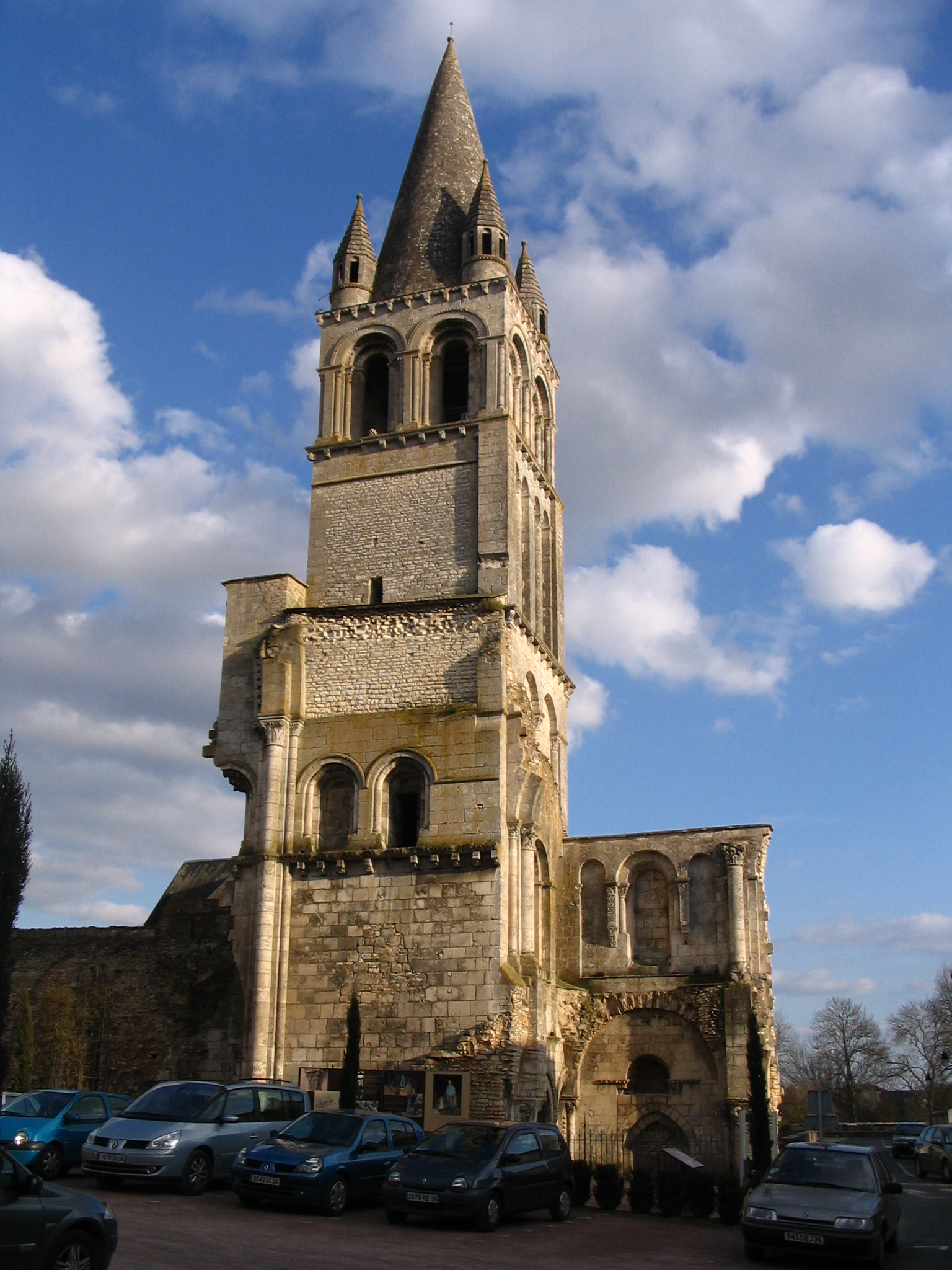
L'abbaye Notre-Dame de Déols en 2009.
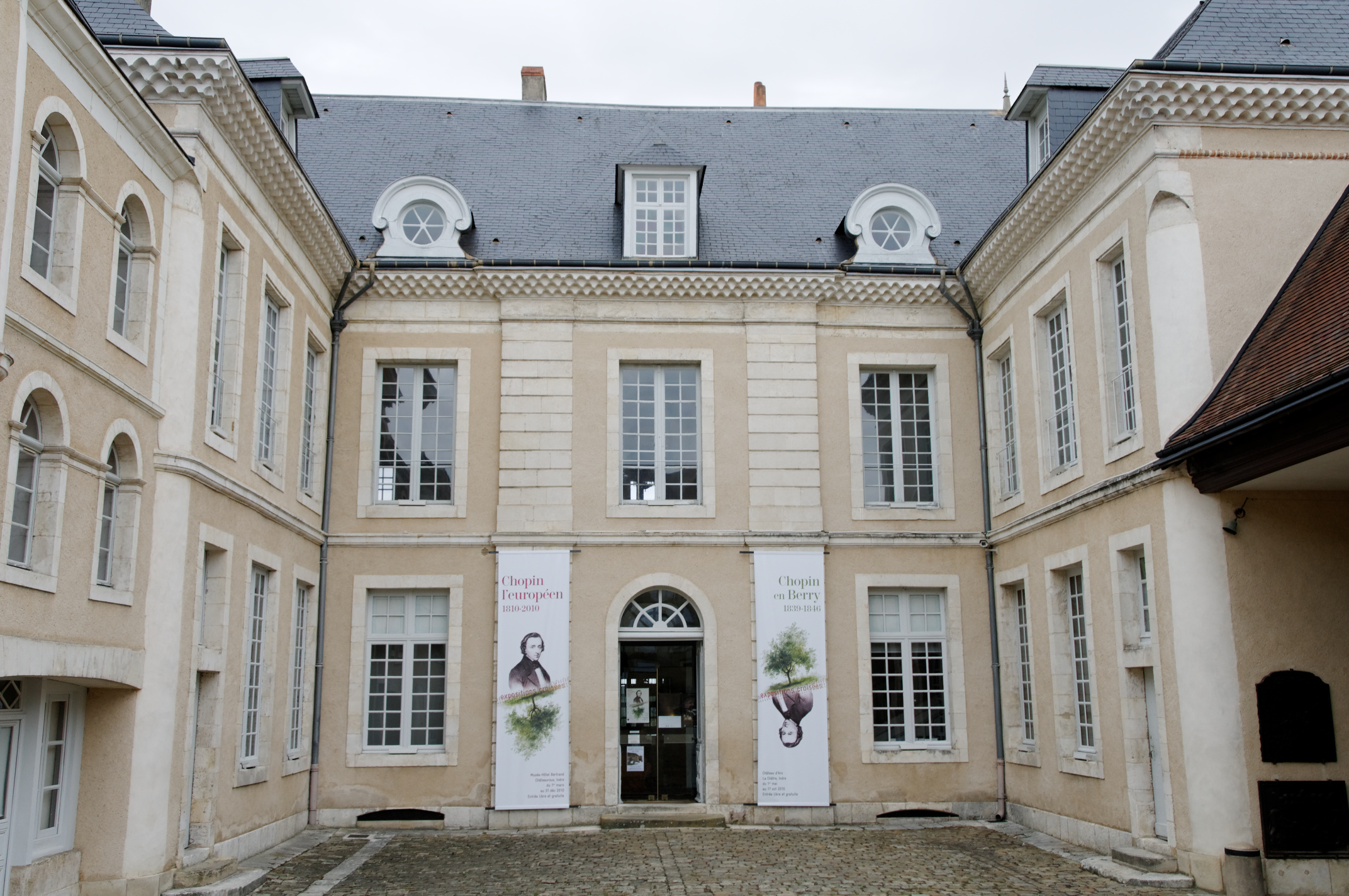
Le musée Bertrand en 2010.

- Pays de Valençay : Château de Bouges, Château de Valençay et son parc, et musée de l'Automobile, Église de l'abbatiale de Saint-Genou, Donjon ou tour César de Châtillon-sur-Indre.

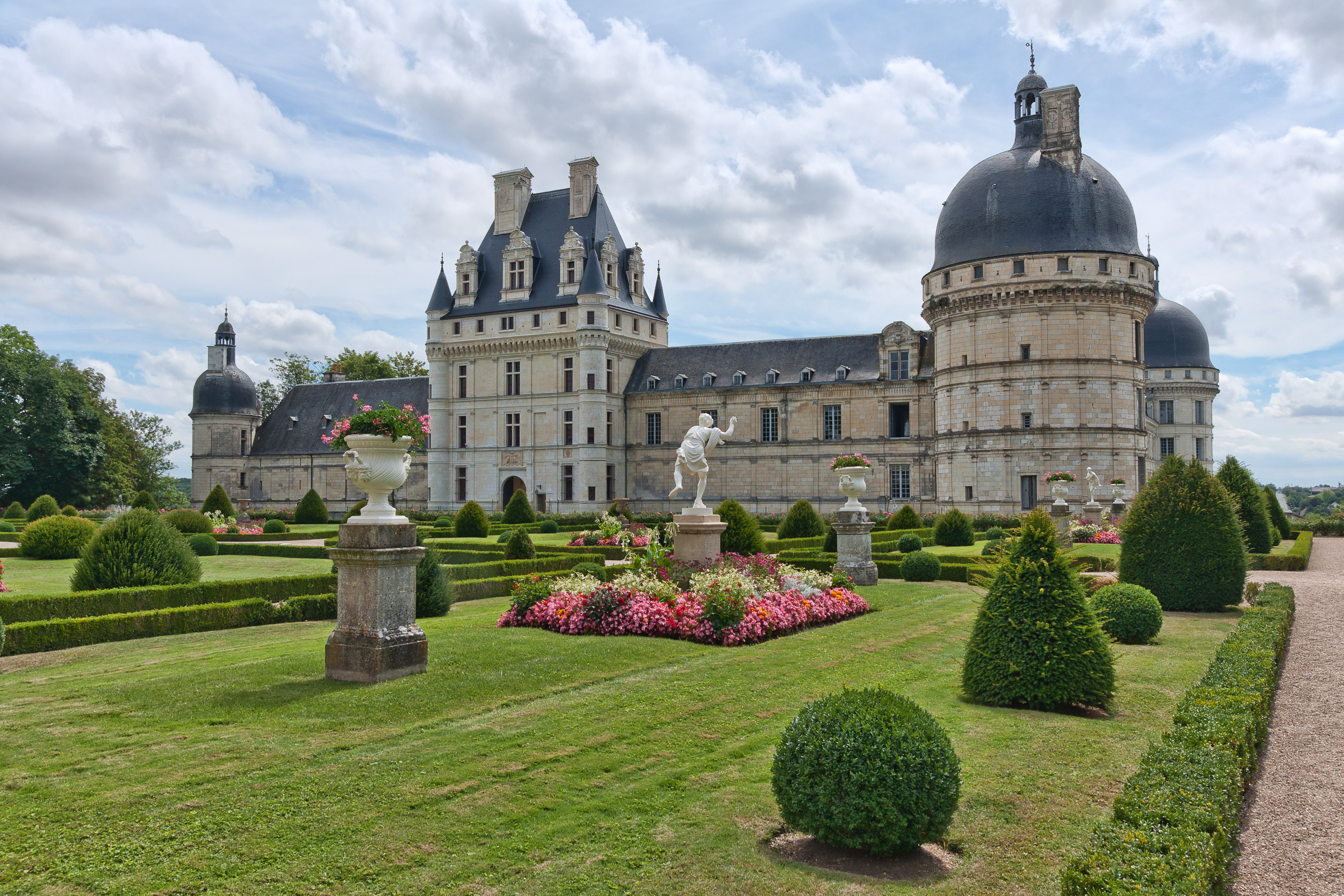
Le château de Valençay en 2010.
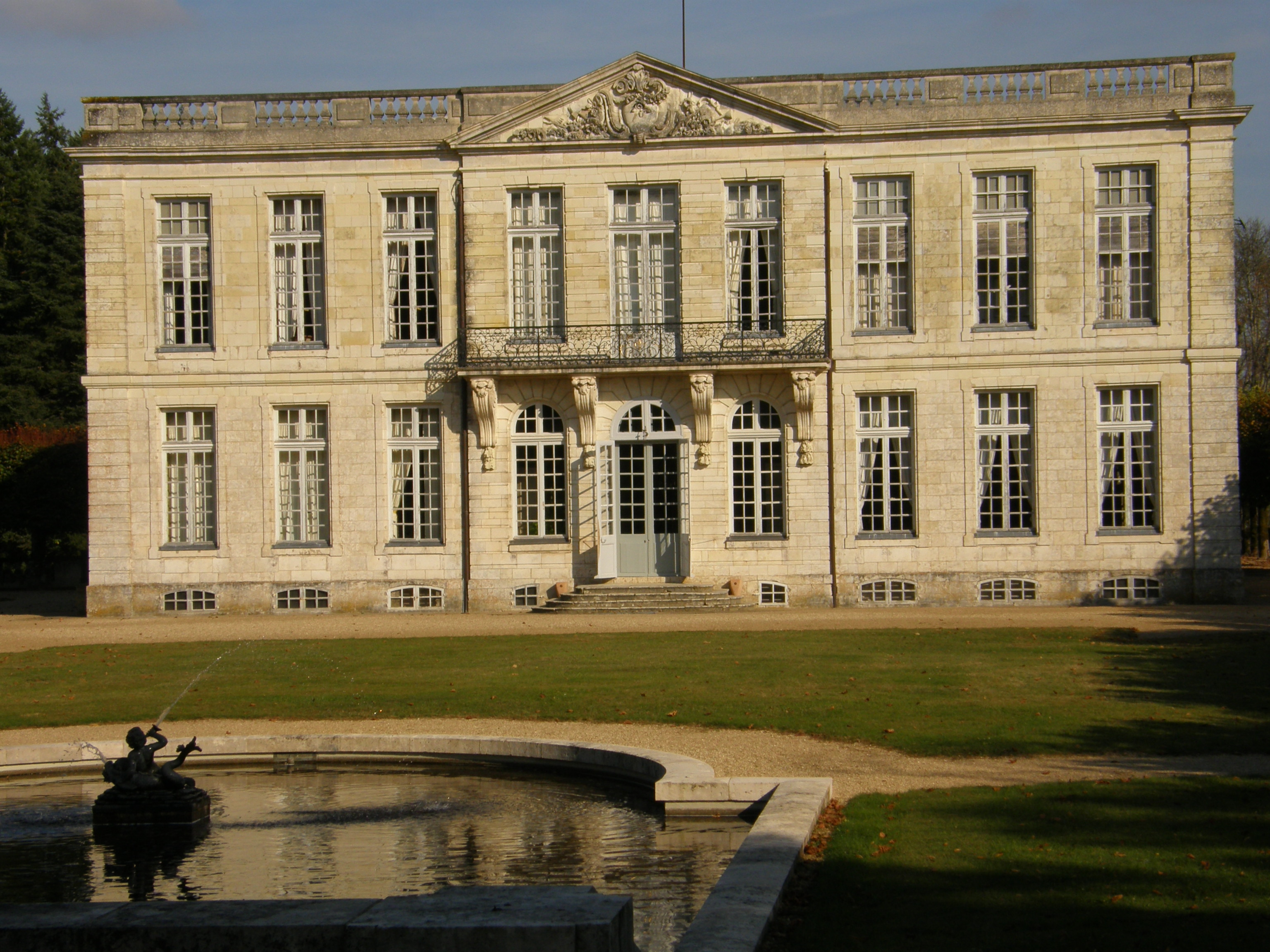
Le château de Bouges en 2008.
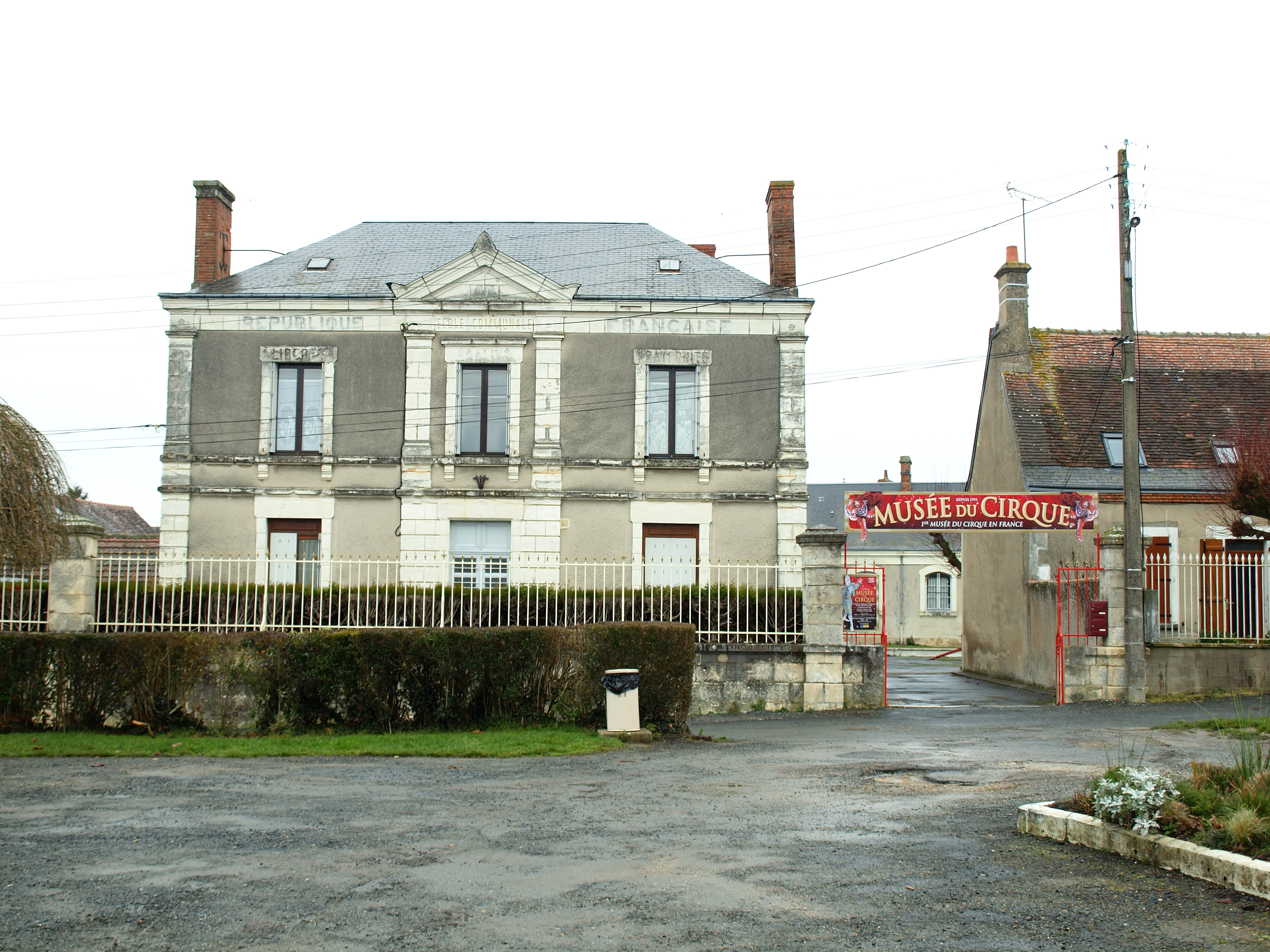
Le musée du cirque en 2016.

- Champagne berrichonne : Musée de l'Hospice Saint-Roch à Issoudun, Musée du Cirque de Vatan.

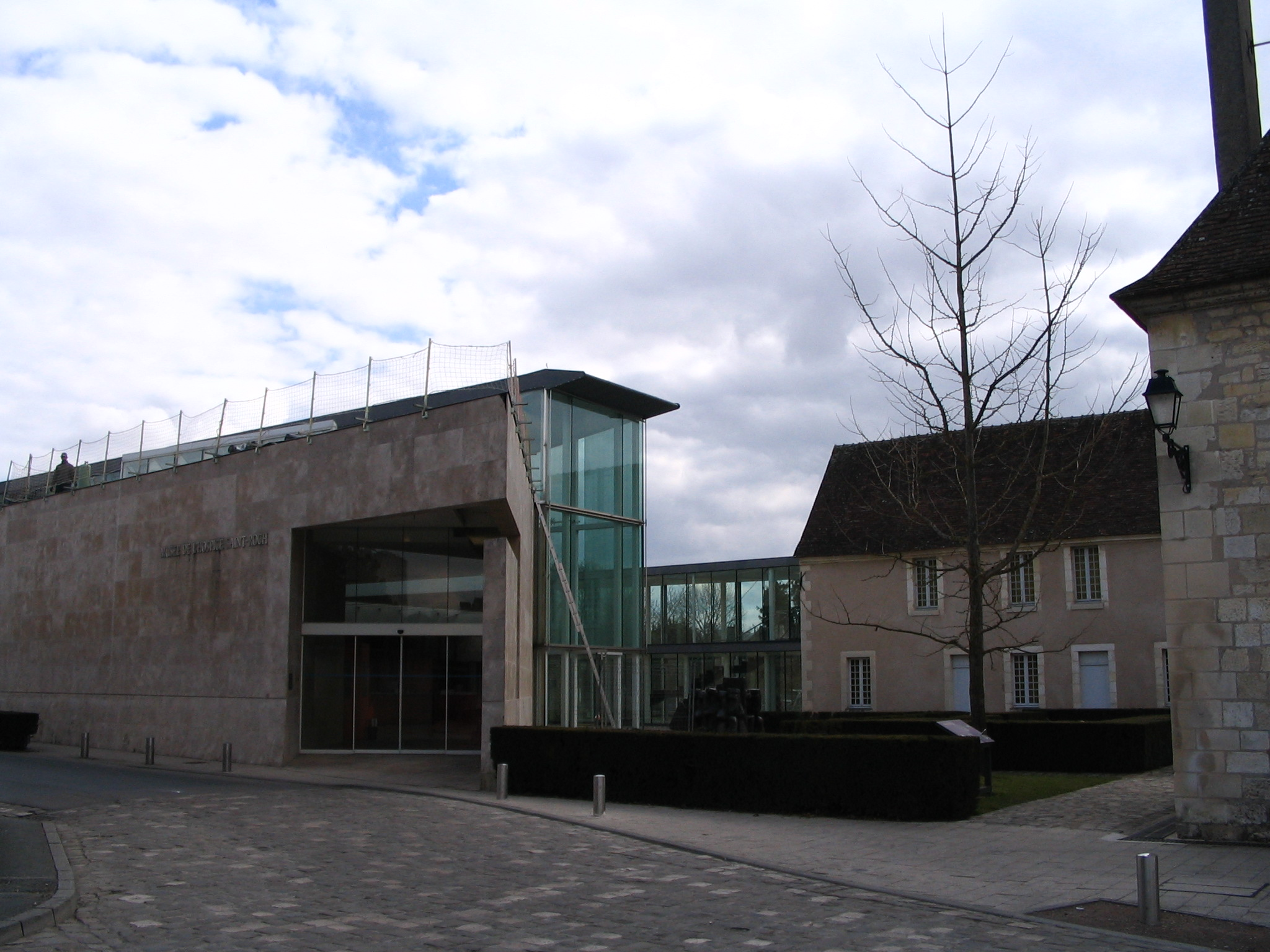
Le musée de l'Hospice Saint-Roch en 2009.

- Pays de George Sand : Abbaye de Varennes de Fougerolles, Demeure de George Sand à Nohant, Église Saint-Étienne de Neuvy-Saint-Sépulchre, Église Saint-Laurent à Lourouer-Saint-Laurent, Fresques de l'église Saint-Martin de Vic, Maison de Jour de fête à Sainte-Sévère, Maison des Traditions à Chassignolles, Musée George-Sand et de la Vallée Noire à La Châtre, Parc des Parelles de Crevant, Viaduc de Cluis.

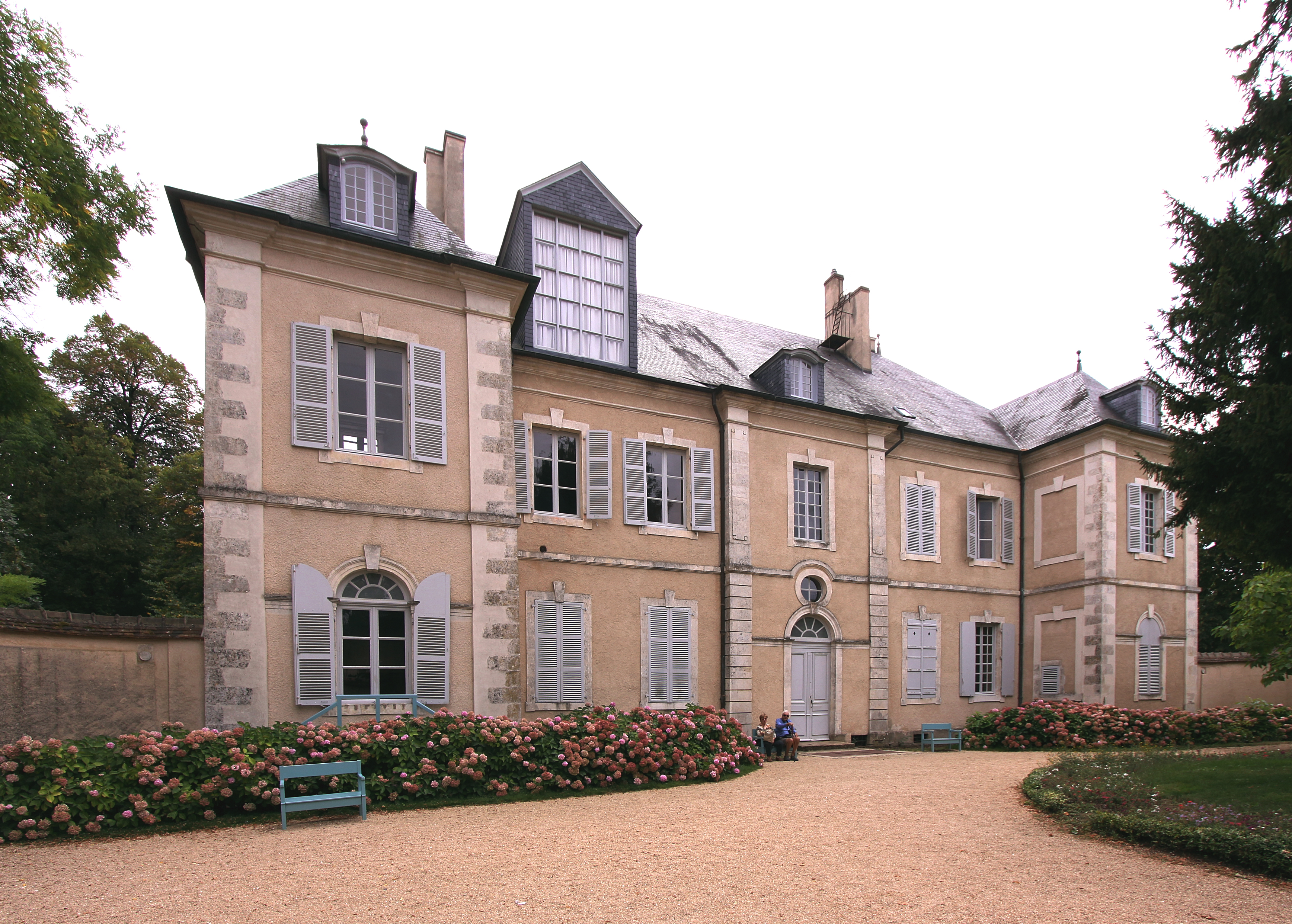
Le domaine de George Sand ou château de Nohant en 2009.
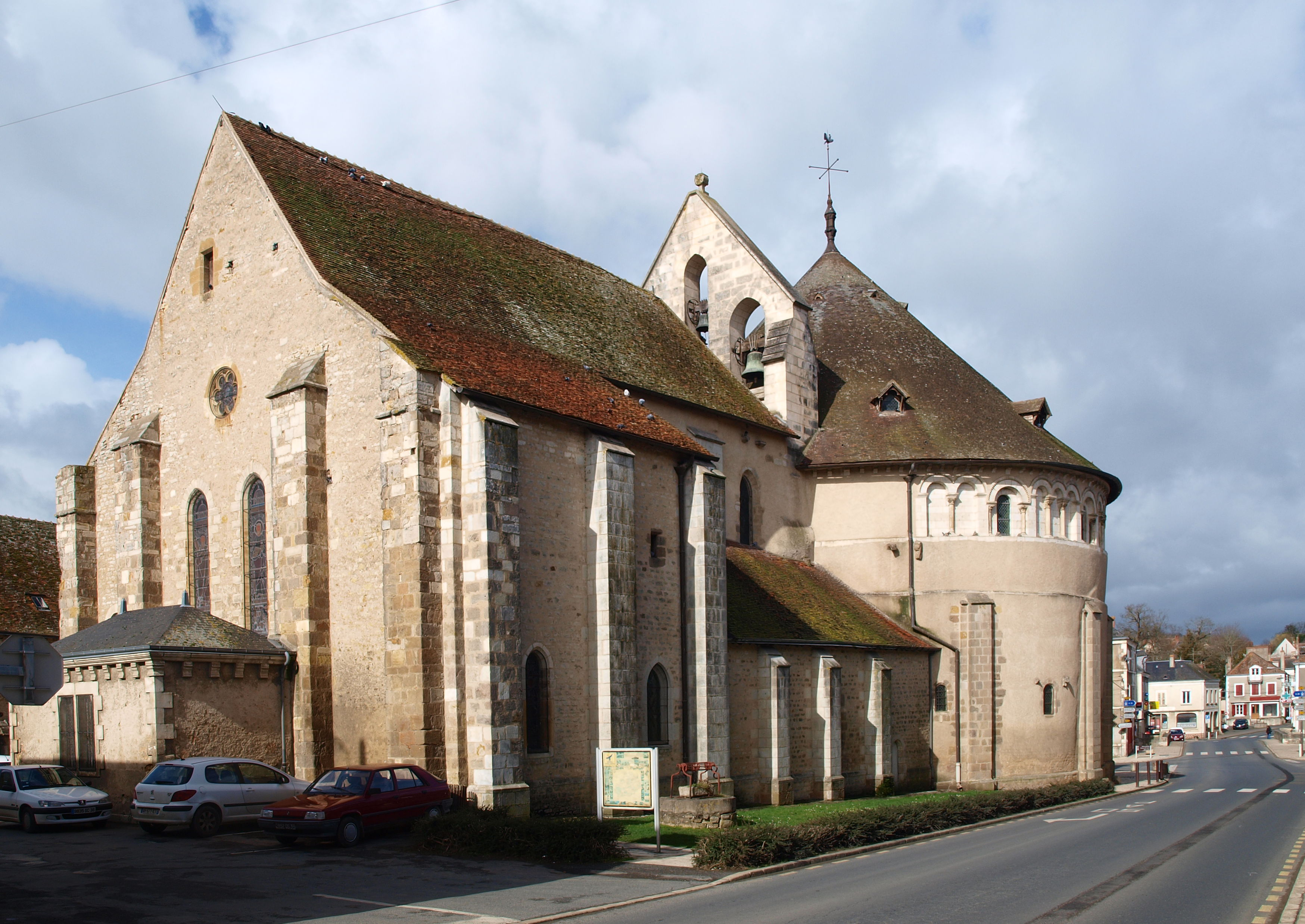
L'église Saint-Étienne de Neuvy-Saint-Sépulchre en 2013.
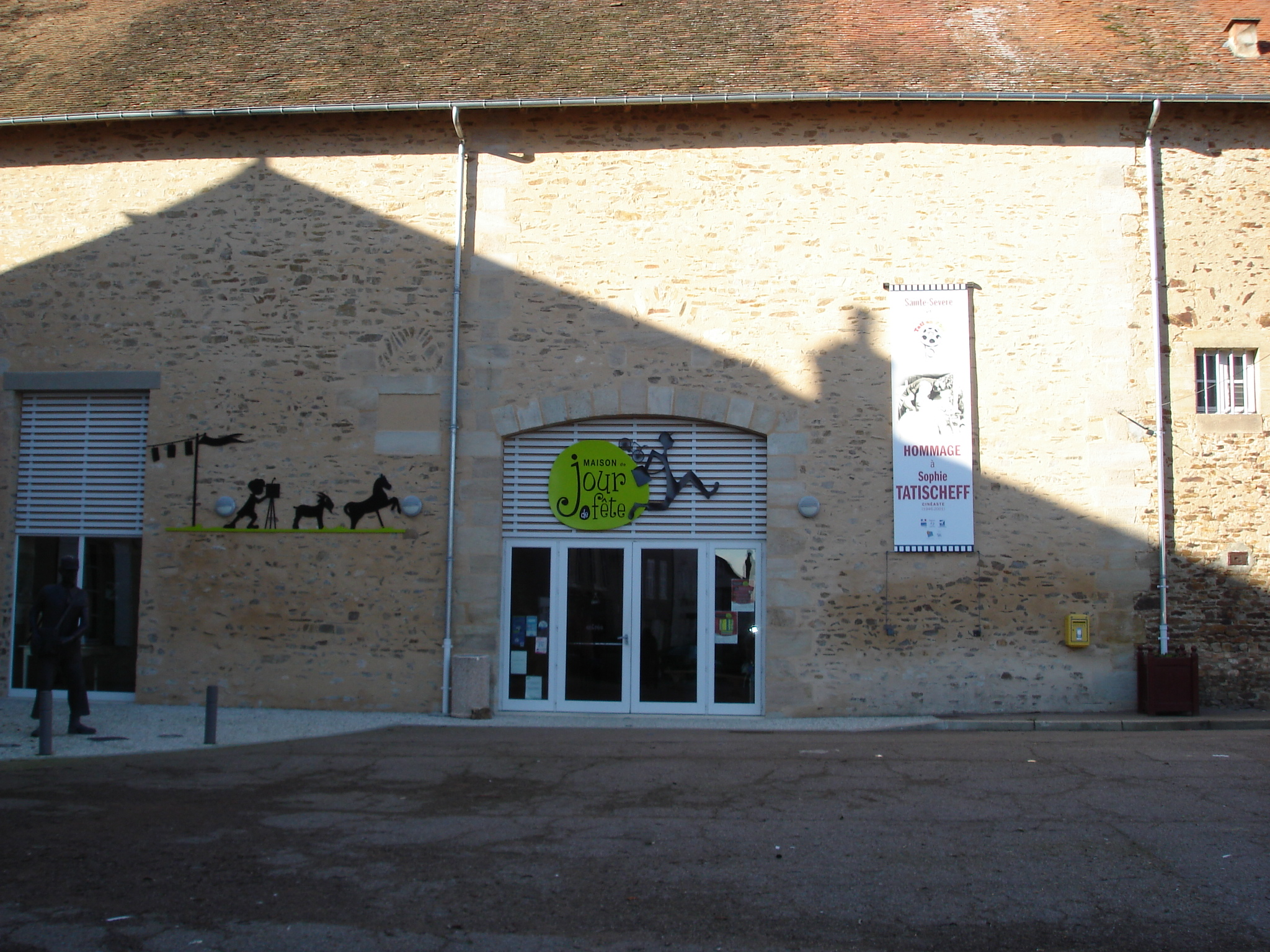
La Maison de jour de fête en 2012.

- Vallée de la Creuse : Barrage d'Éguzon, Barrage de La Roche-au-Moine, Barrage de La Roche-Bat-L'Aigue, La Boucle du Pin, Gargilesse-Dampierre, son église Notre-Dame, Église peinte du Menoux, Musée de la chemiserie et de l'élégance masculine, vieilles maisons et moulins d'Argenton-sur-Creuse, Musée archéologique d'Argentomagus de Saint-Marcel.

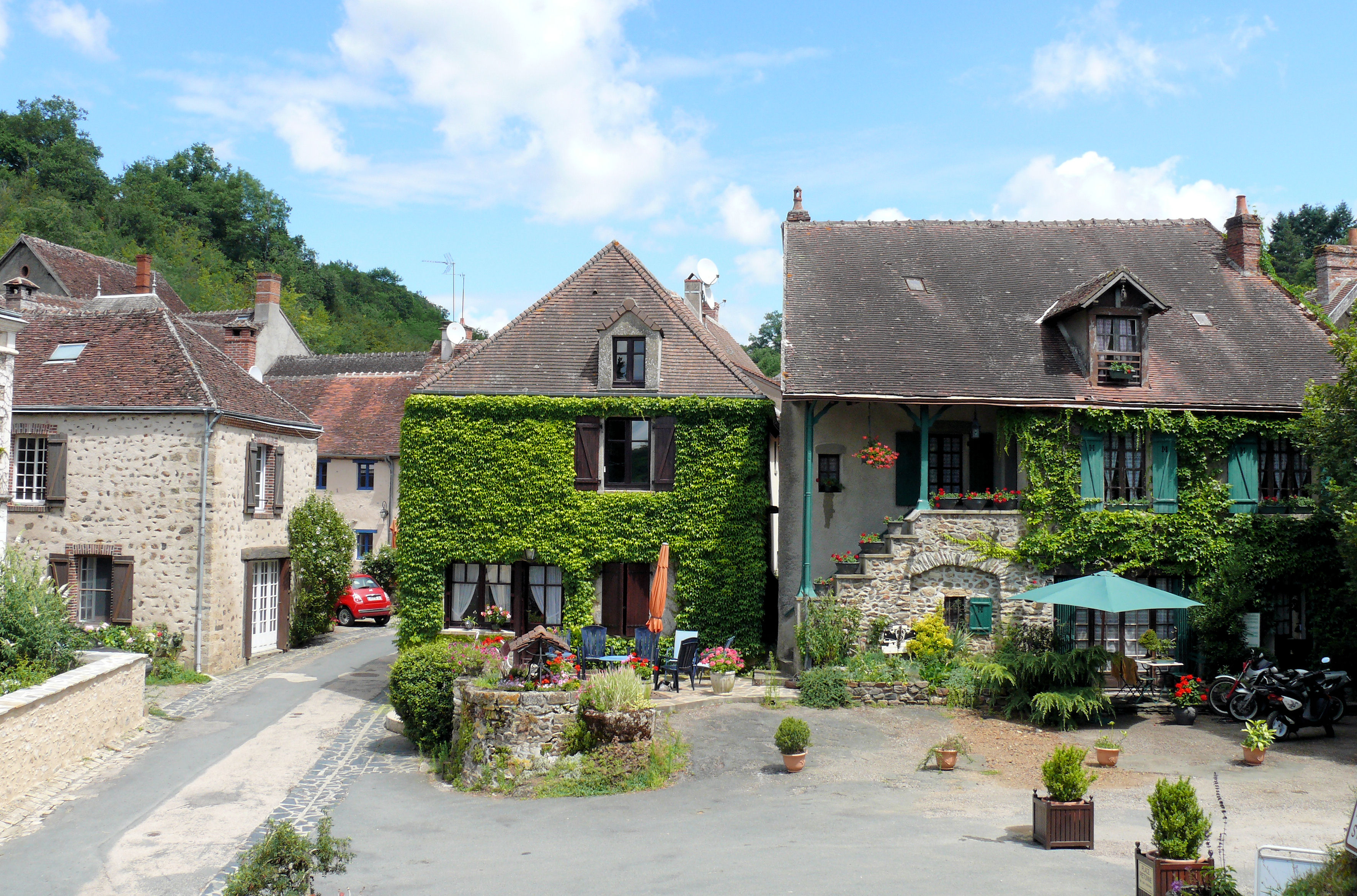
La place du château en 2010.

- Parc naturel régional de la Brenne : Abbaye Notre-Dame de Fontgombault, Église Saint-Étienne de Paulnay, Base de loisirs à Bellebouche, Château d'Azay-le-Ferron, son parc et ses jardins, Château du Bouchet-en-Brenne, Château Naillac-Ecomusée de la Brenne au Blanc, Musée Henry-de-Monfreid à Ingrandes, Musées de Prissac, Maison de la nature et de la réserve à Saint-Michel-en-Brenne, Maison du Parc à Rosnay, Parc naturel régional de la Brenne (étangs et observatoires), Réserve naturelle nationale de Chérine à Saint-Michel-en-Brenne, Réserve naturelle régionale des terres et étangs de Brenne, Massé, Foucault à Rosnay, Réserve naturelle régionale du Bois des Roches à Pouligny-Saint-Pierre, Réserve zoologique de la Haute-Touche à Obterre, Viaduc du Blanc.

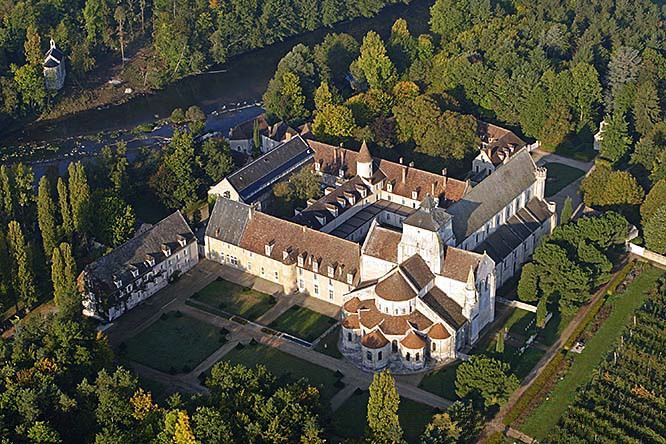
L'abbaye Notre-Dame en 2005.
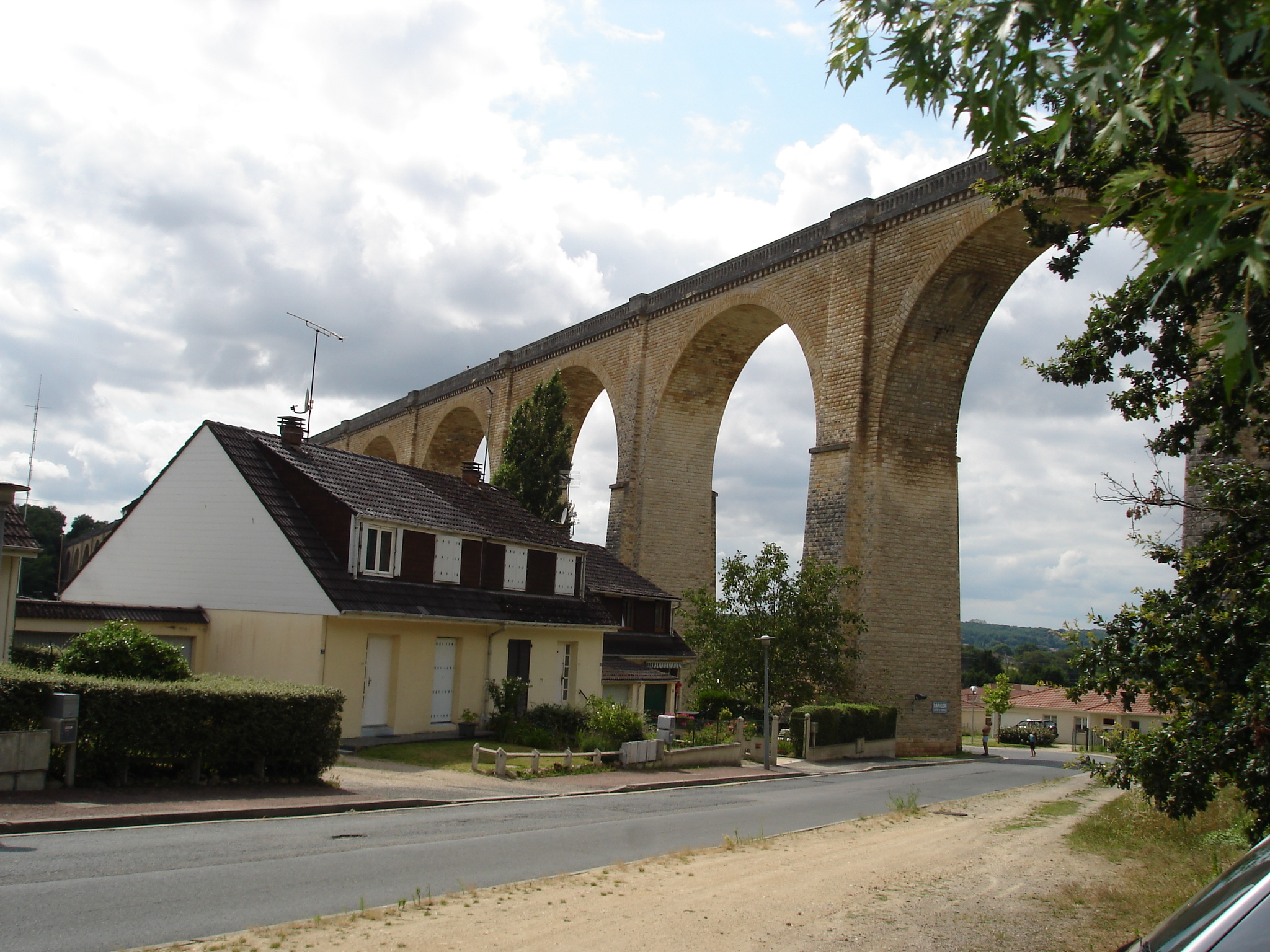
Le viaduc du Blanc en 2007.
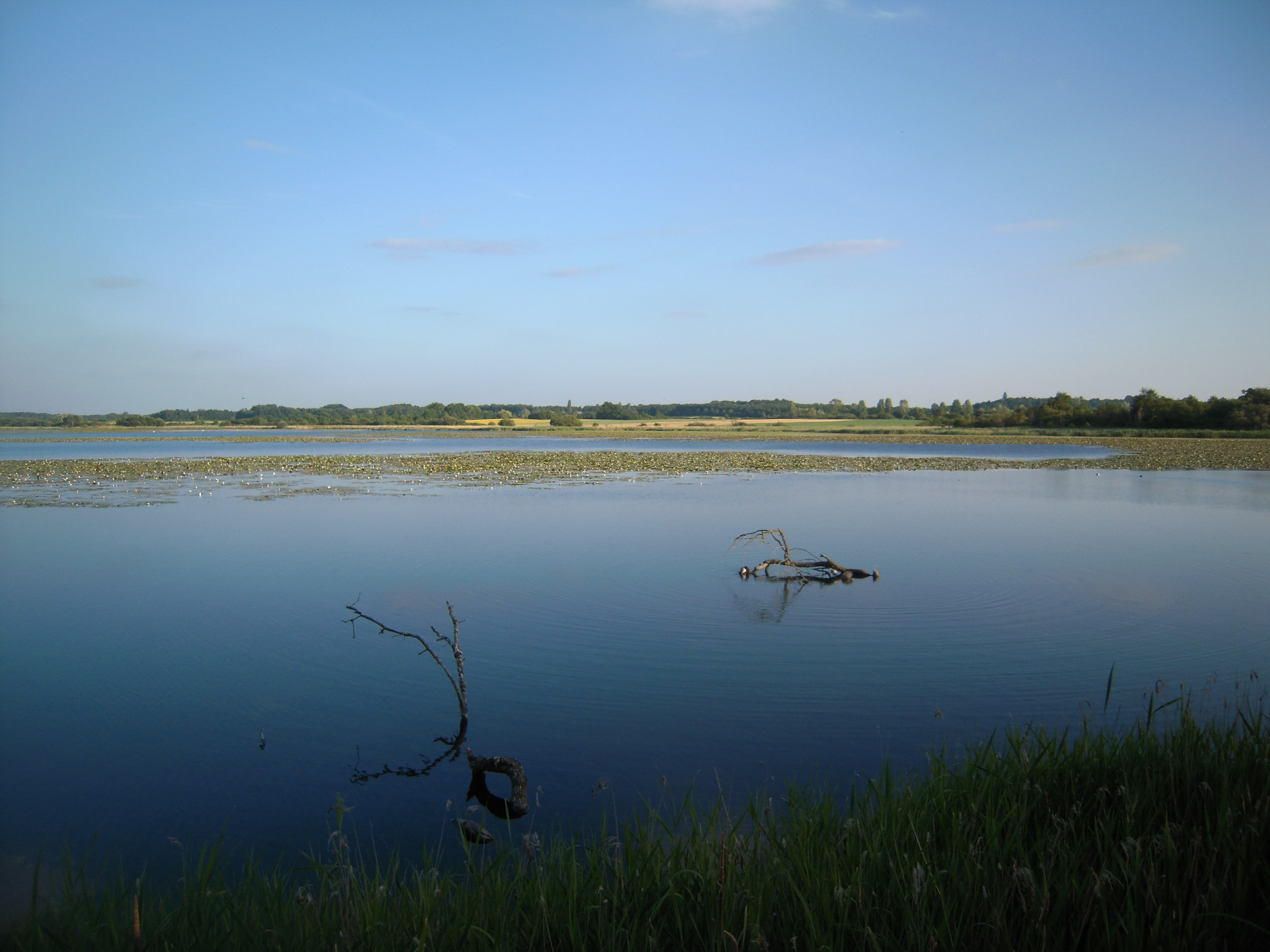
La réserve naturelle nationale de Chérine en 2014.
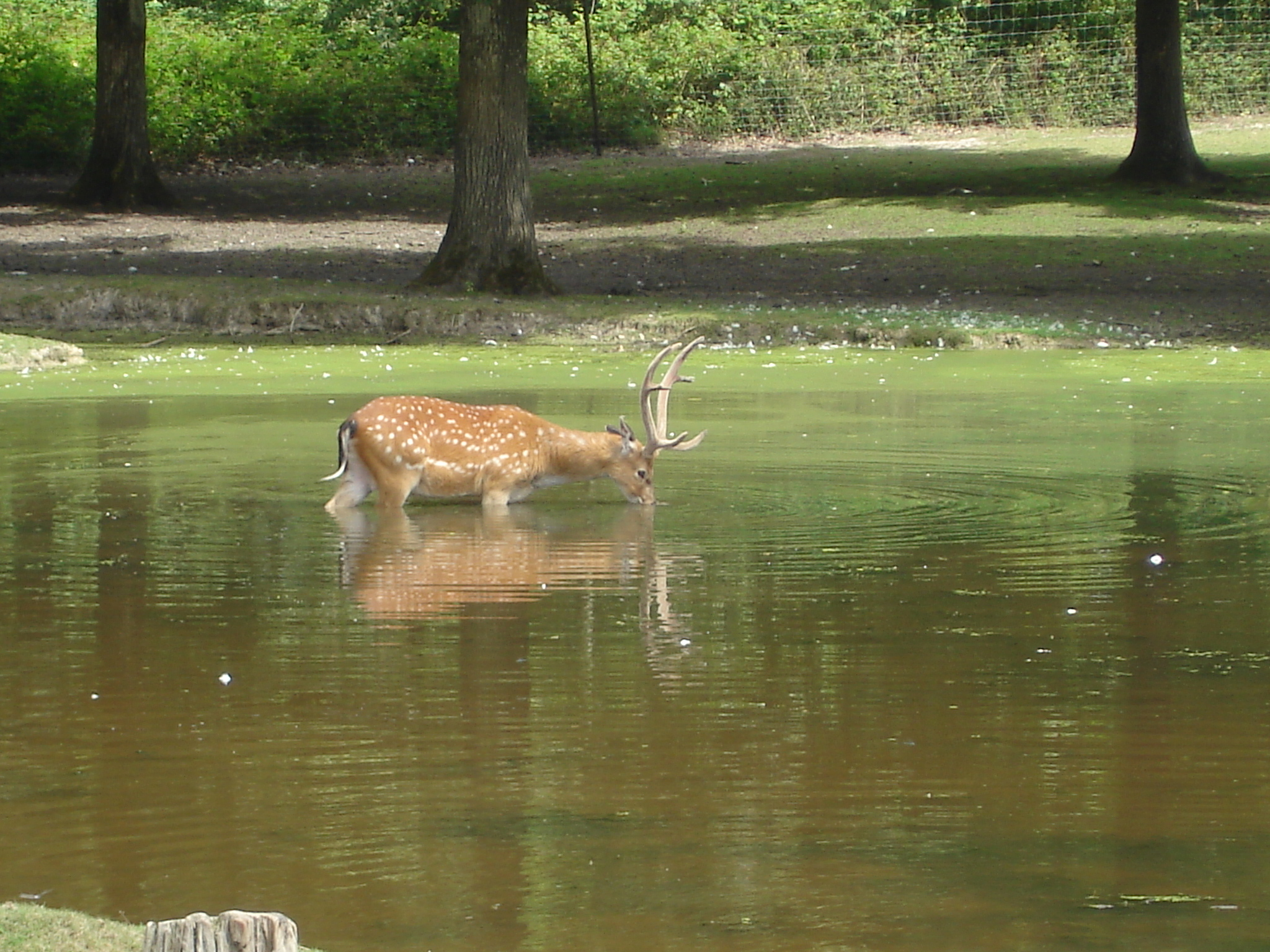
La réserve zoologique de la Haute-Touche en 2008.

## Culture locale et patrimoine

### Patrimoine environnemental
- Parc naturel régional de la Brenne
- Réserve naturelle nationale de Chérine
- Réserve naturelle régionale des terres et étangs de Brenne, Massé, Foucault
- Réserve naturelle régionale du Bois des Roches

### Patrimoine architectural
- Liste des monuments historiques de l'Indre
- Liste de ponts de l'Indre
- Liste des anciennes abbayes du Berry

### Personnalités
- Philibert de Naillac (1396-1421), 34e grand maître des Hospitaliers de l'ordre de Saint-Jean de Jérusalem.
- Claire-Clémence de Maillé (1628-1694), princesse de Condé.
- Claude Dupin (1686-1769), financier français.
- Louis Dupin de Francueil (1715-1786), figure du XVIIIe siècle.
- Gilles Porcher de Lissonay « comte de Richebourg » (1752-1824), médecin et homme politique français.
- Talleyrand (1754-1838), homme politique et diplomate français.
- Henri Gatien Bertrand (1773-1844), général d’Empire, fidèle à Napoléon Ier.
- Dorothée de Courlande (1793-1862), duchesse de Dino, nièce de Talleyrand.
- Pierre Leroux (1797-1871), journaliste fondateur du Globe.
- François Frichon Duvignaud de Vorys (1800-1885), homme politique français.
- George Sand (1804-1876), romancière et femme de lettres française, morte à Nohant-Vic.
- François Rollinat (1806-1867), avocat à Châteauroux, député de l'Indre pendant la Deuxième République, ami de George Sand, mort à Châteauroux.
- Henri Pougeard-Dulimbert ou Pougeard du Limbert (1817-1898), haut fonctionnaire français, préfet sous la Deuxième République puis le Second Empire.
- Alfred Dauvergne (1824-1885), architecte français. Il est enterré à Tendu.
- Maurice Rollinat (1846-1903), poète, né à Châteauroux.
- Henry Dauvergne (1848-1918), architecte français du XIXe et XXe siècles.
- Louis Dauvergne (1854-1903), juriste et architecte français du XIXe et XXe siècles.
- Henry de Monfreid (1879-1974), commerçant et écrivain français, mort à Ingrandes.
- Lucien Coupet (1888-1969), mécanicien et pilote d’essais, né à Issoudun.
- Max Hymans (1900-1961), homme politique, résistant et président d'Air France.
- Jacques Tati (1907-1982), cinéaste français, a tourné son premier film Jour de Fête (1949) à Sainte-Sévère-sur-Indre.
- Jean-Louis Boncoeur (1911-1997), pseudonyme d'Edouard Lévêque, comédien et homme de lettres français.
- Aurore Chabrol née Aurore Pajot (1934), actrice et scripte française, troisième épouse de Claude Chabrol.
- Michel Denisot (1945), né à Buzançais, est un journaliste.
- Gérard Depardieu (1948), né à Châteauroux, est un acteur.
- Bernard Le Coq (1950), né au Blanc, est un acteur.
- Dominique Lacaud (1952), pilote automobile français.
- Michel Sapin (1952), ancien ministre des finances, fut maire de la commune d'Argenton-sur-Creuse.
- Christine Angot, née Schwartz (1959), autrice et réalisatrice, née à Châteauroux.
- Dominique Bijotat (1961), footballeur français reconverti entraîneur.
- Jeannette Bougrab (1973), maître des requêtes au conseil d'État et ancienne secrétaire d'État chargée de la Jeunesse et de la Vie associative.

### Héraldique
| Armes de l'Indre | Les armes de l'Indre se blasonnent ainsi : D'azur à trois jumelles ondées d'argent, accompagnées en chef d'un château d'argent ouvert de sable, couvert et pavillonné de gueules, accosté de deux fleurs de lys d'or en chef et accompagnées en pointe d'une fleur de lys aussi d'or, à la bordure engrêlée de gueules. |

### Gastronomie
| Types                       | Noms | Descriptions | Photos |
| --------------------------- | --- | --- | ------ |
| Spécialités culinaires      | Pâté berrichon | Pâté en croûte, servi chaud, garni d'une farce de viande au lait et à la mie de pain, surmontée d'œufs durs, le tout emballé dans une pâte brisée ou feuilletée. Il est appelé aussi « Pâté de Pâques ». |        |
| Spécialités culinaires      | Jau au sang | Coq flambé et coupé en morceaux, cuit pendant une heure. Le sang cuit à feu doux, puis de la crème, un jaune d'œuf et le foie pilé sont ensuite ajoutés, donnant ainsi un poulet en sauce. Il est appelé aussi « Coq en barbouille ». |        |
| Spécialités culinaires      | Pâté de pommes de terre | Il connaît de nombreuses versions. La recette aujourd'hui la plus répandue, également cuisinée en Limousin, consiste à couper des pommes de terre en lamelles plus ou moins fines et à en garnir une tourte en pâte feuilletée, dans laquelle on ajoutera de la crème, de l'ail et éventuellement quelques oignons et fines herbes. En ajoutant un peu de lard, cette recette prend le nom de « truffiat ». D'autres recettes, plus spécifiques au Haut-Berry, garnissent la pâte de pommes de terre écrasées en une purée grossière (conservant une partie des pommes de terre en morceaux), assaisonnées d'ail et de fines herbes. Cette dernière version est en général préparée en forme de pâté ou de friand. |        |
| Spécialités culinaires      | Galette aux pommes de terre | Elle se consomme chaude, est également très répandue et consiste à ajouter à l'appareil d'une pâte feuilletée une quantité variable de purée lisse de pommes de terre. Plus la quantité ajoutée est élevée, moins la pâte lèvera à la cuisson, et plus le cœur de la galette sera moelleux. Certaines versions incorporent seulement, ou en plus de celle intégrée à la pâte, de la purée entre deux feuilles de pâte feuilletée. |        |
| Spécialités culinaires      | Œufs en couille d'âne | Ce sont des œufs en meurette préparés avec des échalotes et l'un des vins rouges berrichons. On les appelle aussi « Œufs en couille d'âne ». |        |
| Spécialités culinaires      | Langue de bœuf au gratin | |        |
| Spécialités culinaires      | Beugnons | Ce sont des beignets à la fleur d'acacia ou au miel. |        |
| Spécialités culinaires      | Sanciaux | Crêpes épaisses, traditionnellement salées ou sucrées et aujourd'hui le plus souvent agrémentées de pommes (et de miel ou de sucre), que l'on cuit à la poêle pour obtenir une galette à la consistance intermédiaire entre une crêpe et un far breton. Elles sont appelées « Chanciaux » ou « Omelette à la farine ». |        |
| Spécialités culinaires      | Millats | Ce sont plusieurs recettes à base de cerises noires. |        |
| Spécialités culinaires      | Soupe à l'oseille | Elle est aussi appelée « Soupe aux orties ». |        |
| Spécialités culinaires      | Poirat | Tourte garnie de poires (simplement sucrées et généralement sans appareil). |        |
| Spécialités culinaires      | Citrouillat | C'est une variante du « Pâté de pommes de terre ». On l’appelle aussi « Pâté à la citrouille ». |        |
| Spécialités culinaires      | Poires au vin | |        |
| Spécialités culinaires      | Daguenettes | Tranches de pommes séchées, servies comme dessert telles quelles ou réhydratées dans une sauce au vin rouge. |        |
| Légumes                     | Lentilles vertes du Berry | Label rouge et IGP. |        |
| Légumes                     | Courge Sucrine du Berry | |        |
| Fromages                    | | |        |
| Pouligny-saint-pierre       | C'est un fromage à base de lait cru de chèvre de race Alpine, Saanen ou Poitevine. Il est à pâte molle à croûte fleurie, d'un poids moyen de 250 grammes, et a une forme caractéristique de pyramide, une pâte d'un blanc lumineux qui contraste avec une croûte qui se colore et se teinte de bleu avec l'affinage, sauf lorsque des bloquants sont ajoutés au lait afin d'empêcher le développement de la bactérie responsable de cette coloration. | |        |
| Sainte-maure de touraine    | C'est un fromage à base de lait de chèvre entier, pasteurisé ou de lait cru, à pâte molle, d'un poids moyen de 250 grammes. Il est caractérisé par son allure tronconique, d'une longueur de 16-17 cm. Il est éventuellement traversé d'un bout à l'autre d'un brin de paille de seigle gravé avec le numéro d'identification du fromager. | |        |
| Valençay                    | C'est un fromage à base de lait de chèvre, à pâte blanche molle à croûte naturelle, d'un poids moyen de 220 grammes. | |        |
| Fromagée                    | Préparation à base de fromage frais (de chèvre et/ou de vache), à laquelle sont ajoutés des herbes fraîches (en particulier cive et ciboulette), de l'échalote, du poivre et du sel. Elle peut être consommée avec des pommes de terre tièdes cuites à l'eau, ou en accompagnement d'une salade avec du pain. | |        |
| Fruits                      | | |        |
| Poires Curé                 | | |        |
| Poires Cuisse Dame du Berry | | |        |
| Cerises Muant               | | |        |
| Cerises Petite Noire        | | |        |
| Cerises Marin du Berry      | | |        |
| Châtaignes du Berry         | | |        |
| Genouillet                  | Cépage vitis vinifera du Berry. | |        |
| Vins                        | Reuilly | |        |
| Vins                        | Valençay | |        |
| Vins                        | Châteaumeillant | |        |
| Bières                      | L'atelier de la Bière | On le trouve à Villedieu-sur-Indre. |        |
| Alcool                      | Kirsch du Blanc | On le trouve au Blanc. |        |
| Condiments                  | Huile de noix | |        |
| Condiments                  | Huile de noisette | |        |